# Tübinger Professorengalerie

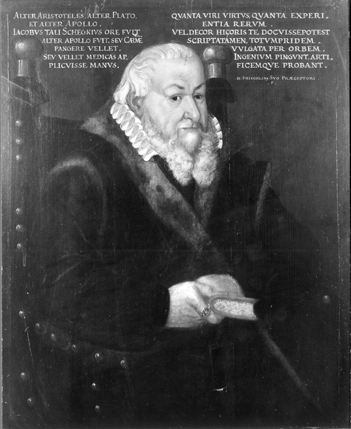
Jakob Degen, Porträt in der Tübinger Professorengalerie

Die Tübinger Professorengalerie ist eine Gemäldesammlung der Eberhard Karls Universität Tübingen. Sie enthält die in Auftragsmalerei entstandenen Porträts von zurzeit 330 ehemaligen Professoren, Kanzlern, Rektoren und weiterer mit der Universität verbundener Personen. Die Gemäldesammlung ist eine Teilsammlung des Museums der Universität Tübingen (MUT) und wird von der Universität in verschiedenen Gebäuden präsentiert: im „Kleinen Senat“, im „Großen Senat“, in der Aula der Universität und im Fürstenzimmer von Schloss Hohentübingen.

## Geschichte
Die ältesten Bildnisse der Sammlung sind im 16. Jahrhundert entstanden. Die Tübinger Professorengalerie beeindruckt besonders durch ihre zeitliche Geschlossenheit vom Ende des 16. Jahrhunderts bis in die Gegenwart.
Anlass für ihre Entstehung war die 1578 vorangegangene 100-Jahr-Feier der Universität. Damit war jedoch noch keine Tradition einer kontinuierlichen Fortsetzung der Galerie abzusehen. Gegen 1590 gab der Rhetoriker Erhard Cellius (1546–1606) eine größere Anzahl von Gemälden in Auftrag. Dabei ließ er nicht nur amtierende Kollegen im Bilde festhalten, sondern auch bereits verstorbene Professoren nach Vorgaben porträtieren.
Erster Rektor der Universität Tübingen wurde von 1477 bis 1478 Johannes Nauclerus, namentlich auch als Johannes Vergenhans bekannt, ein enger Vertrauter des Grafen Eberhards im Bart, des Gründers der Universität Tübingen. Nach seinem Rektorat wurde Johannes Nauclerus langjähriger Kanzler der Universität. Von Johannes Nauclerus existiert ein posthum angefertigtes Porträt in der Professorengalerie.
Eines der ersten Gemälde der Sammlung in der Tübinger Professorengalerie, in deren Bestand sich auch Frauenbildnisse befinden, war das in Öl gemalte Porträt Jakob Degens.
Die Porträtmaler der Tübinger Professorengalerie, seit Beginn des ausgehenden 16. Jahrhunderts bis heute, werden nachstehend in diesem Artikel mit ihren Lebensdaten angeführt.

## Professorengemälde

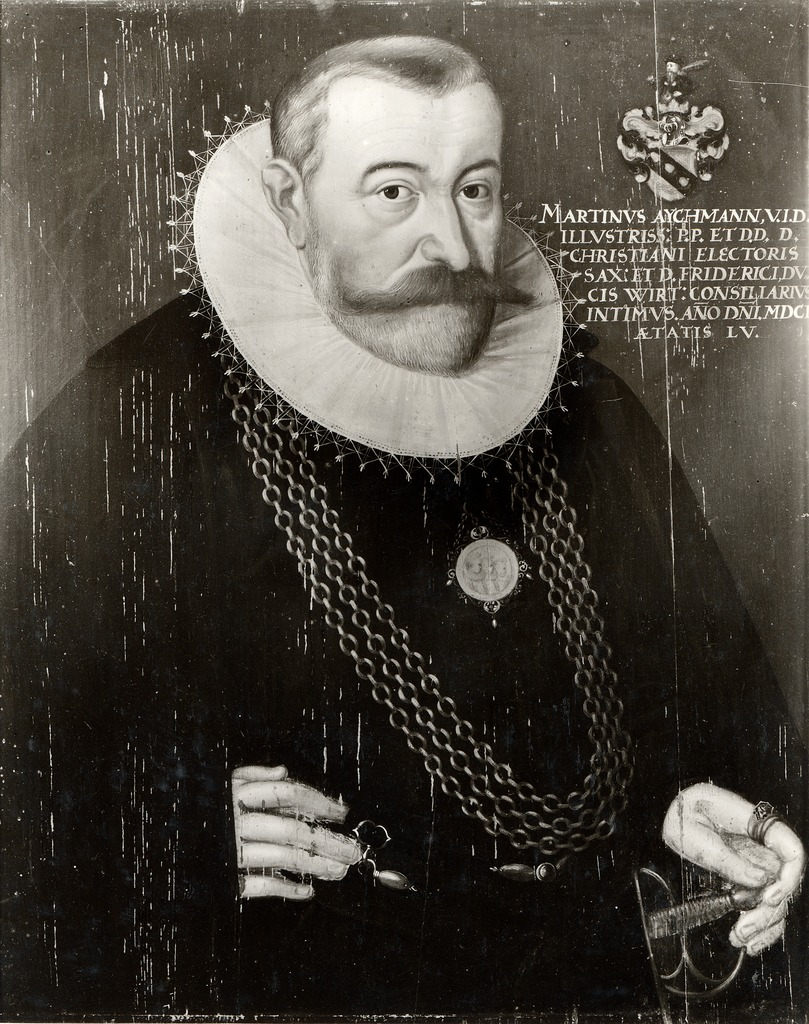
Martin Aichmann
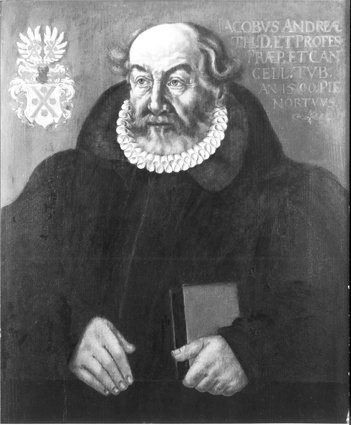
Jakob Andreae
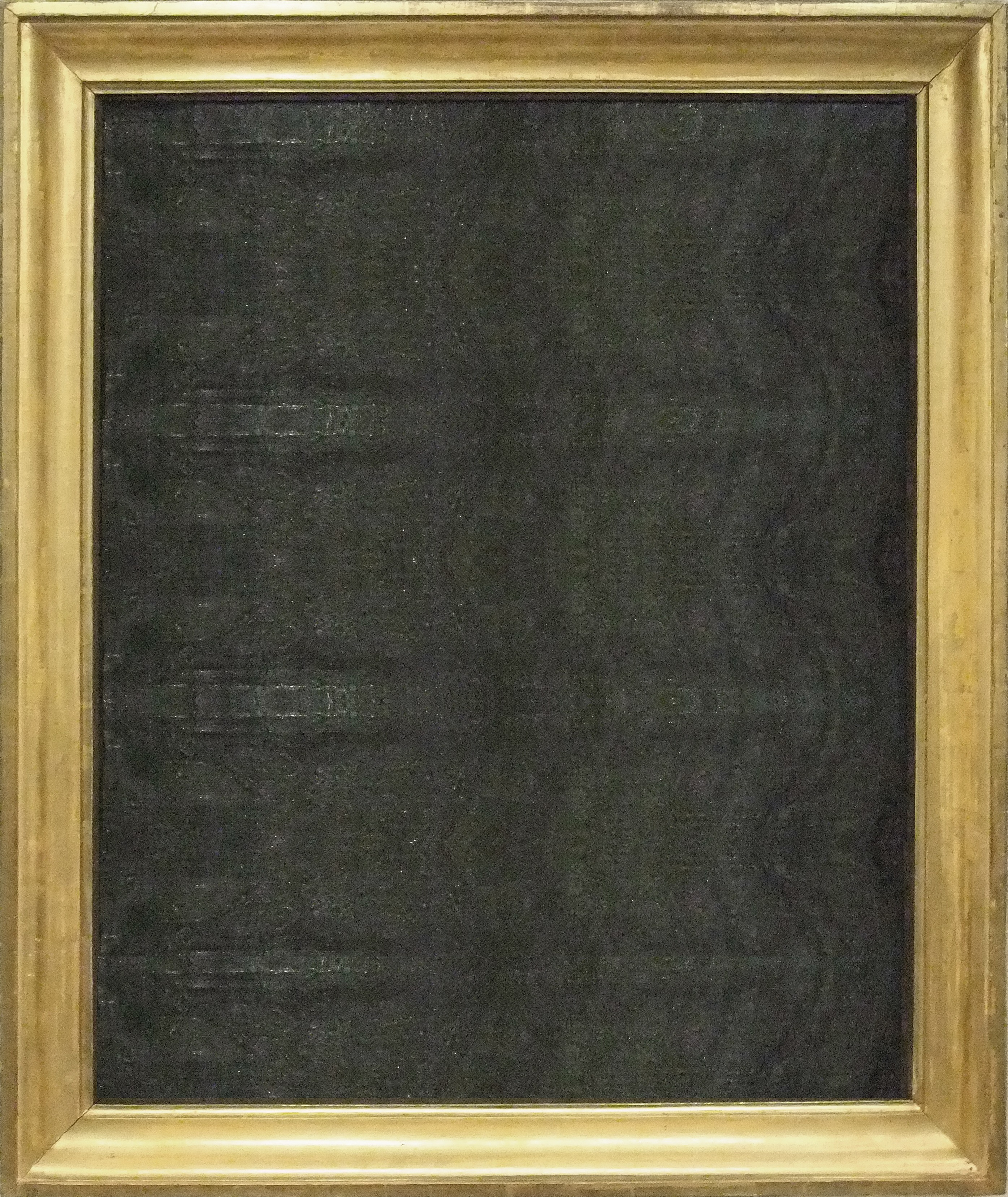
Gustav Adolf Anrich
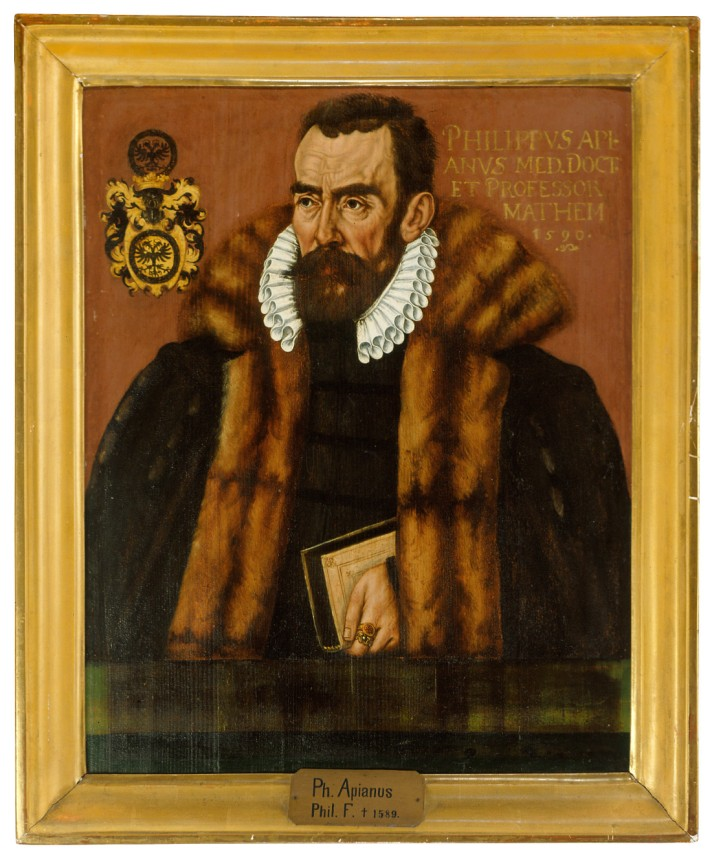
Philipp Apian
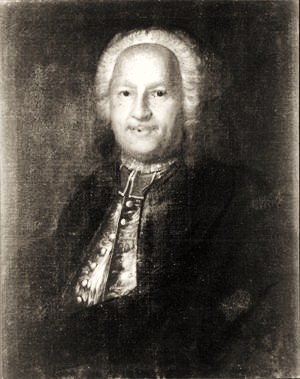
Johann Bacmeister
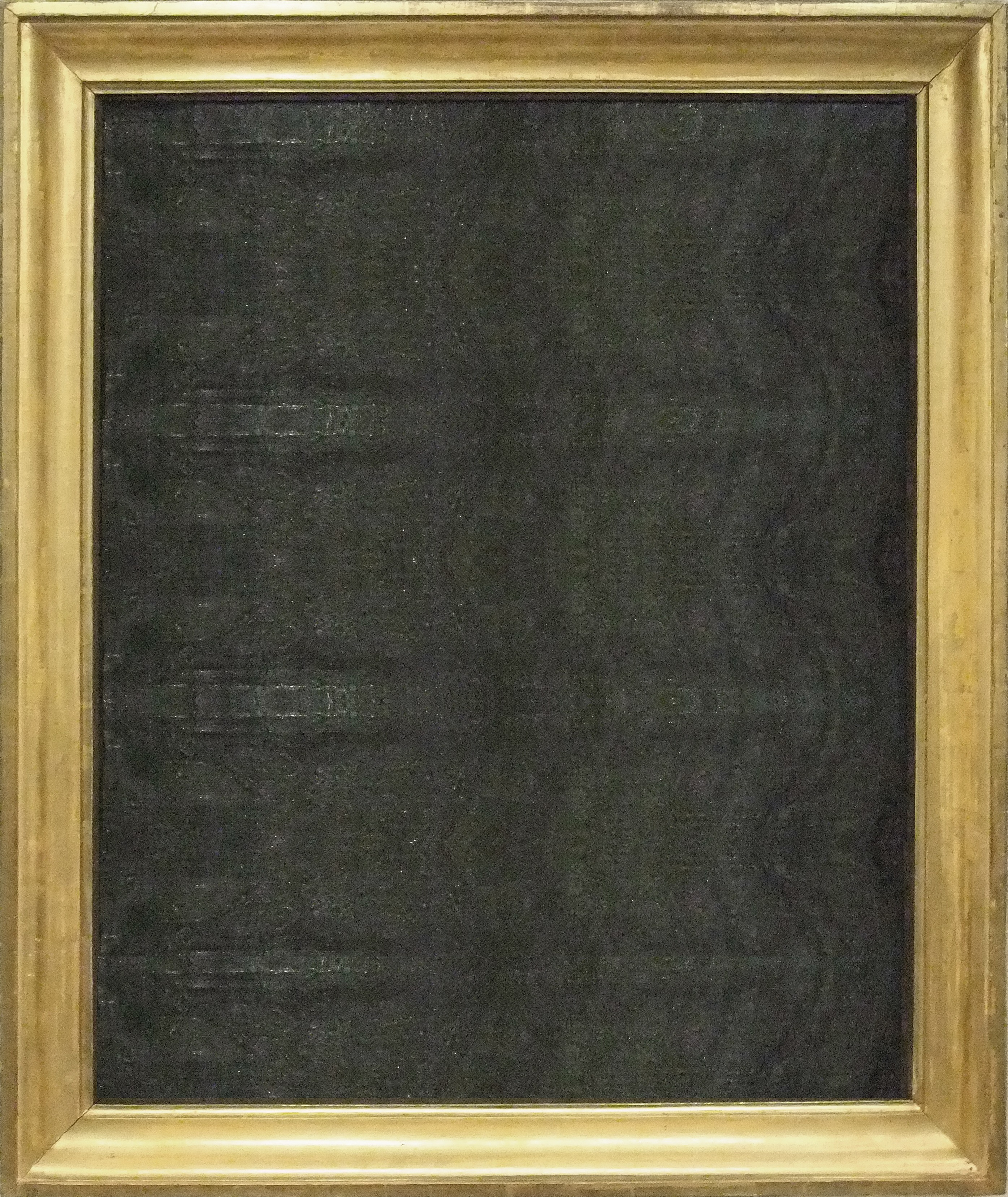
Otto Bachof
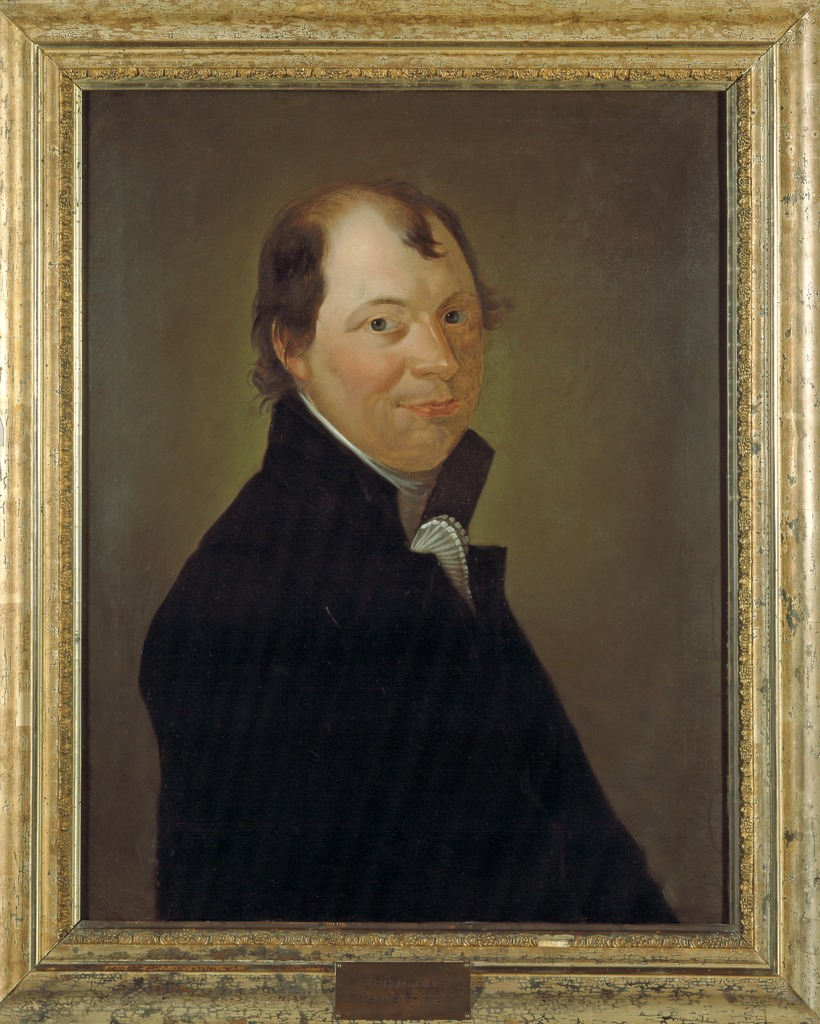
Jonathan Friedrich Bahnmaier
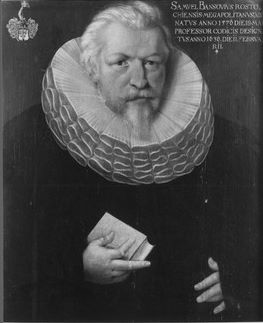
Samuel Bansovius
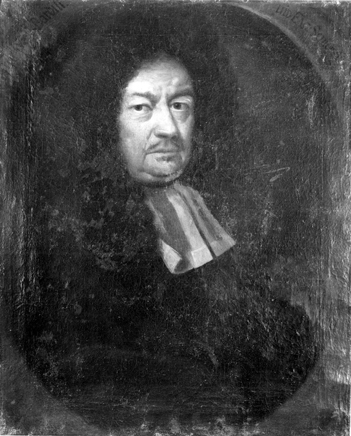
Burckhard Bardili
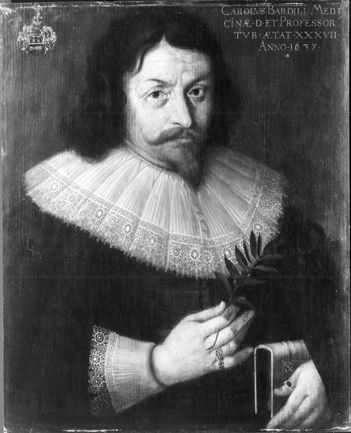
Carl Bardili
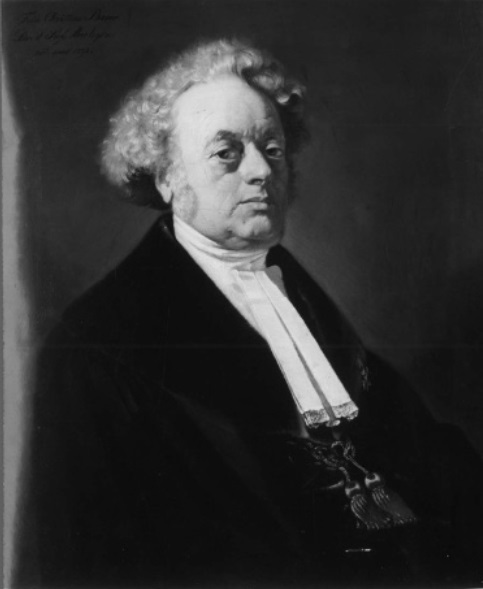
Ferdinand Christian Baur
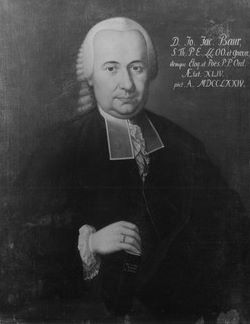
Johann Jakob Baur
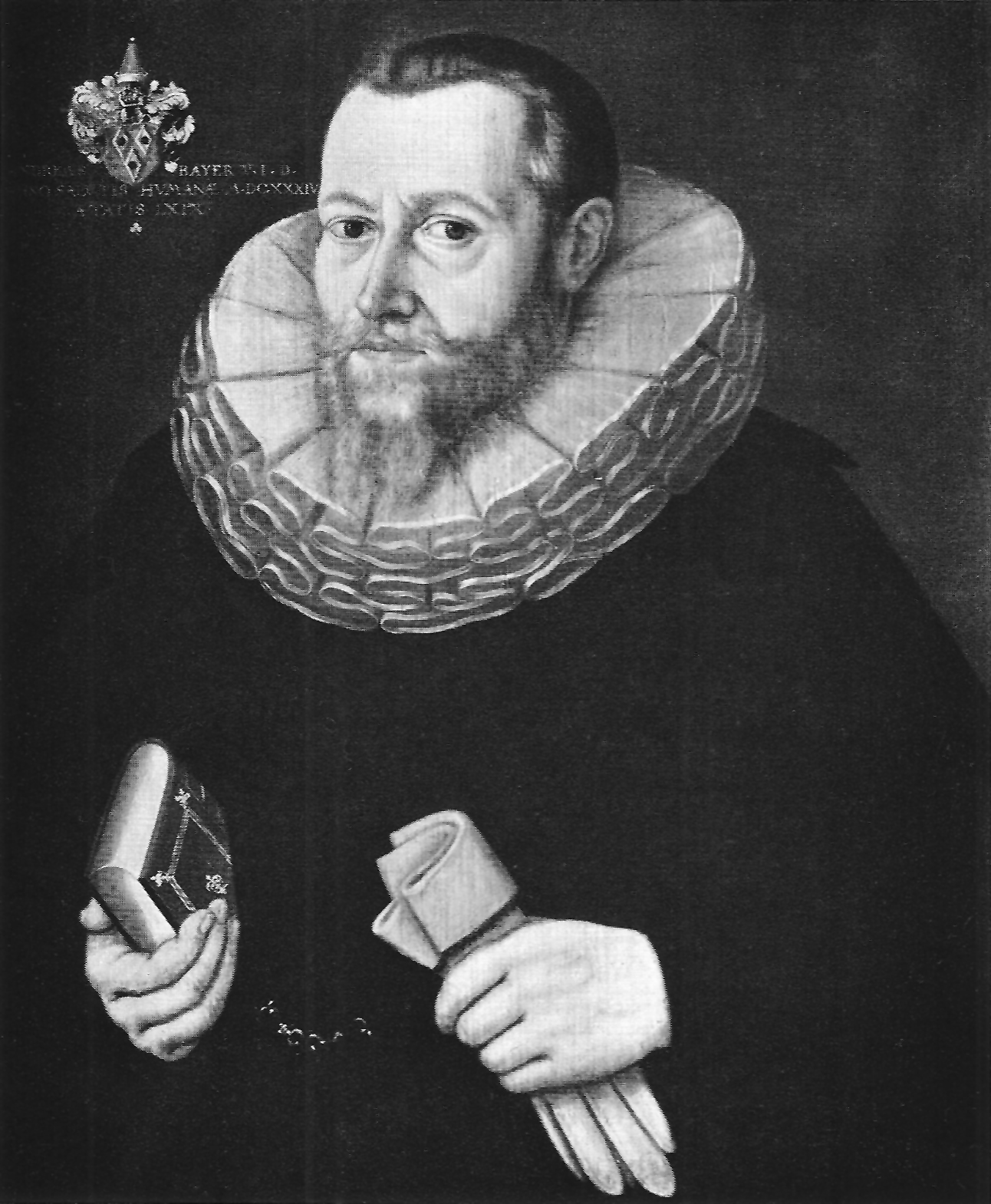
Andreas Bayer
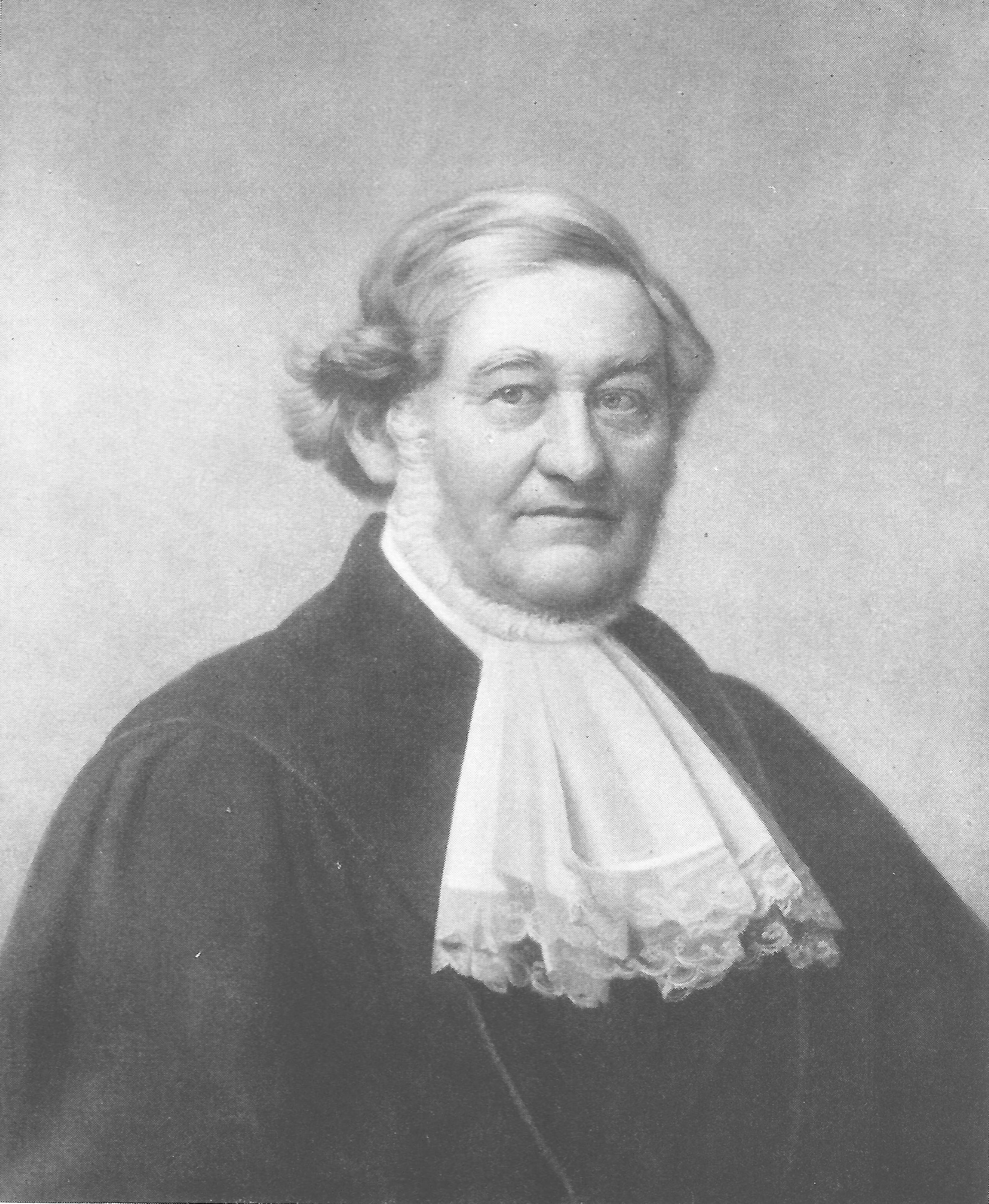
Johann Tobias Beck
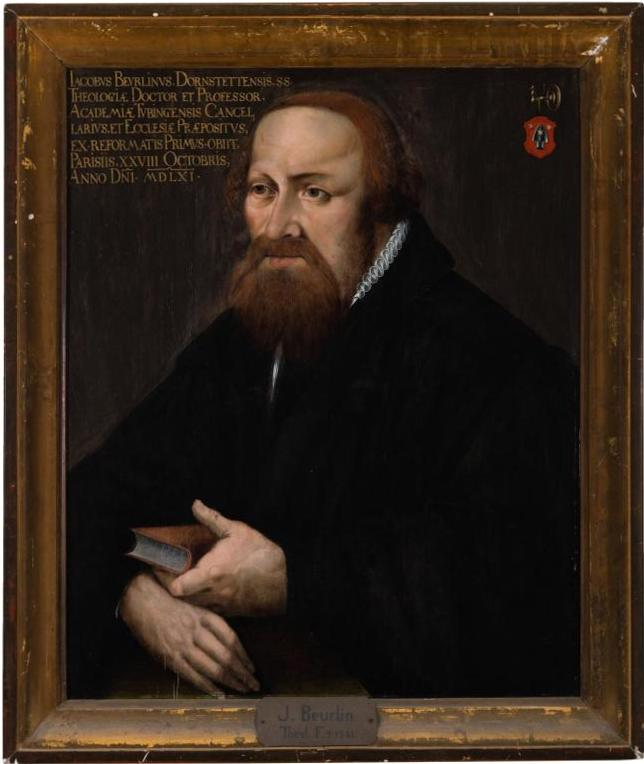
Jacob Beurlin
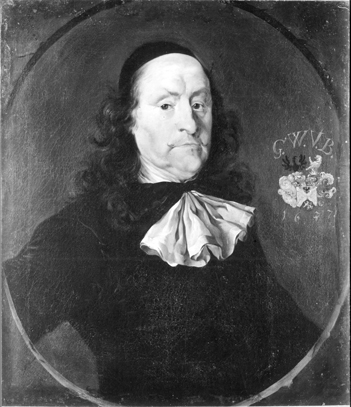
Georg Wilhelm Bidembach von Treuenfels
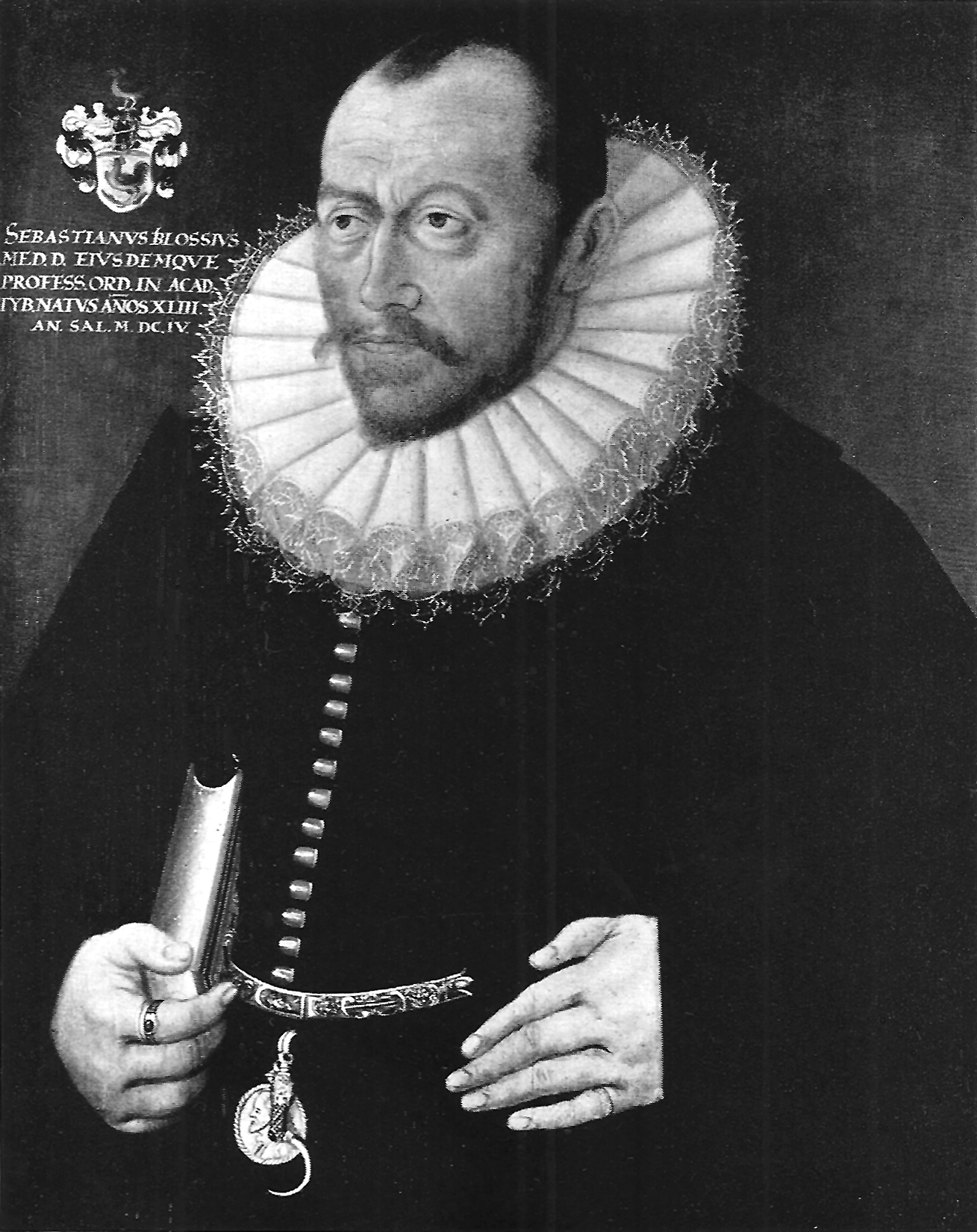
Sebastian Bloss
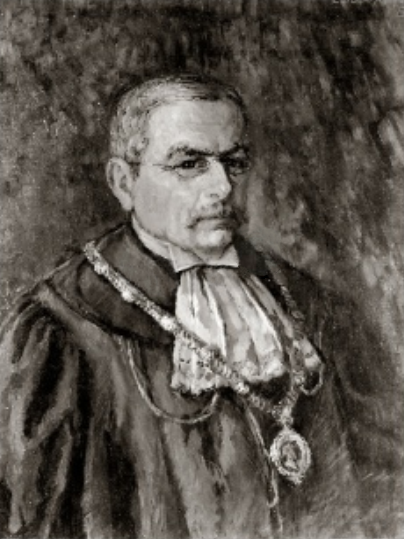
Wilhelm von Blume
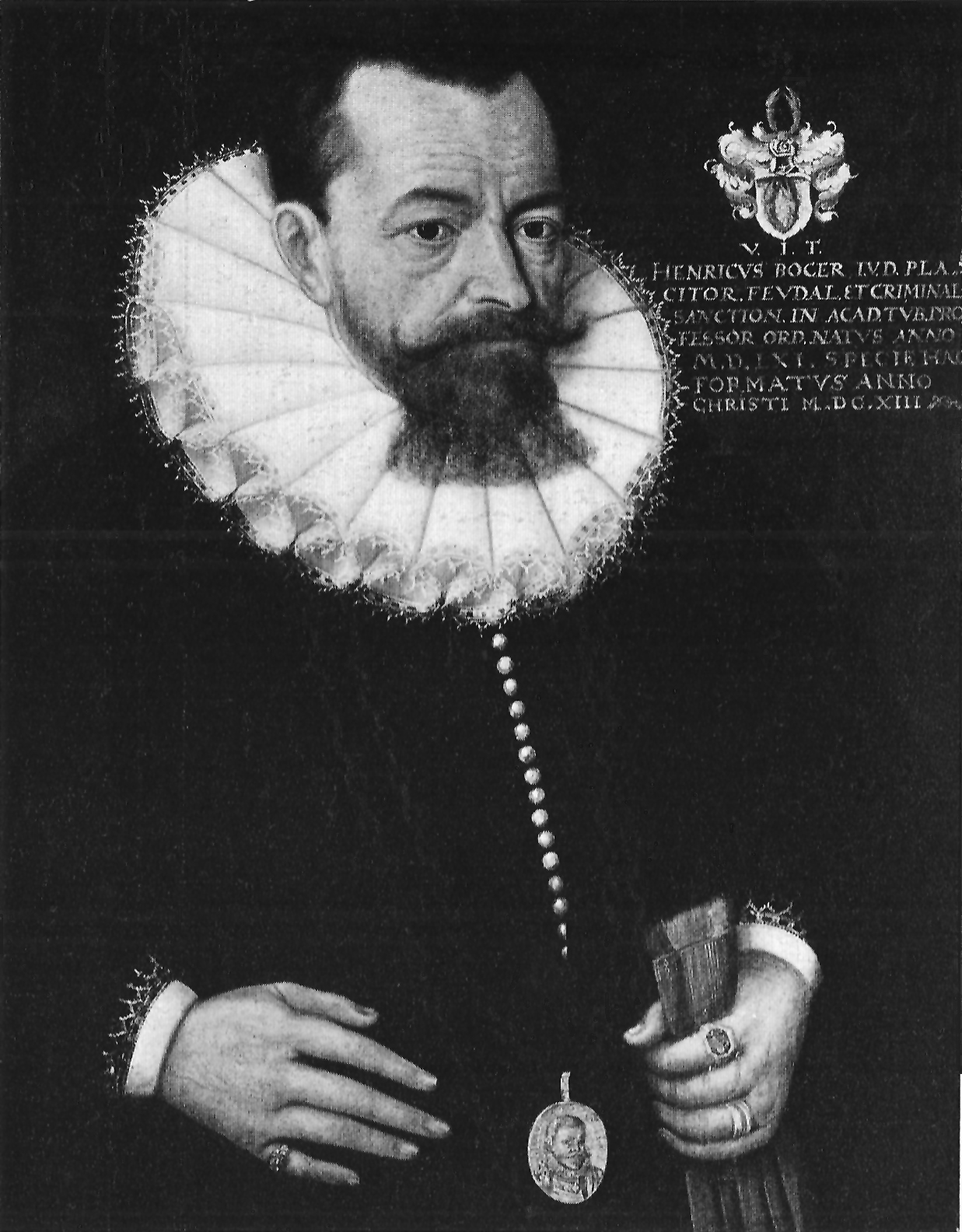
Heinrich Bocer
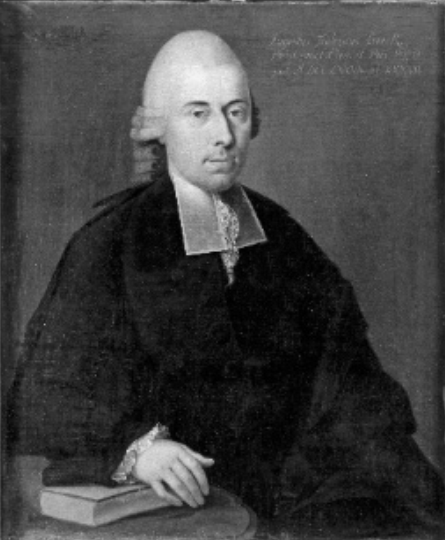
August Friedrich Bök
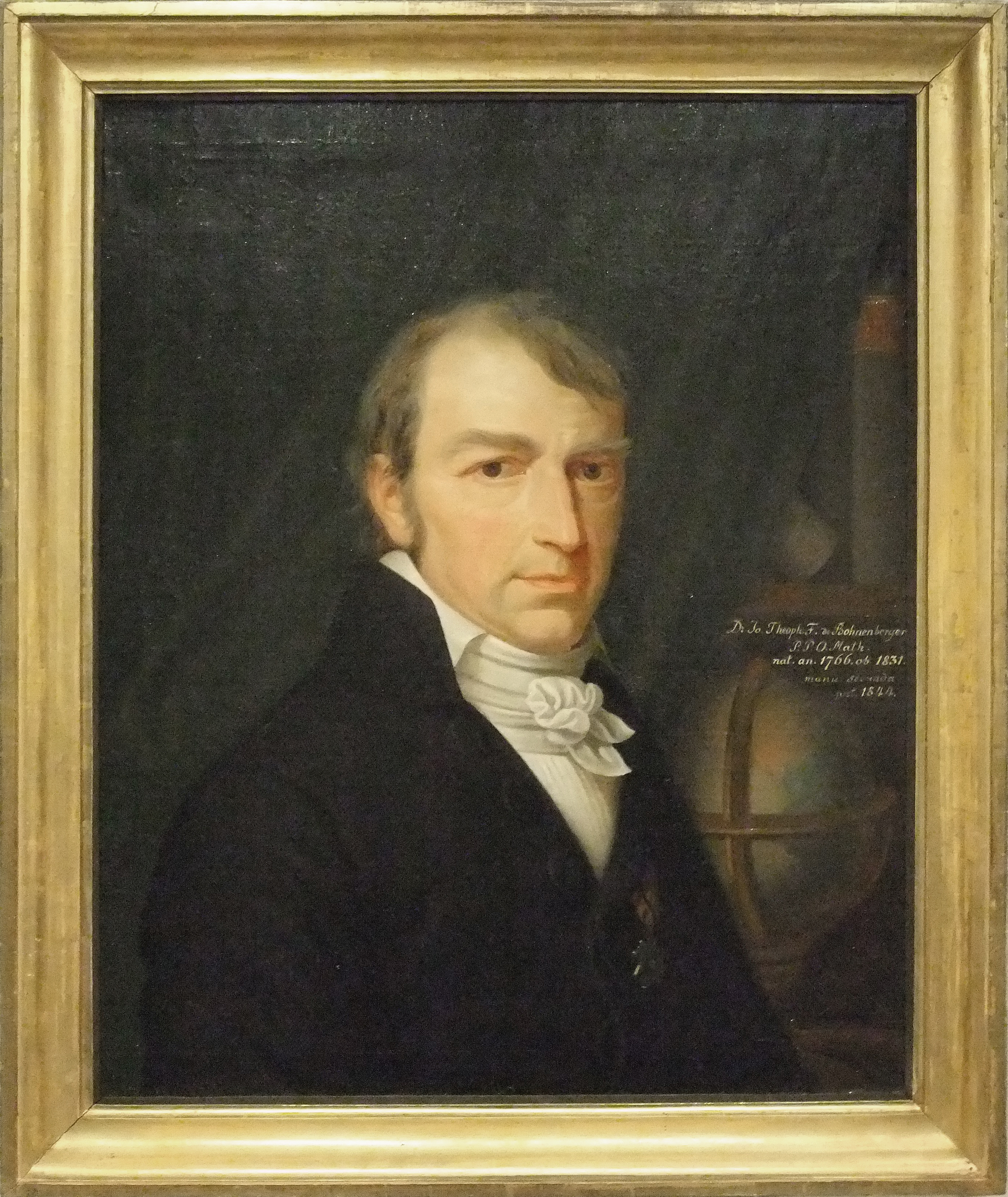
Johann Gottlieb Friedrich von Bohnenberger
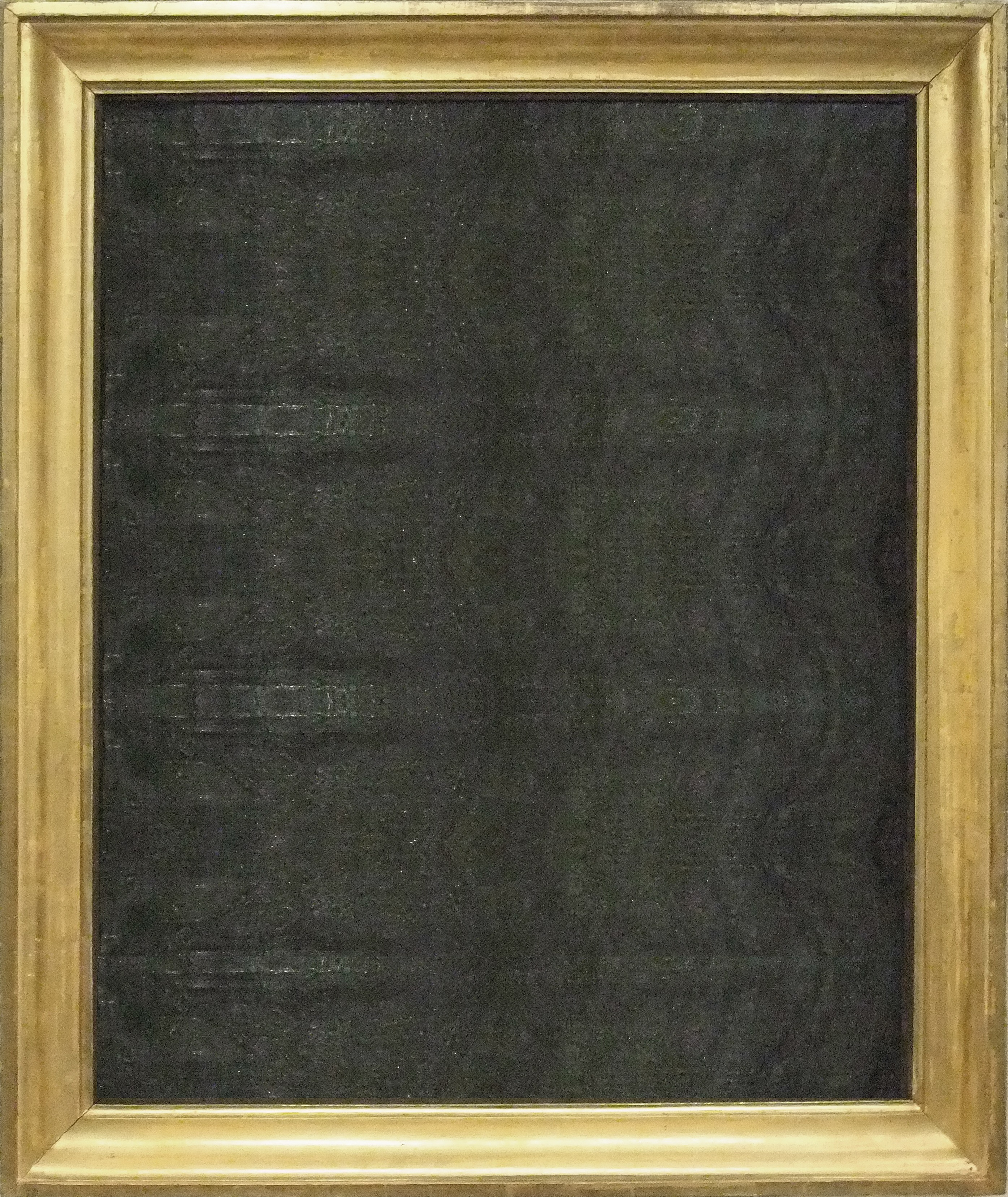
Franz Breit
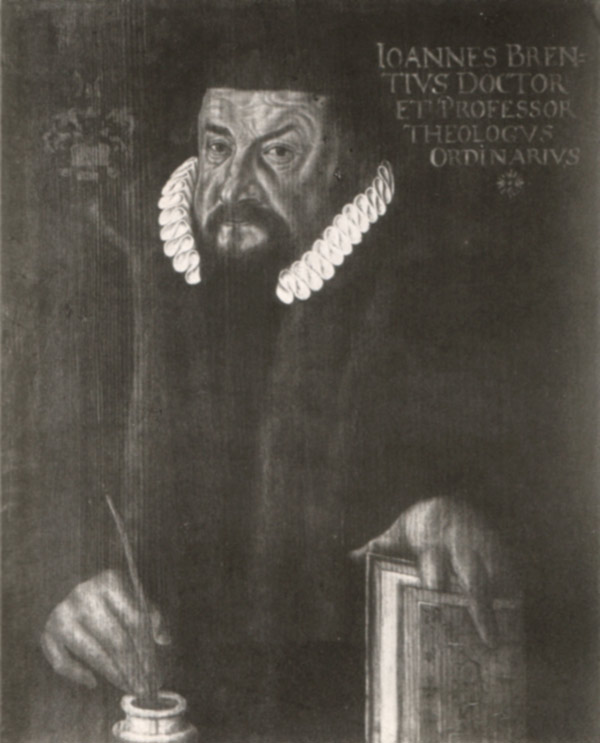
Johannes Brenz der Jüngere
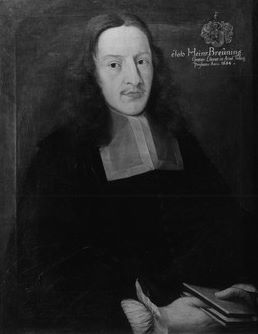
Johann Heinrich Breuning
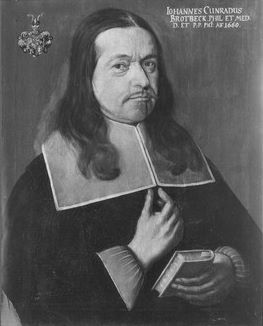
Johann Conrad Brotbeck
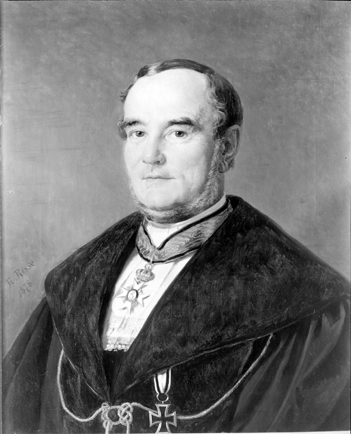
Victor von Bruns
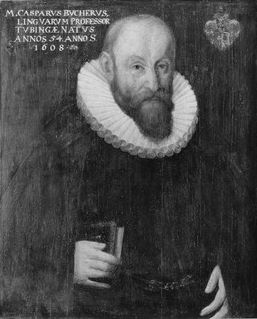
Caspar Bucher
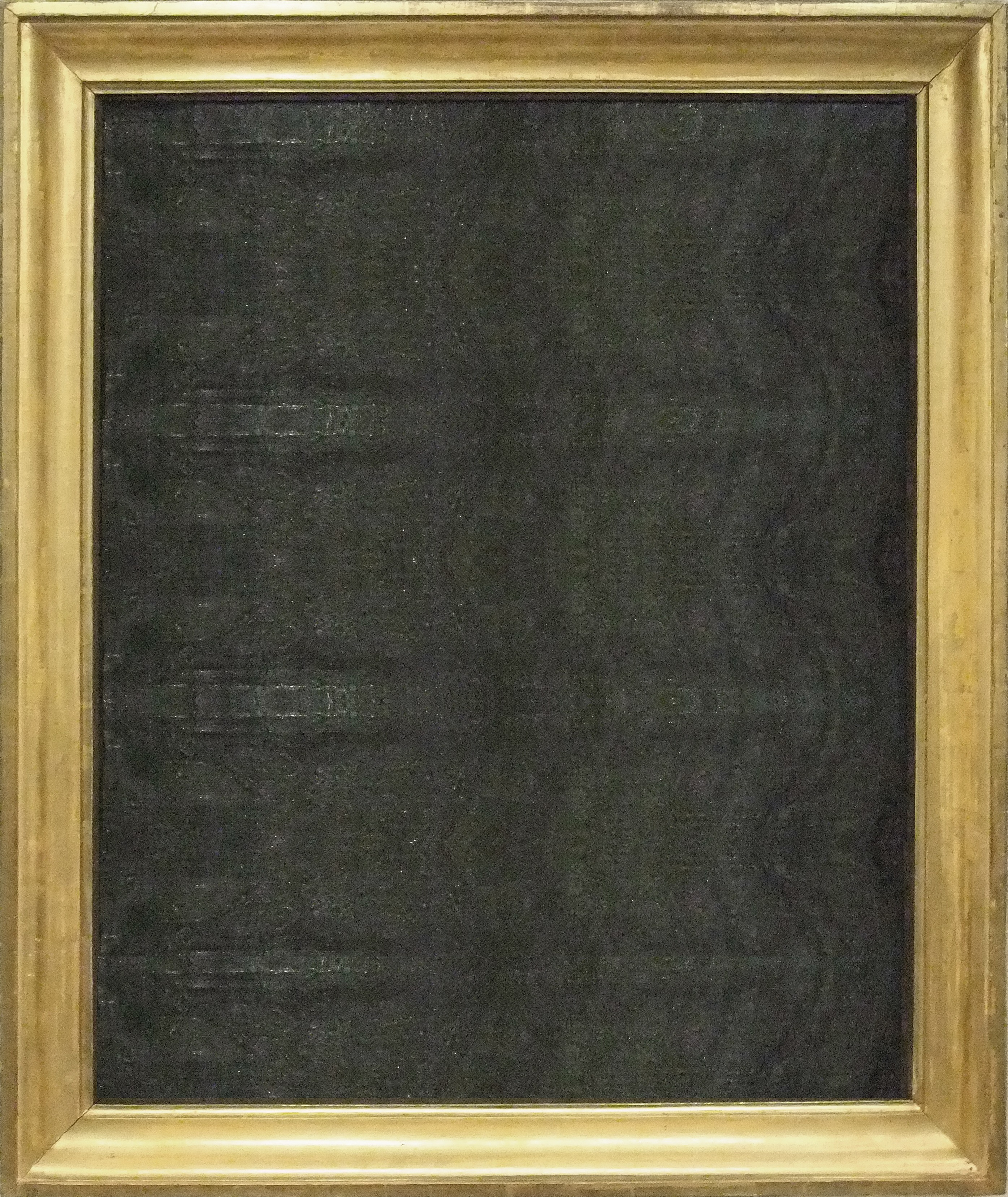
Erwin Bünning
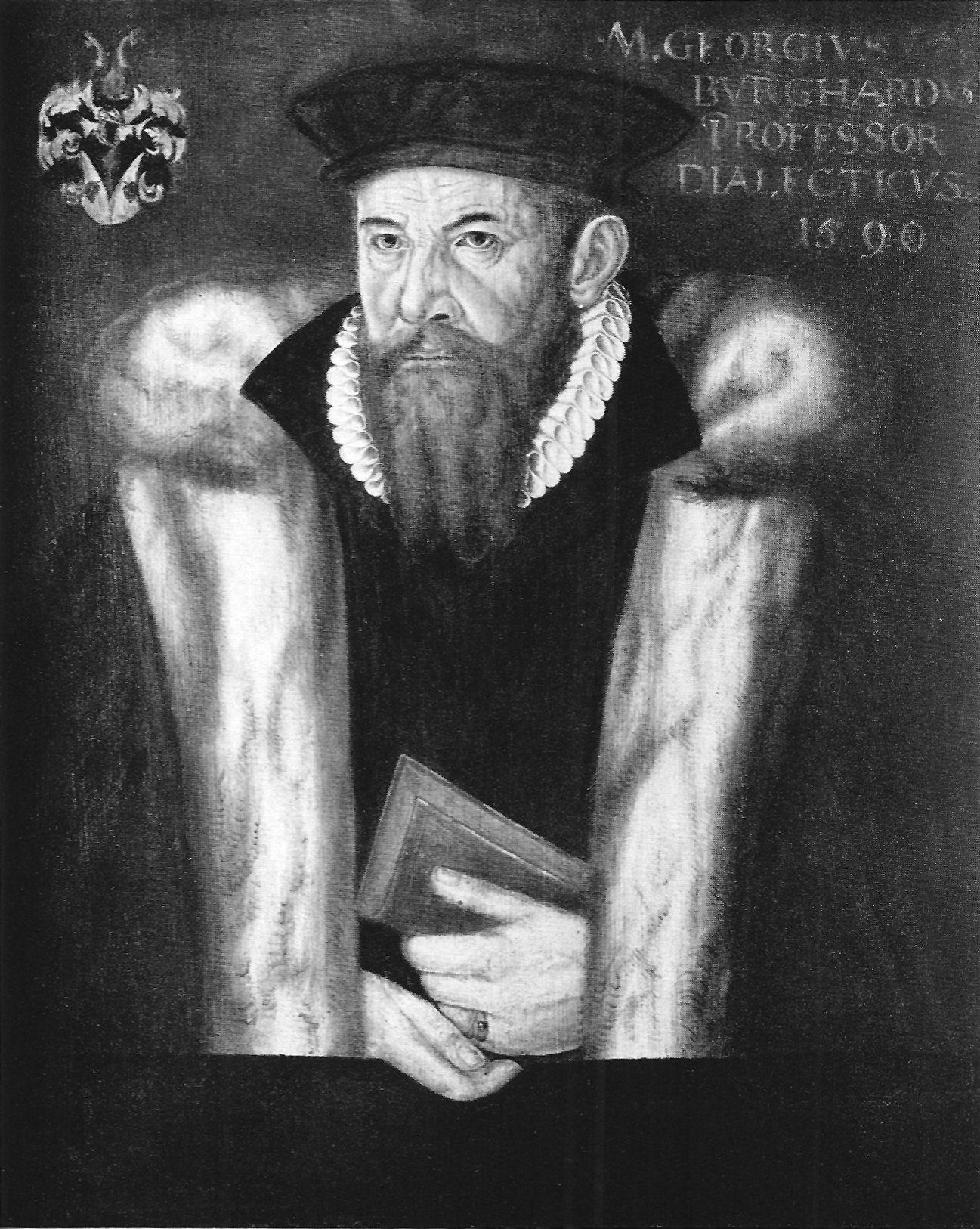
Georg Burckhardt
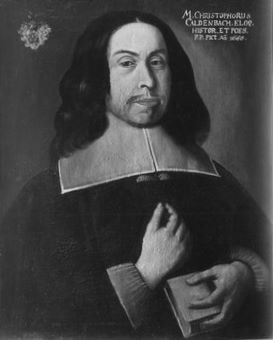
Christoph Kaldenbach
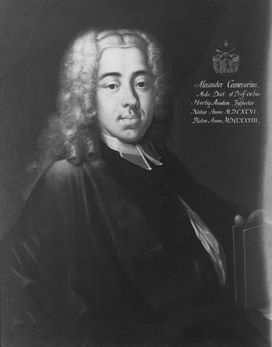
Alexander Camerarius
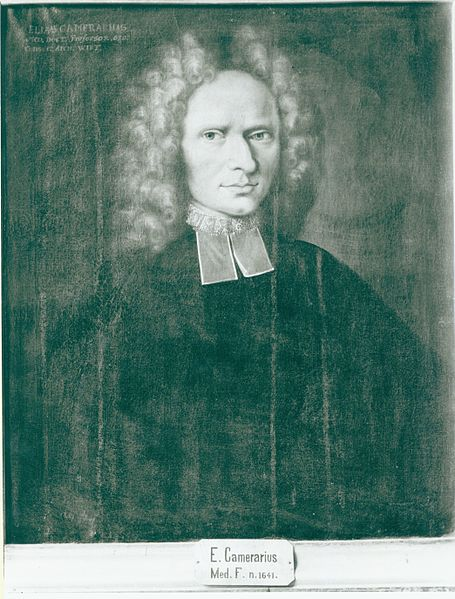
Elias Rudolf Camerarius
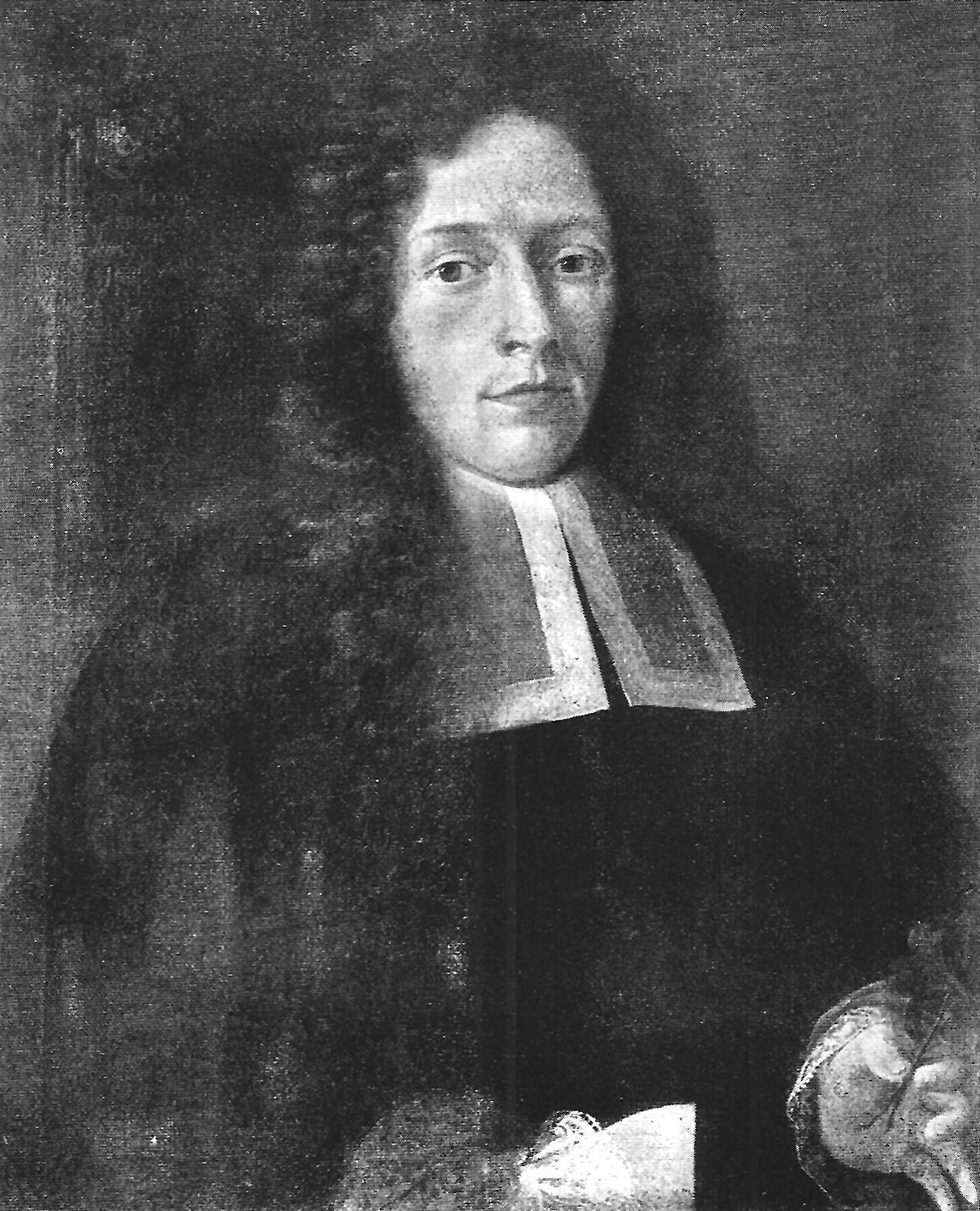
Rudolf Jacob Camerarius
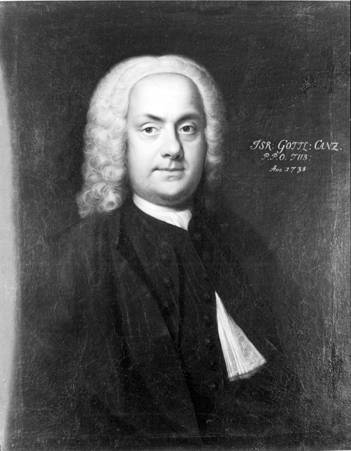
Israel Gottlieb Canz
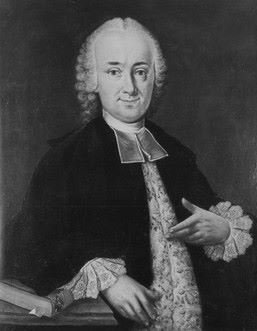
Eberhard Christoph Canz
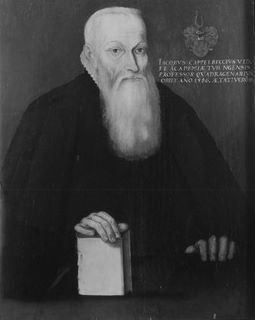
Jacob Cappelbeck
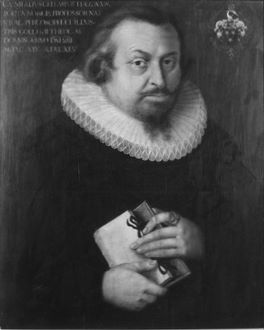
Conrad Cellarius
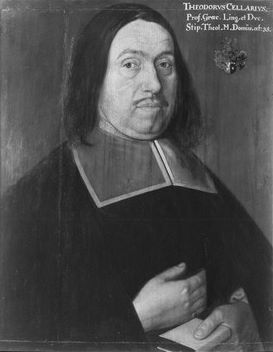
Theodor Cellarius
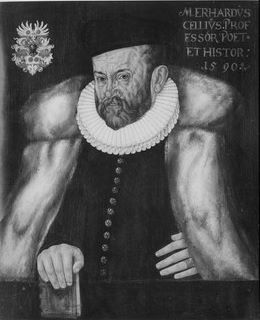
Erhard Cellius
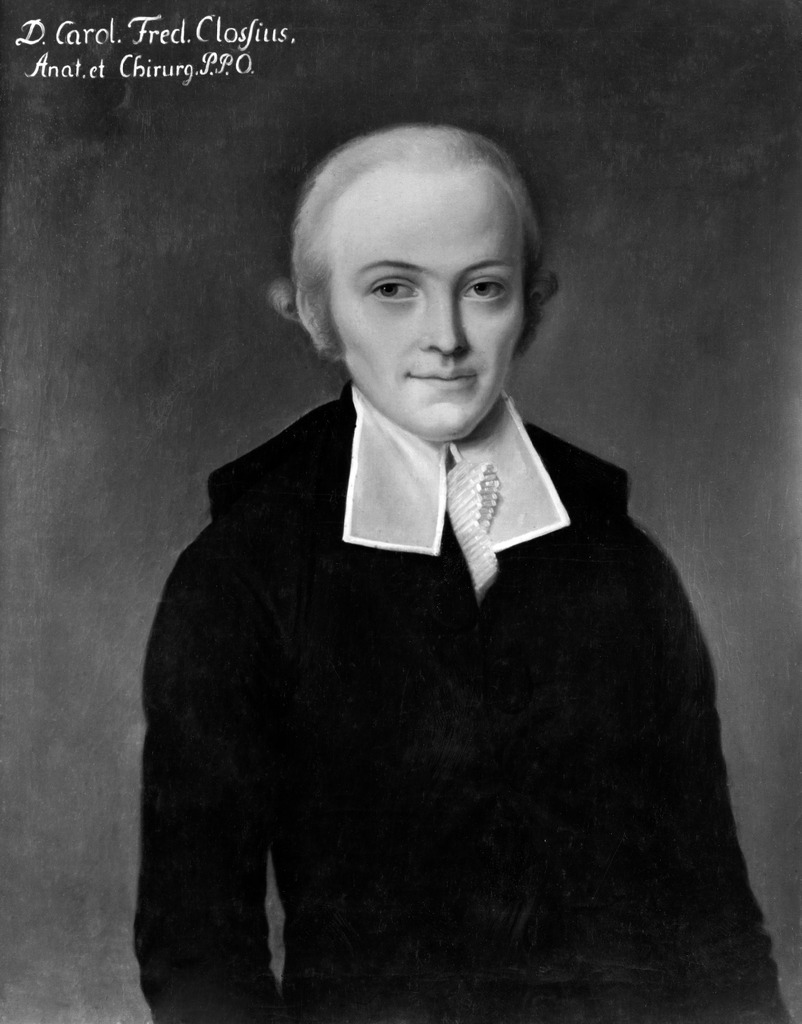
Karl Friedrich Closs
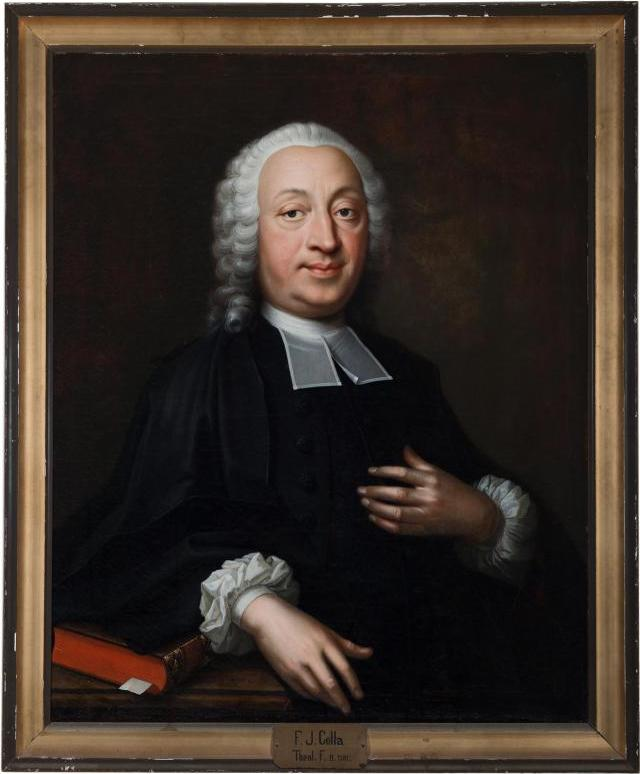
Johann Friedrich Cotta
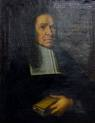
Johann Crafft
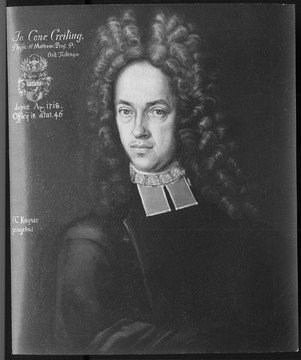
Johann Conrad Creiling
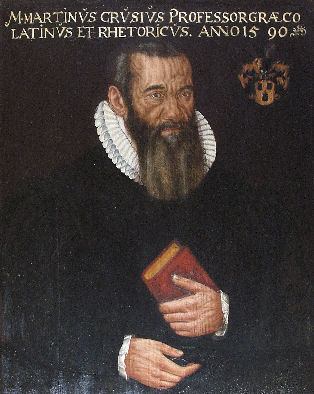
Martin Crusius
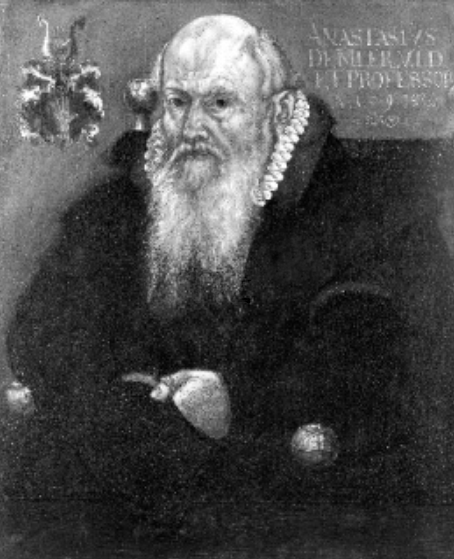
Anastasius Demler
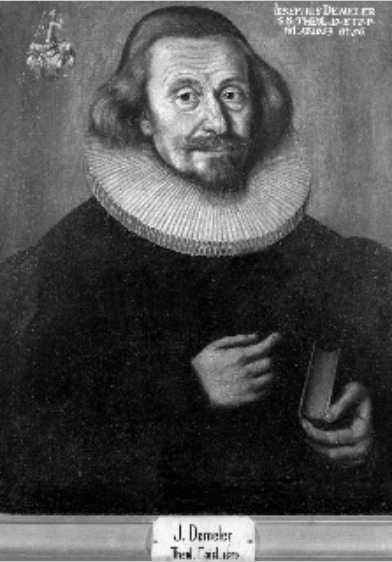
Joseph Demeler
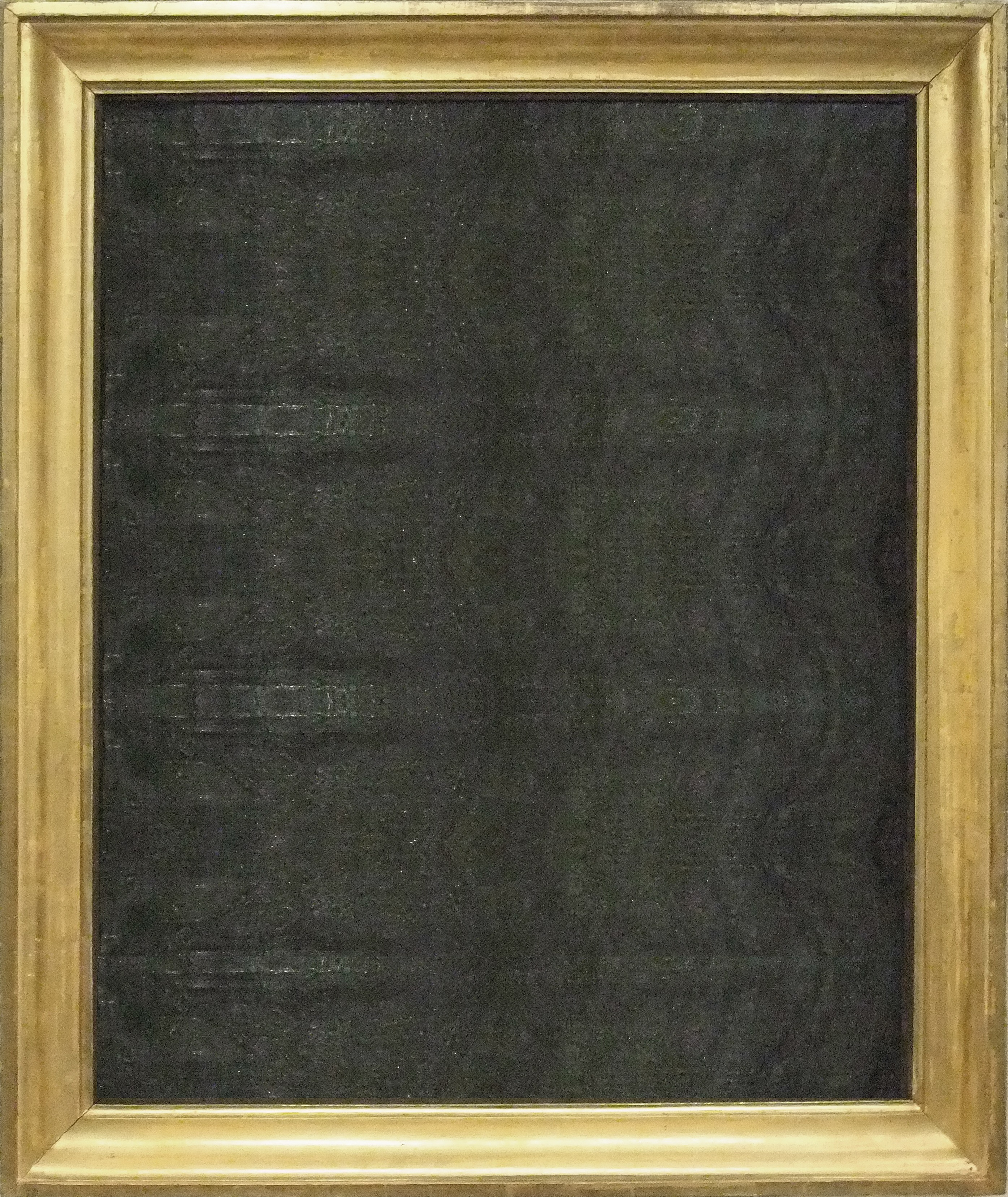
Albert Dietrich
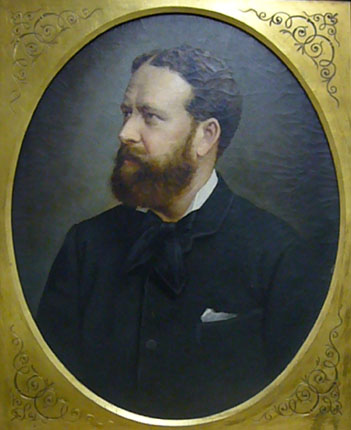
Theodor Eimer
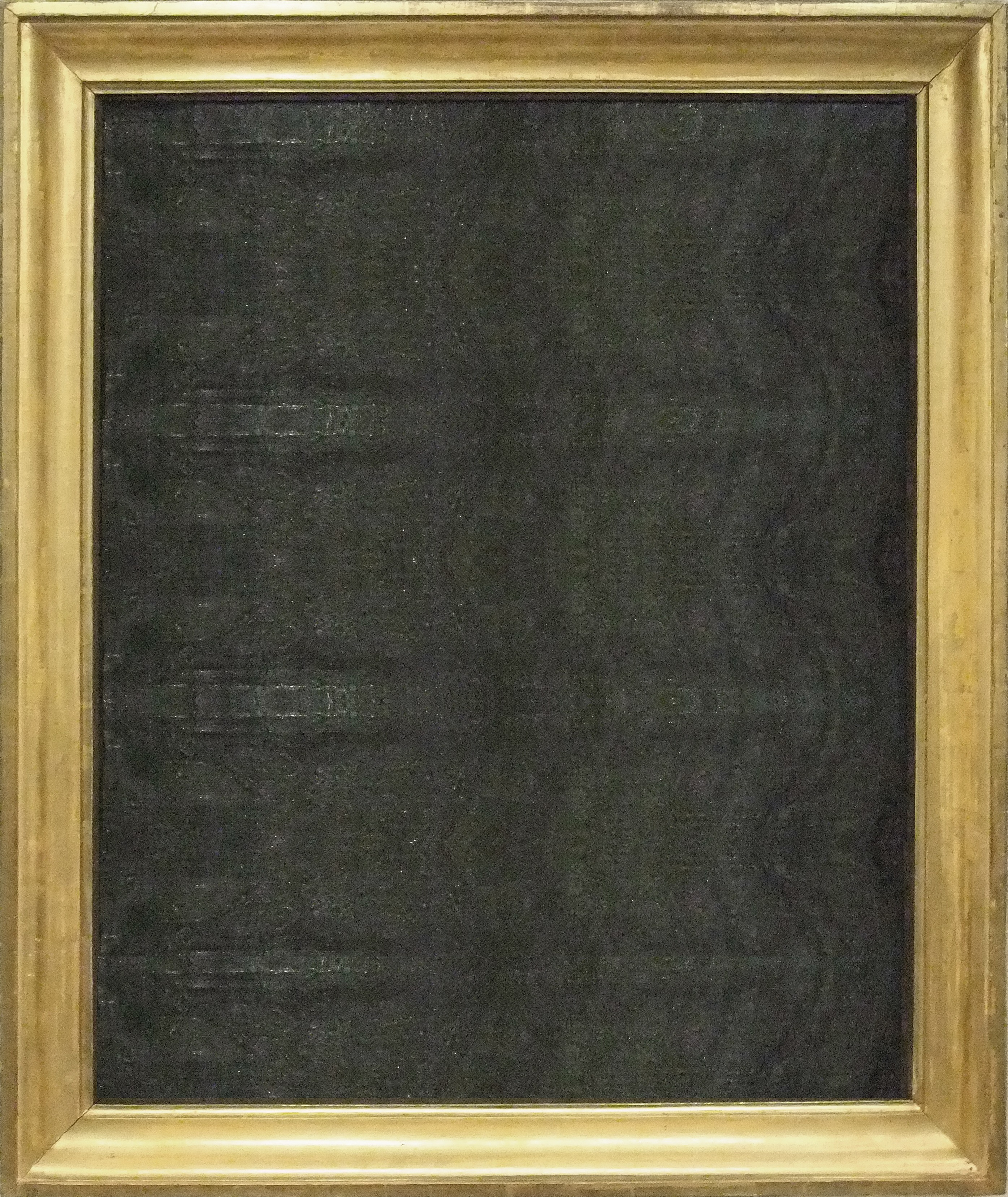
Georg Eisser
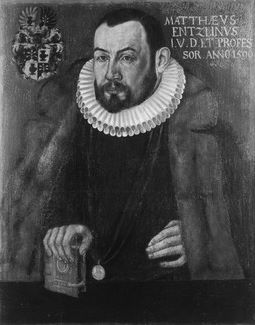
Matthäus Entzlin
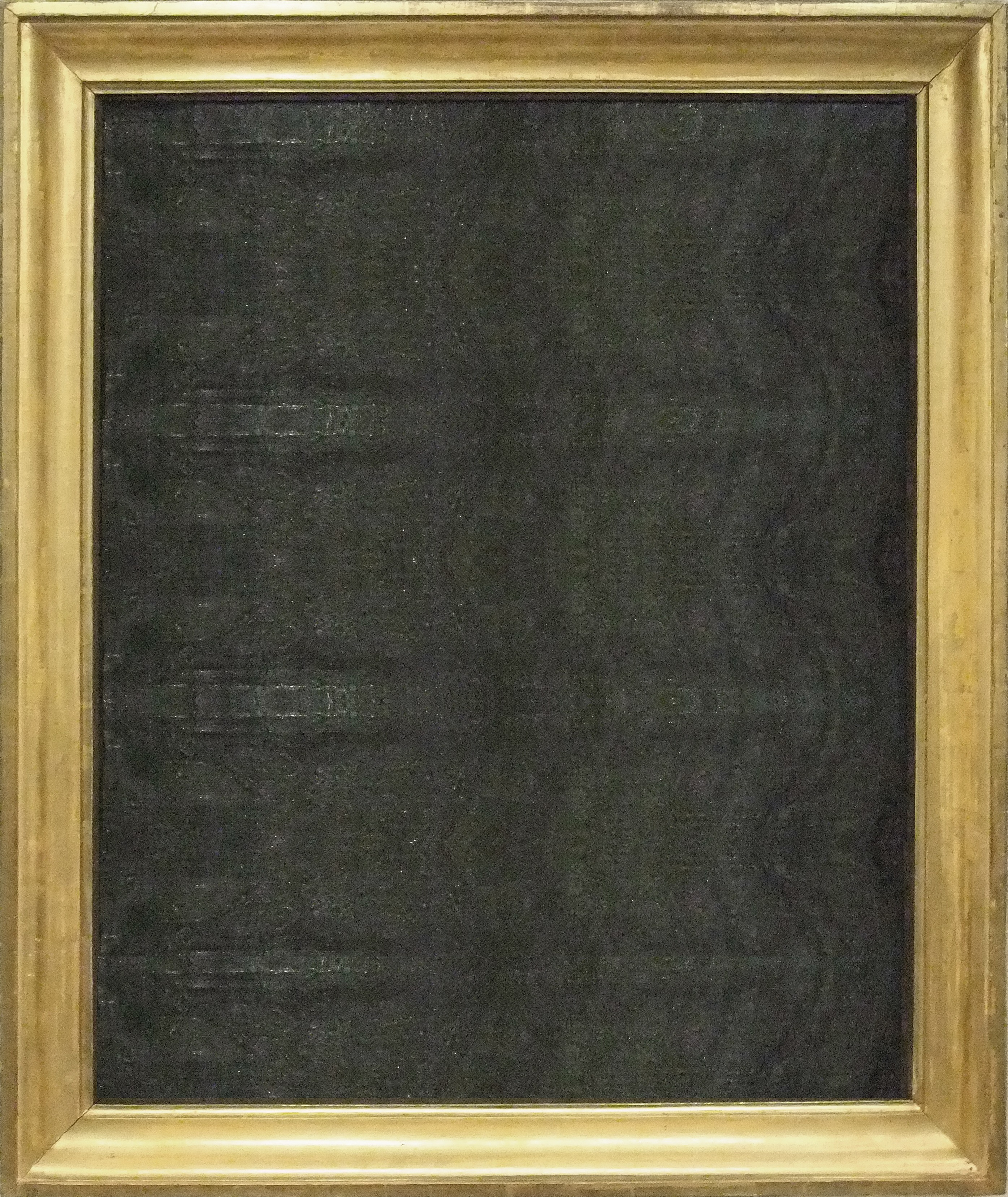
Walter Erbe
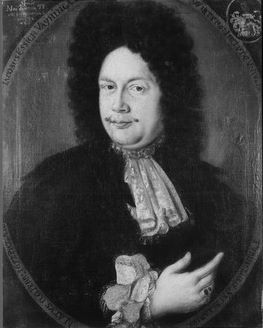
Jacob Essich
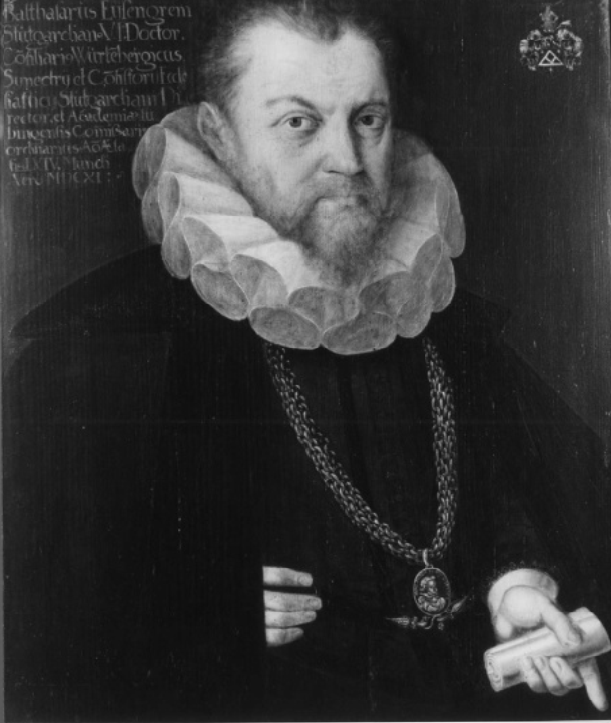
Balthasar Eysengrein
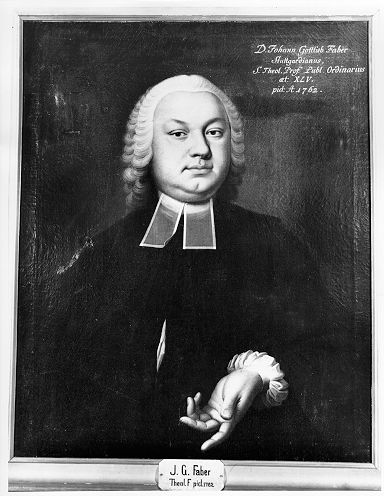
Johann Gottlieb Faber
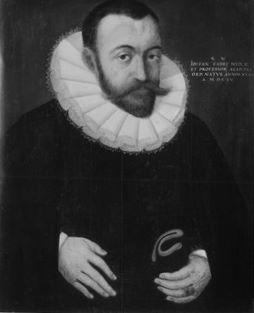
Johannes Fabri
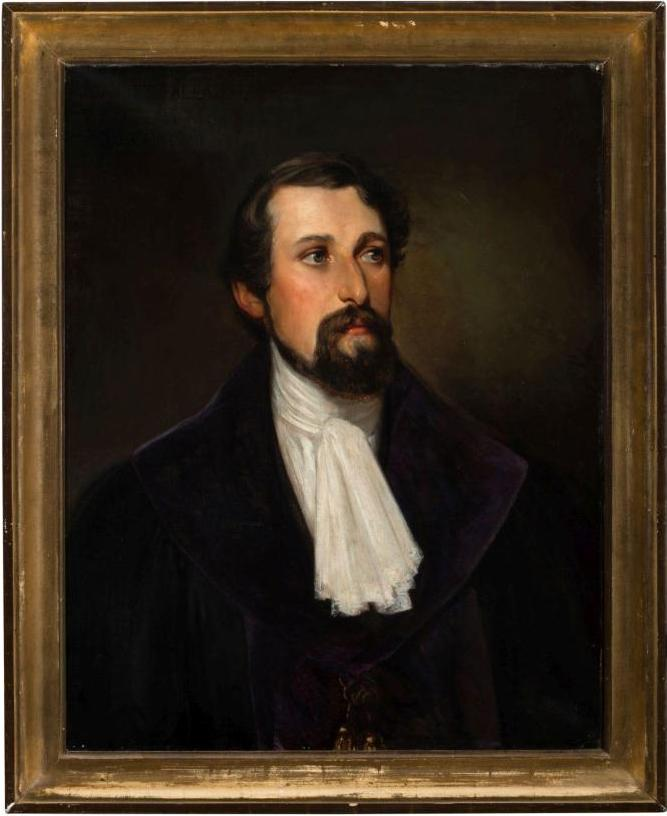
Johannes Fallati
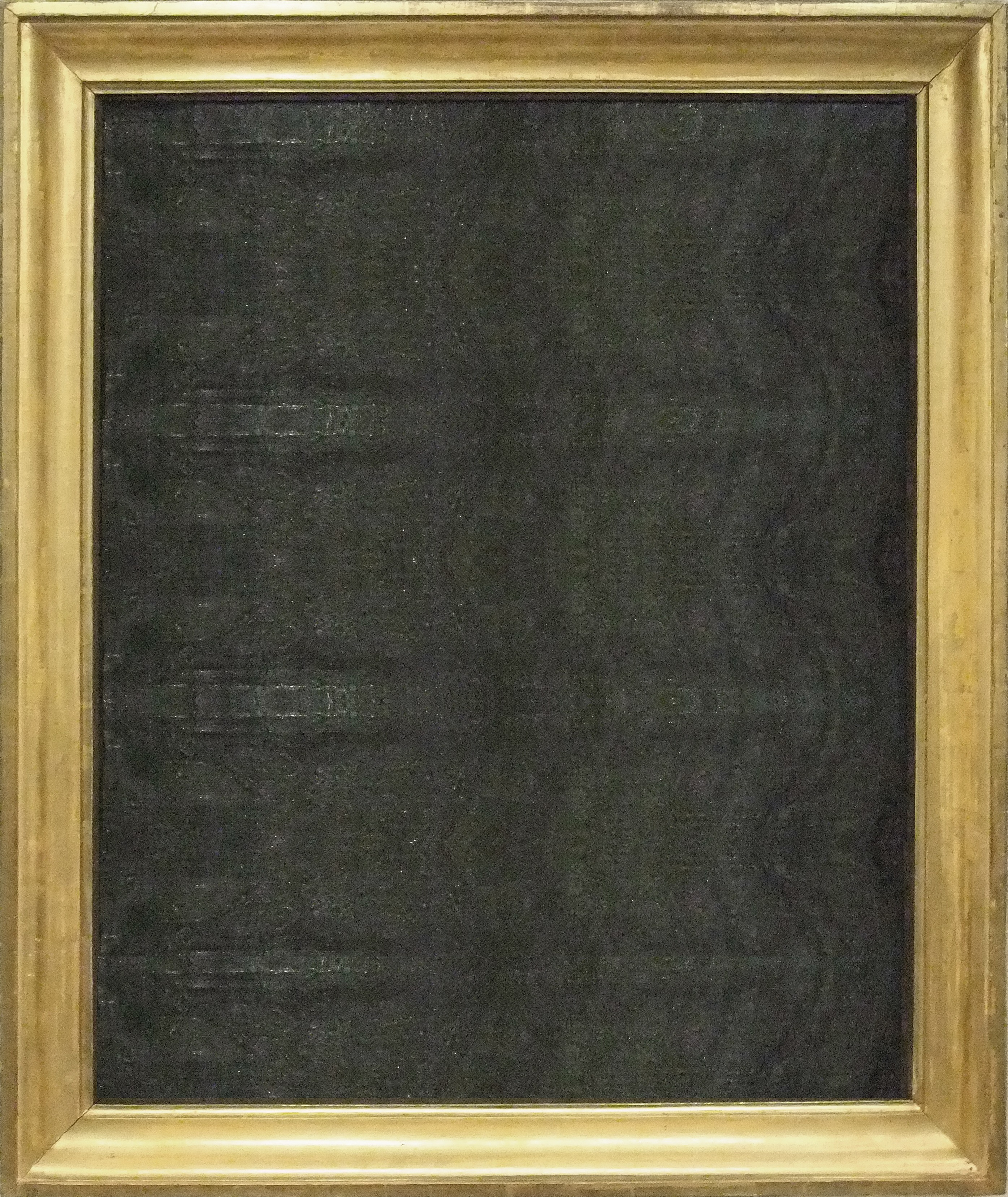
Karl Fezer
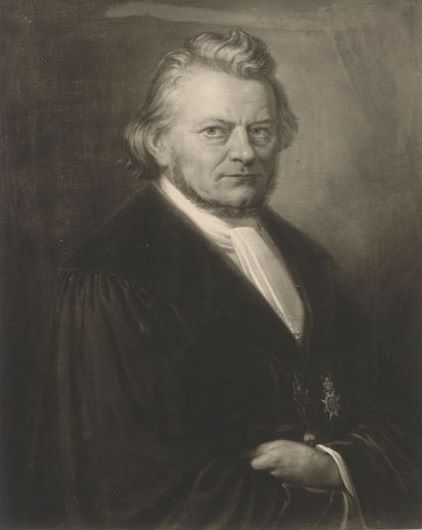
Immanuel Hermann von Fichte
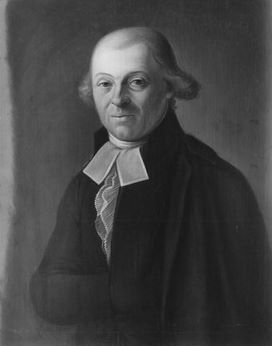
Johann Friedrich Flatt
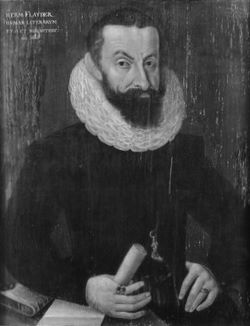
Friedrich Hermann Flayder
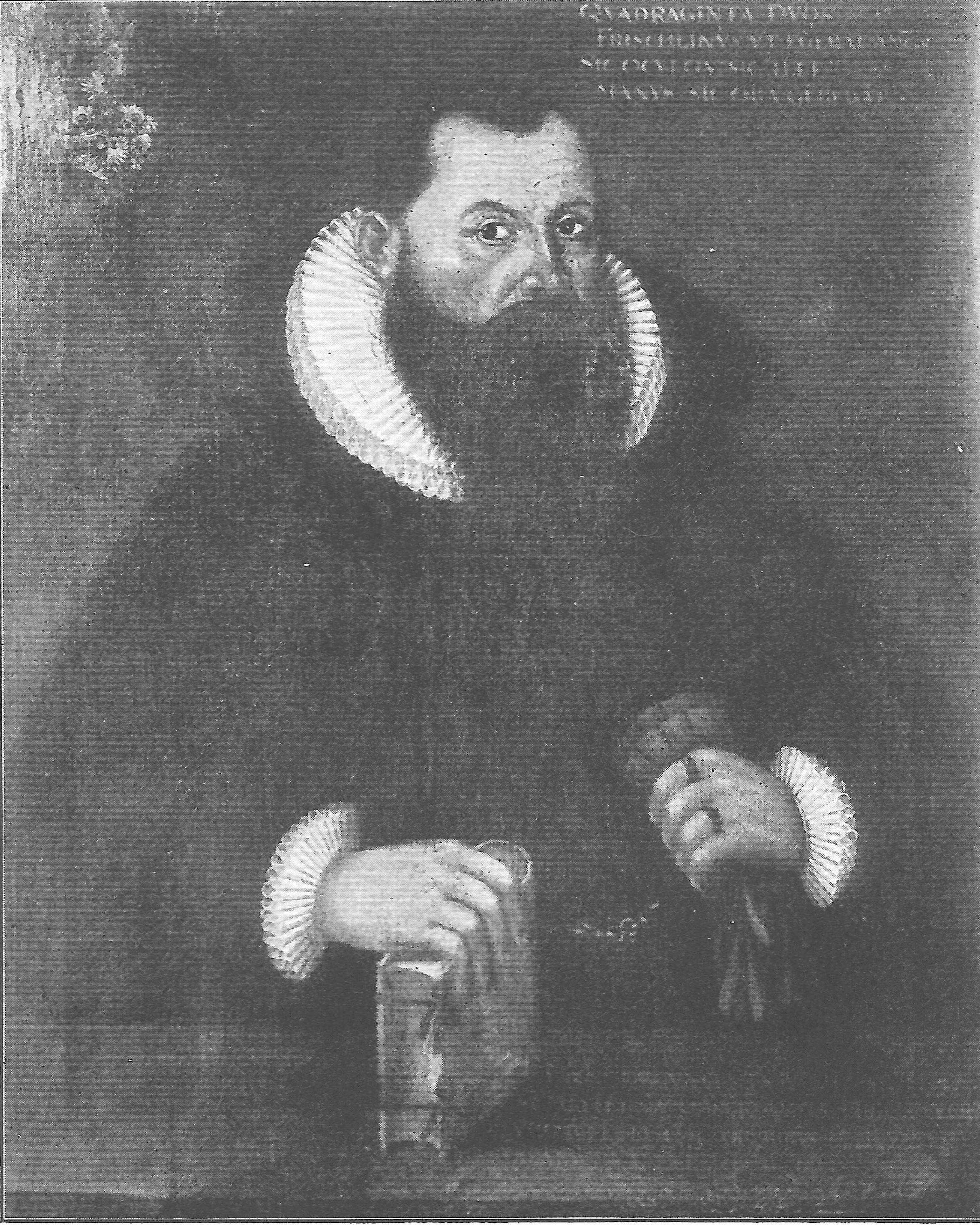
Nicodemus Frischlin
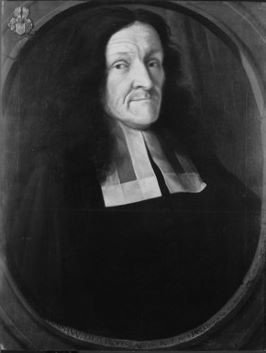
Johann Andreas Frommann
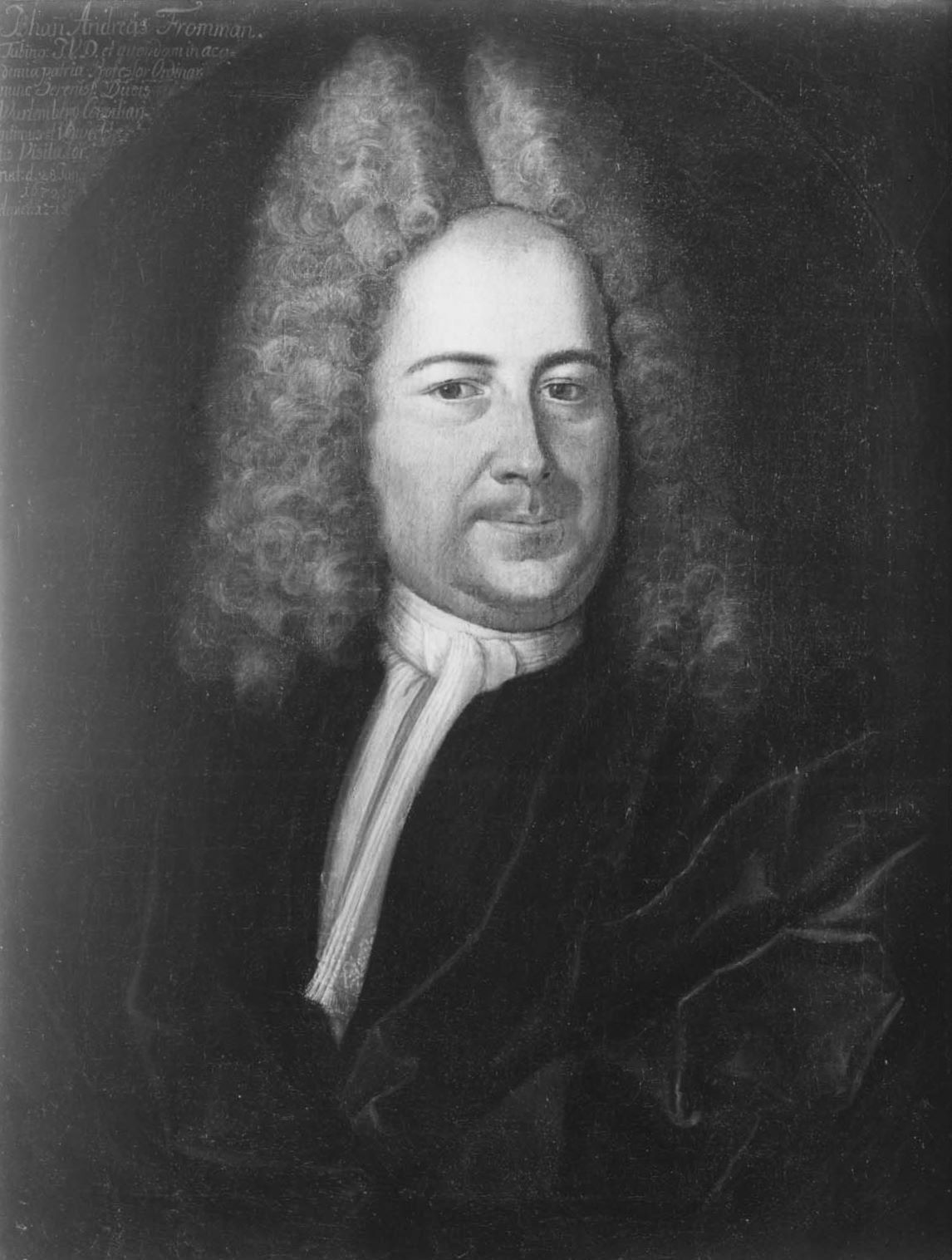
Johann Andreas Frommann junior
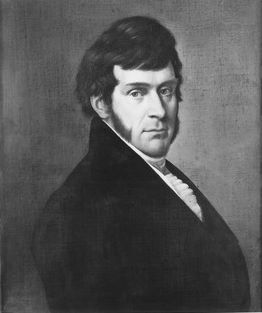
Ludwig Friedrich von Froriep
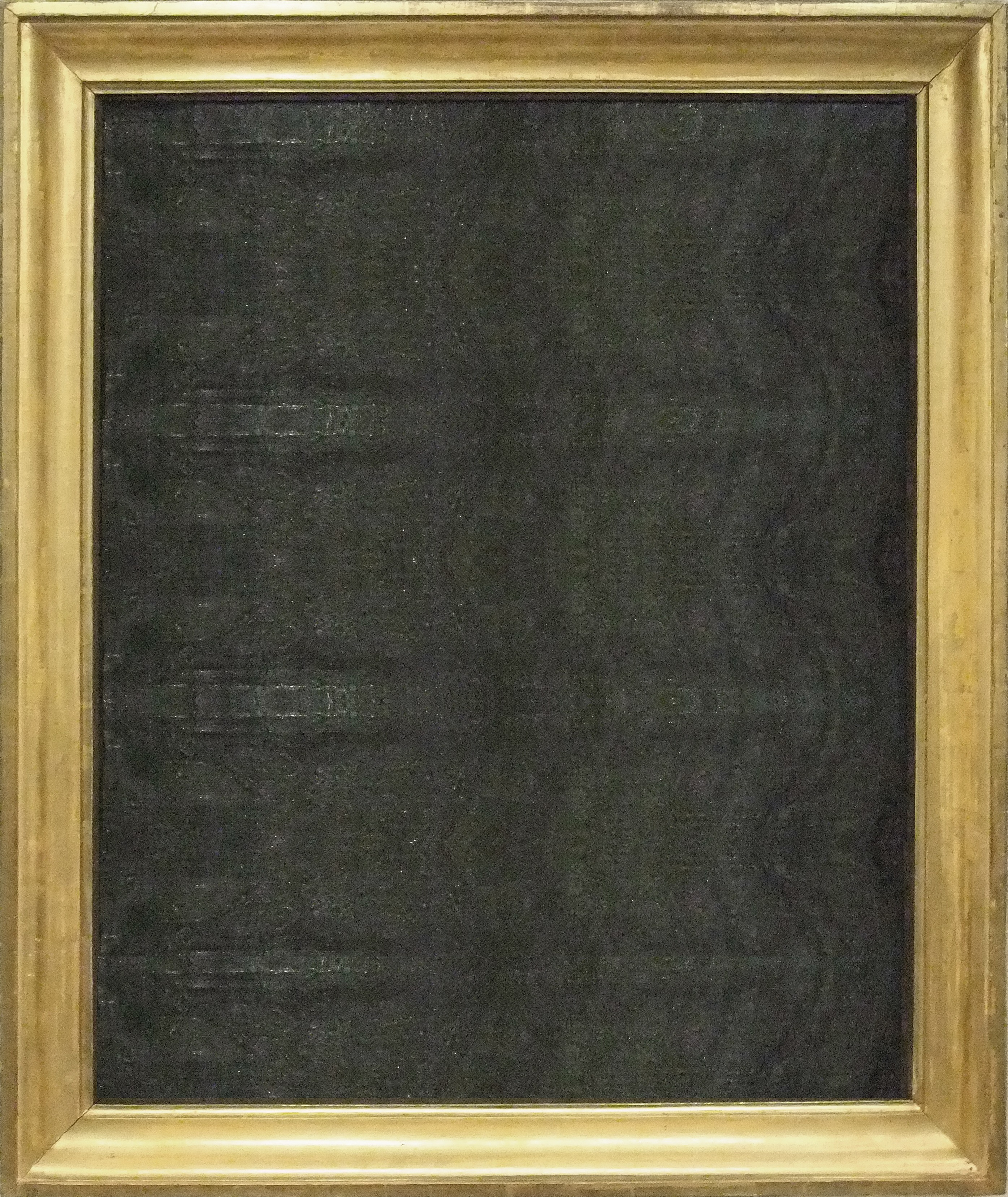
Carl Johannes Fuchs
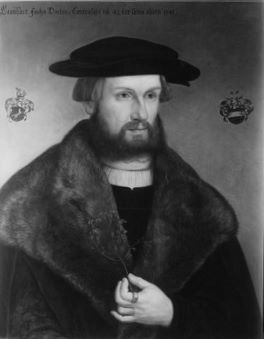
Leonhart Fuchs
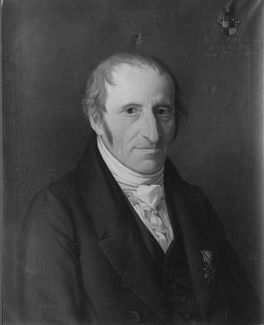
Friedrich Karl von Fulda
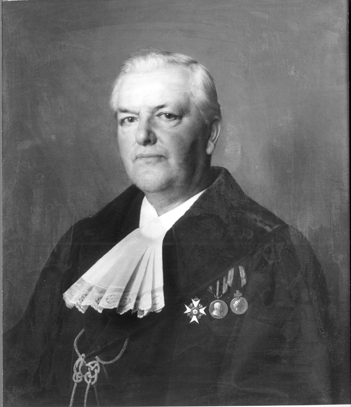
Franz Xaver Funk
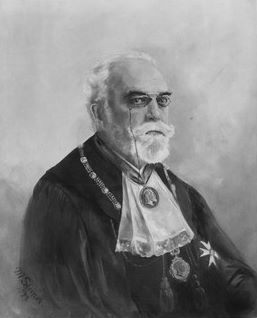
Richard Garbe
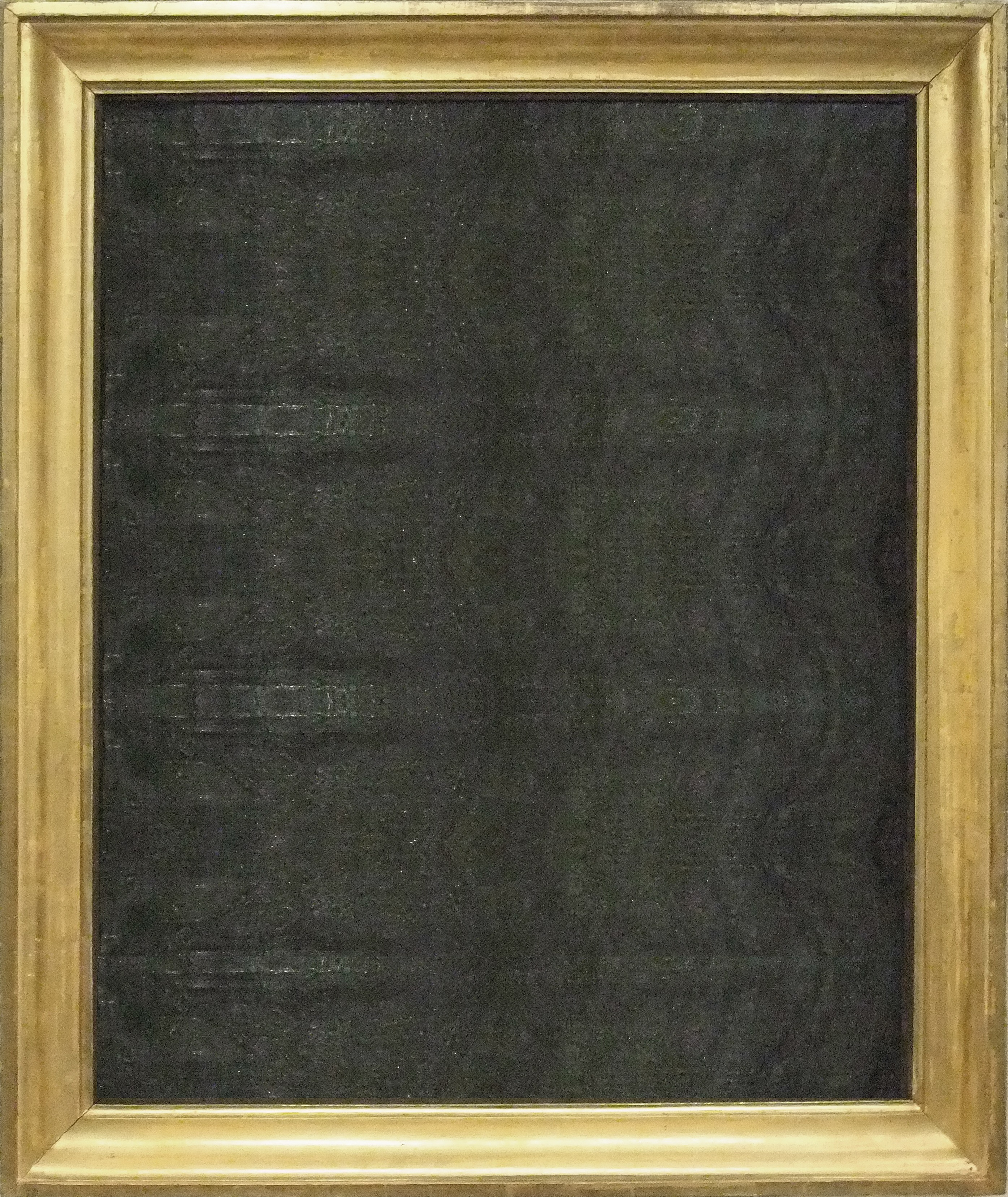
Karl Friedrich von Gärtner
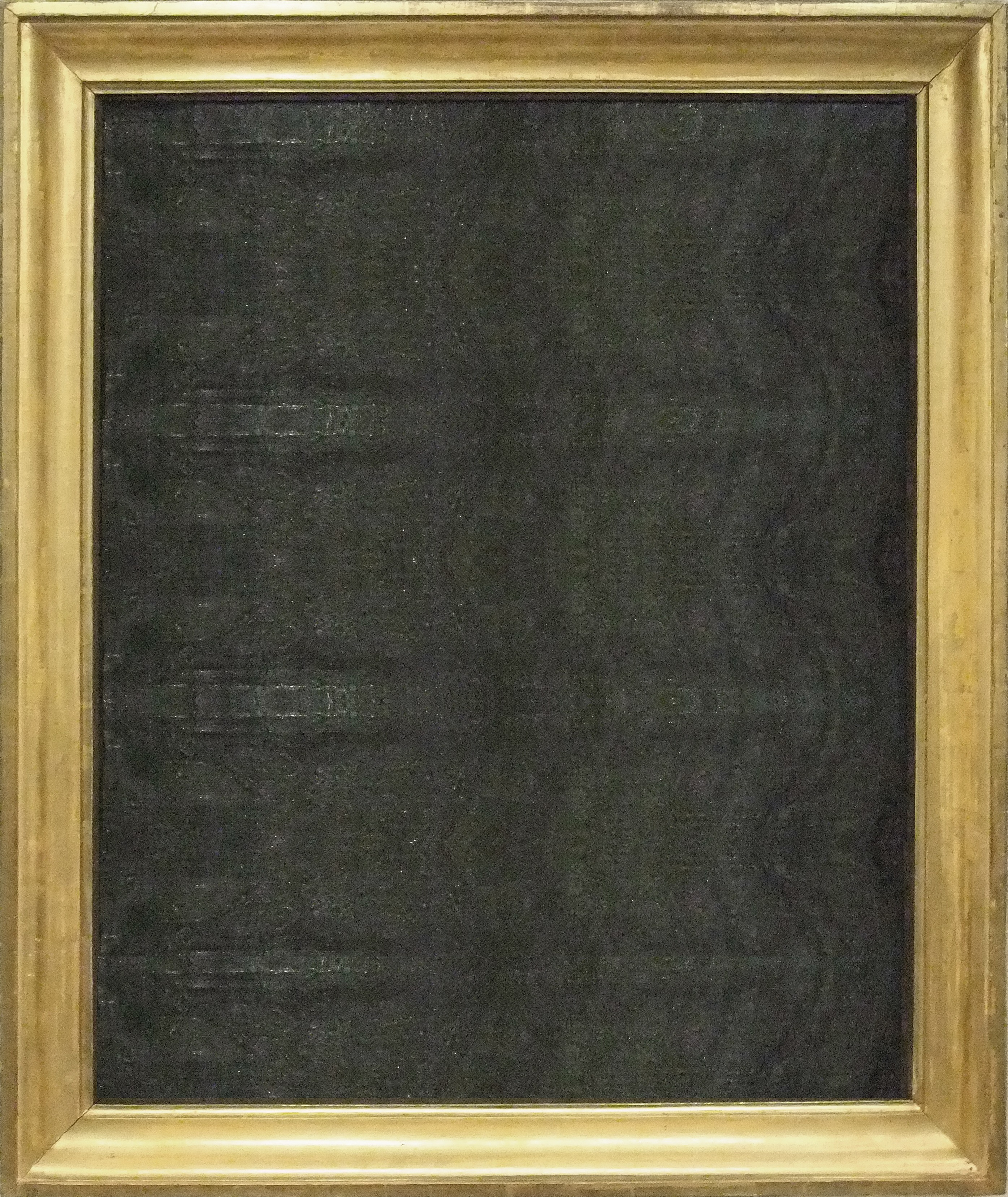
Robert Eugen Gaupp
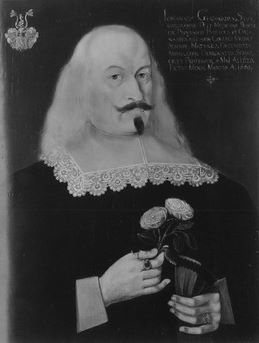
Johann Gerhard
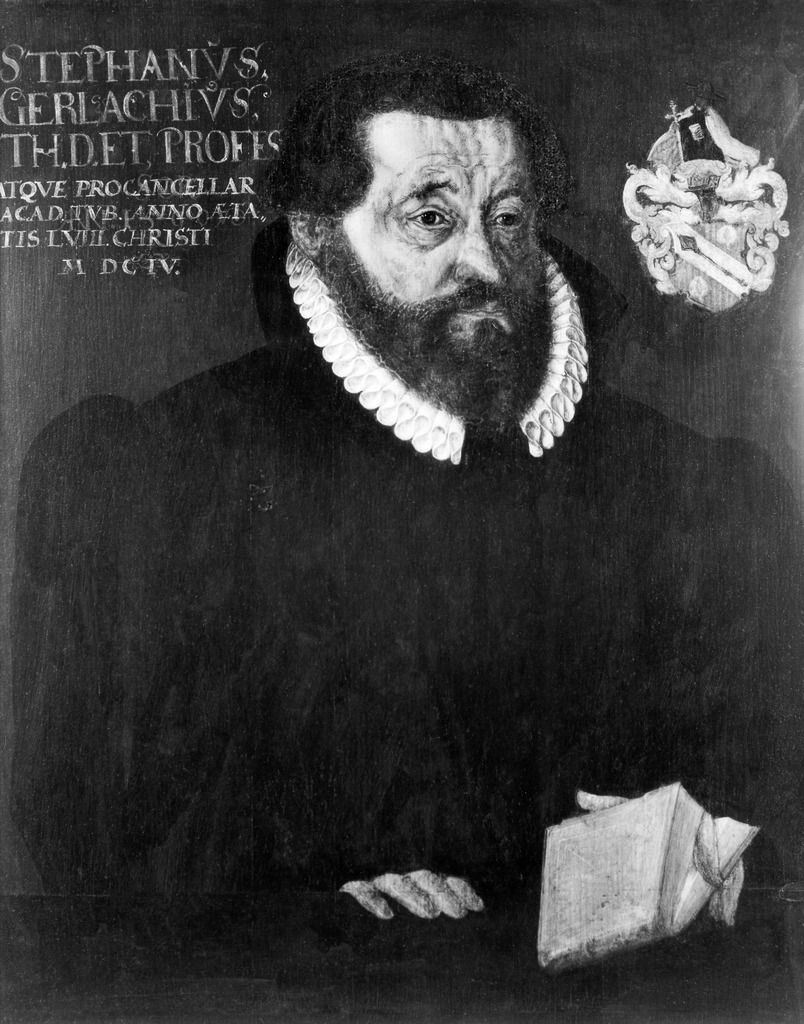
Stephan Gerlach
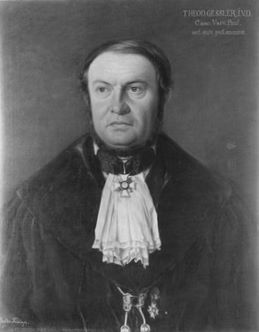
Theodor von Gessler
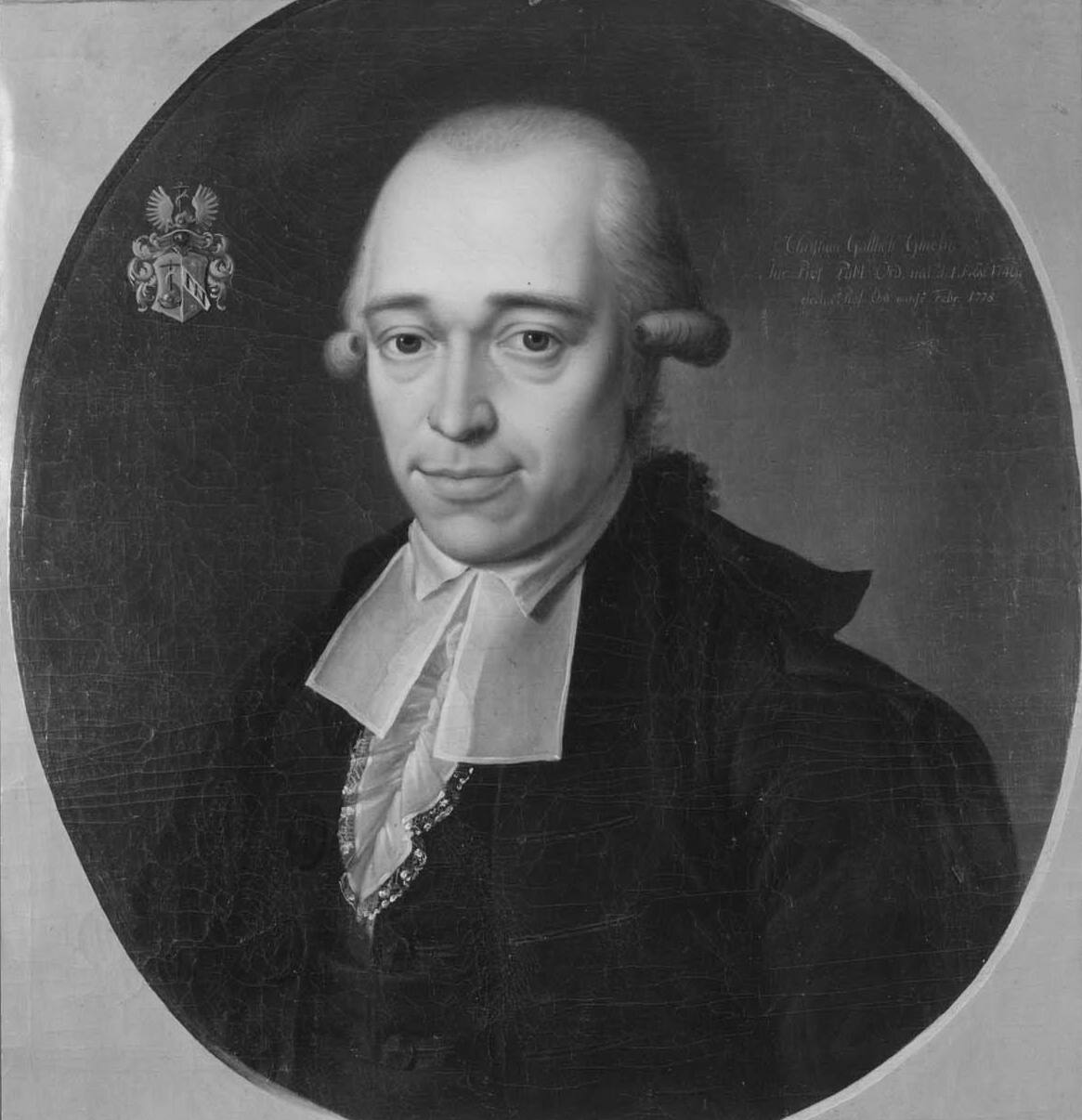
Christian Gottlieb Gmelin
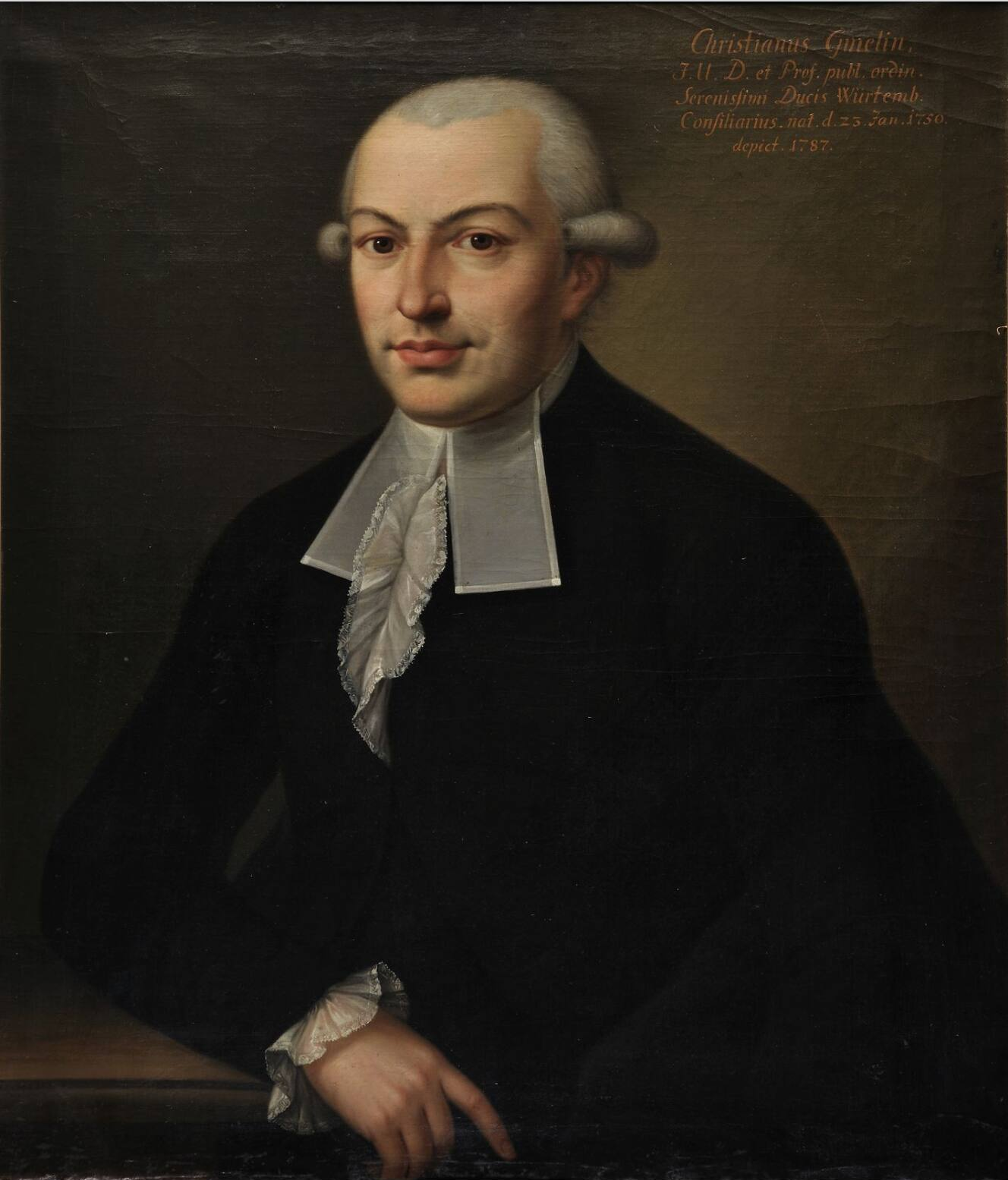
Christian von Gmelin
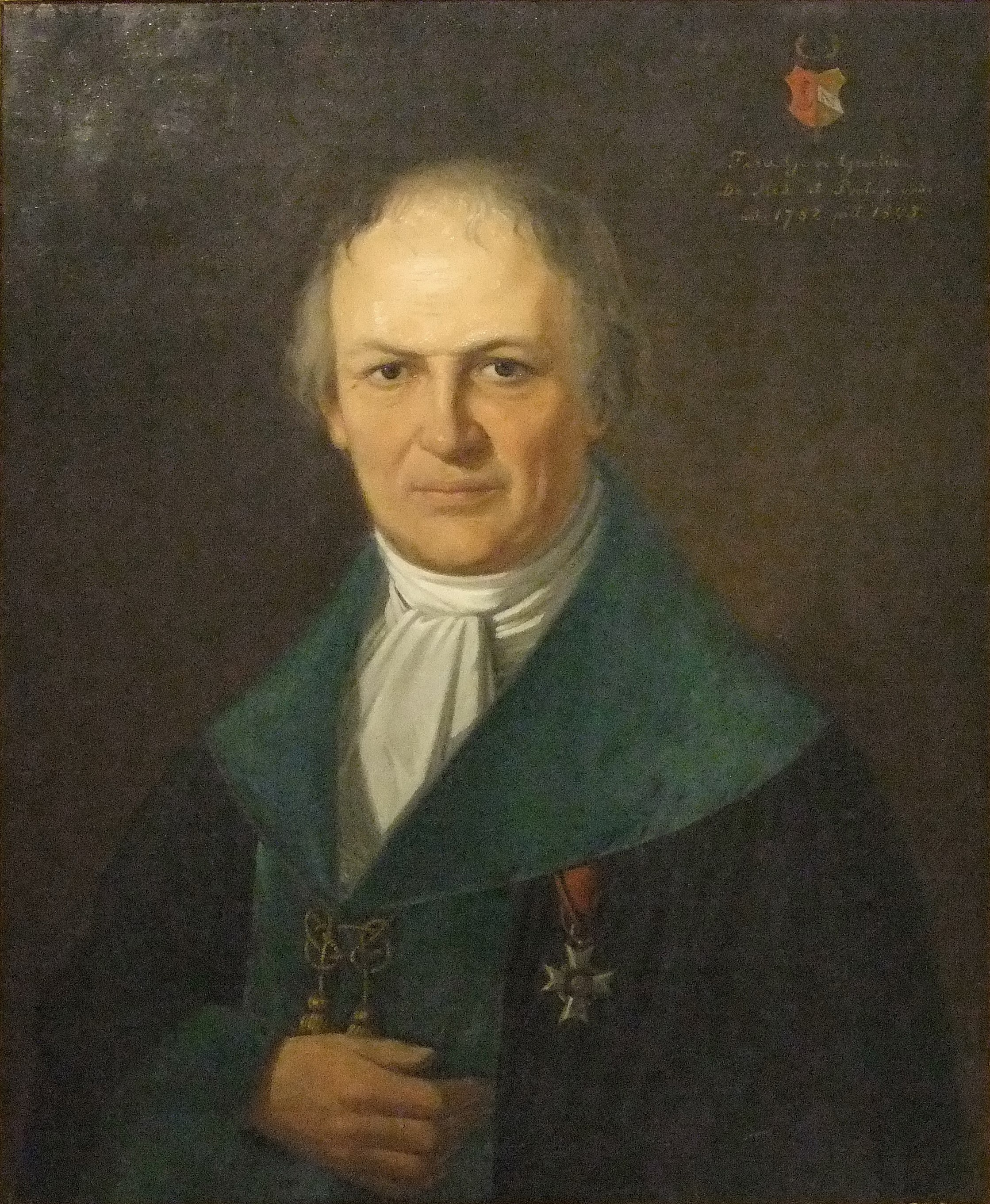
Ferdinand Gottlieb von Gmelin
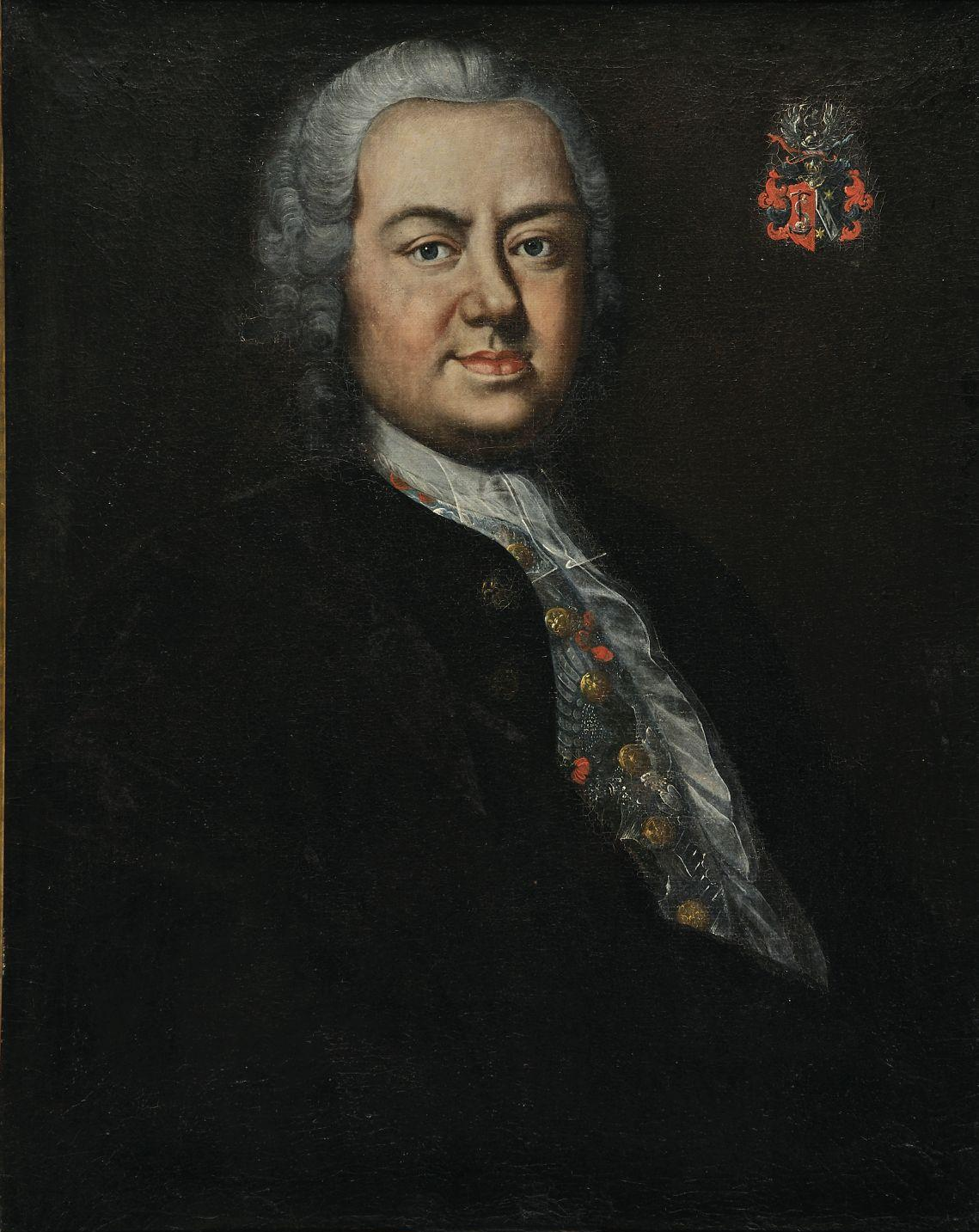
Johann Georg Gmelin
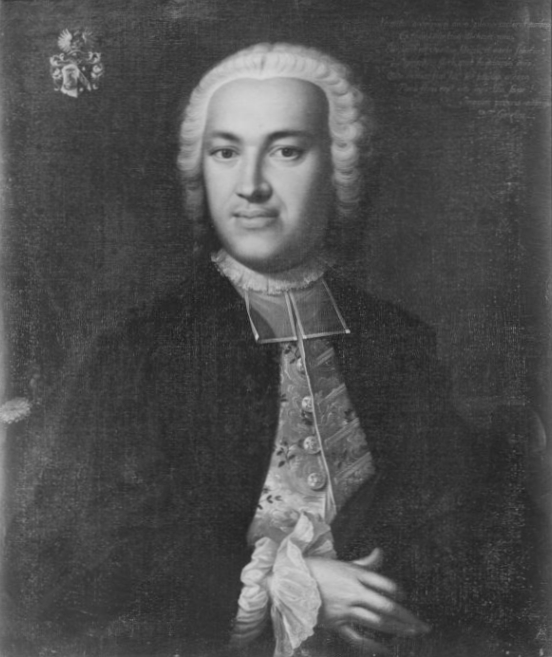
Philipp Friedrich Gmelin
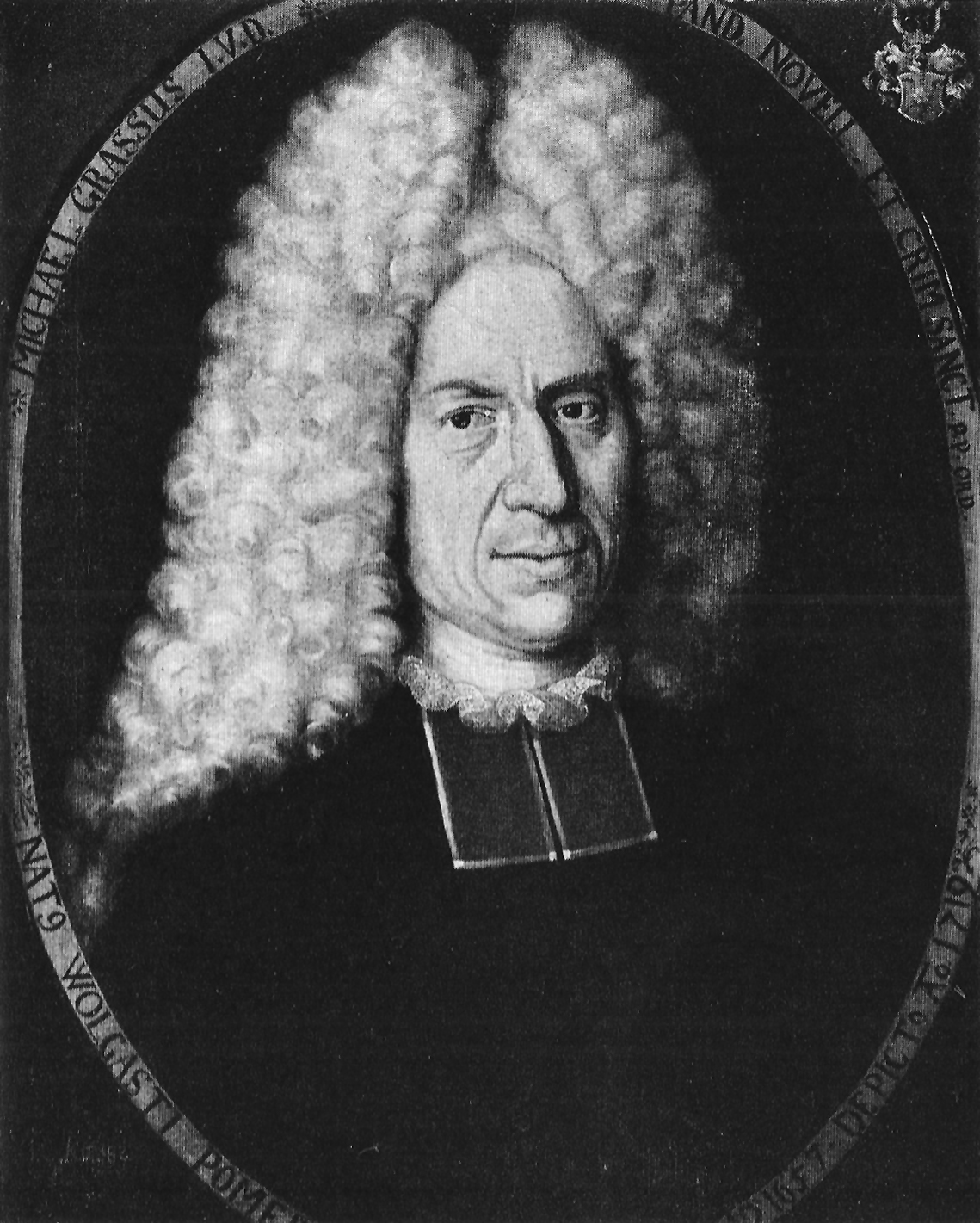
Michael Grass der Jüngere
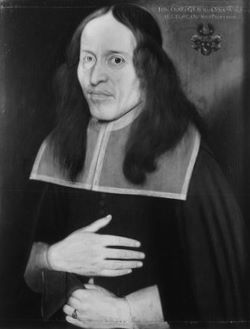
Johann Gravius
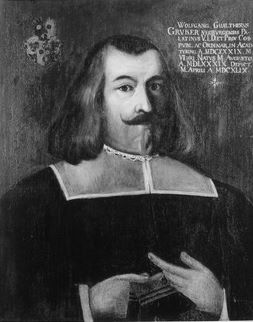
Wolfgang Walter Gruber
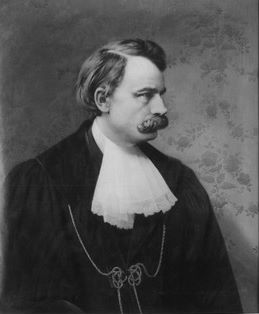
Alfred Freiherr von Gutschmid
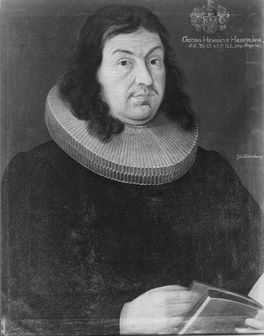
Georg Heinrich Häberlin
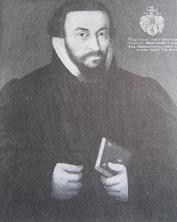
Matthias Hafenreffer
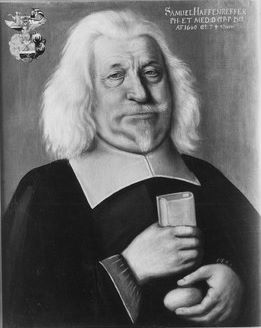
Samuel Hafenreffer
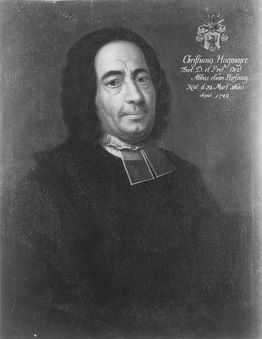
Christian Hagmaier
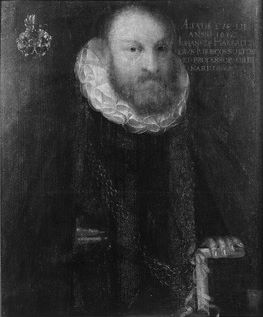
Johann Halbritter
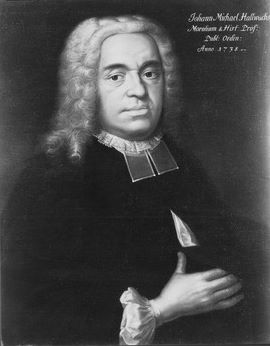
Johann Michael Hallwachs
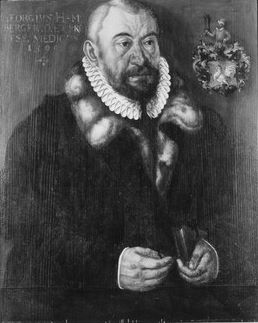
Georg Hamberger
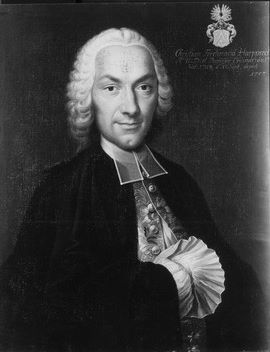
Christian Ferdinand Harpprecht
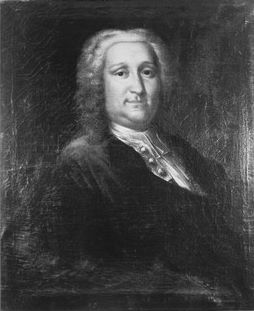
Christoph Friedrich Harpprecht
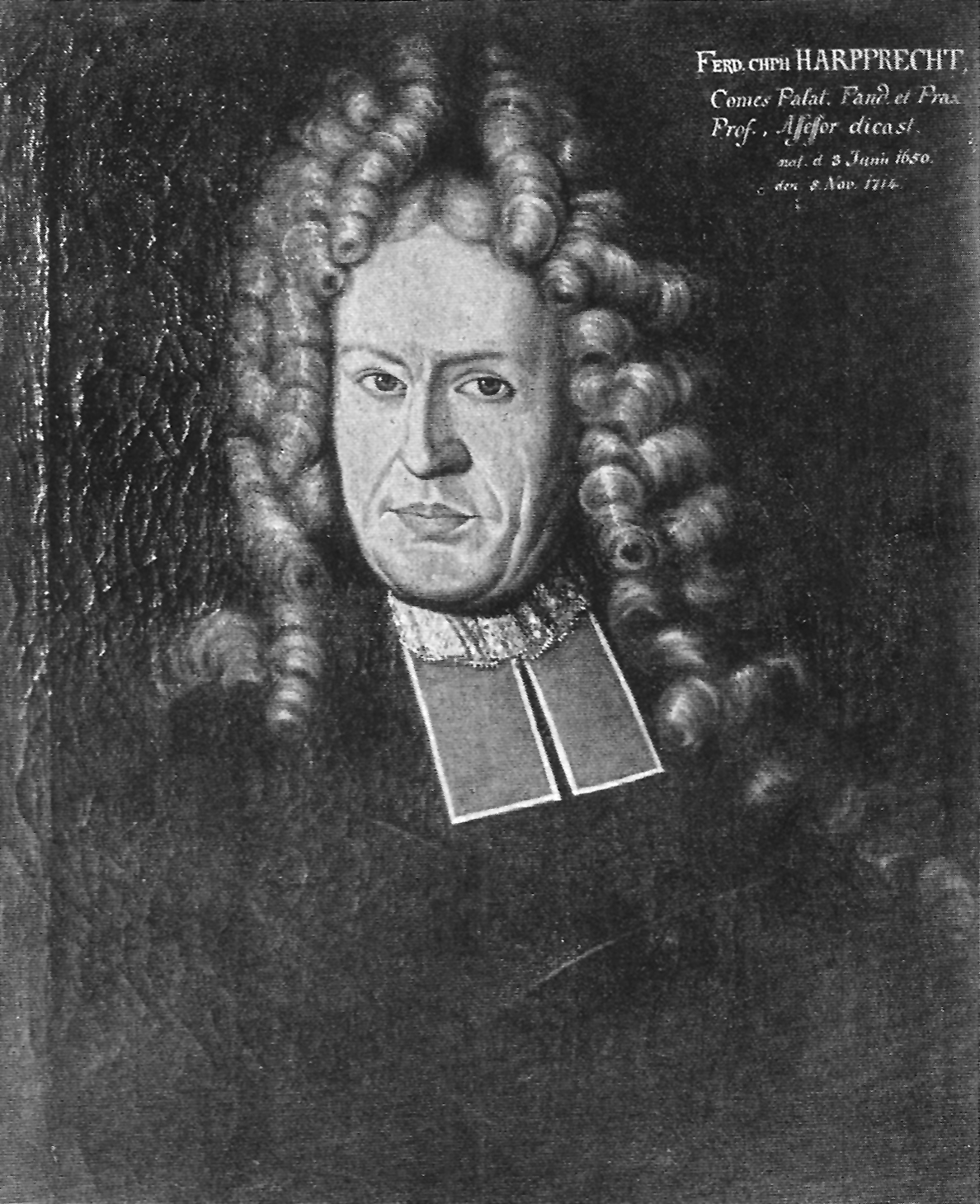
Ferdinand Christoph Harpprecht
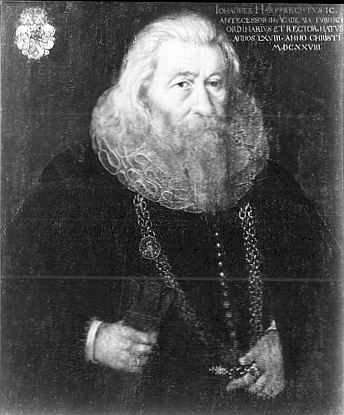
Johannes Harpprecht
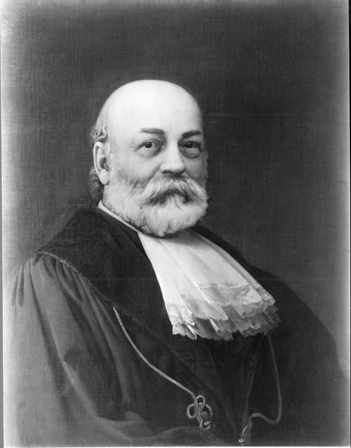
Gustav Hartmann
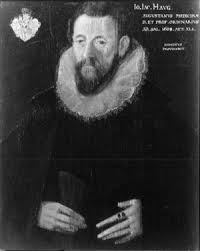
Johann Jakob Haug
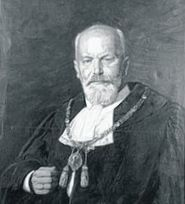
Philipp von Heck
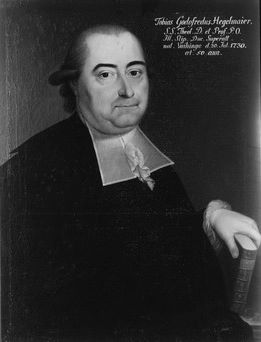
Tobias Gottfried Hegelmaier
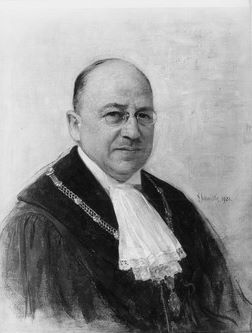
August Hegler
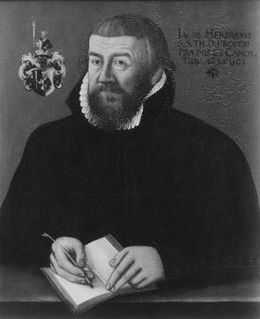
Jakob Heerbrand
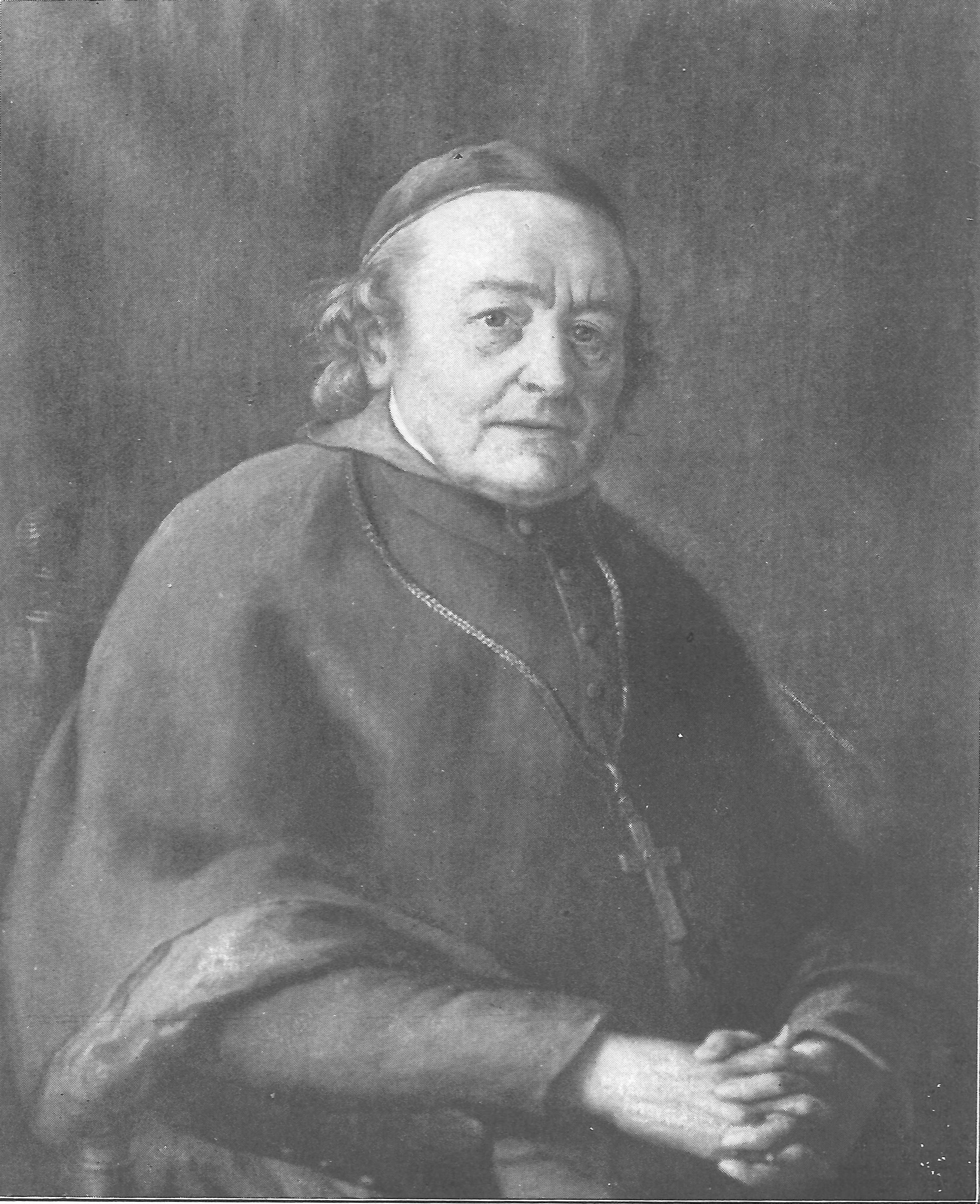
Karl Joseph von Hefele
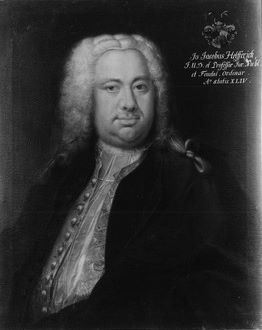
Johann Jakob Helfferich
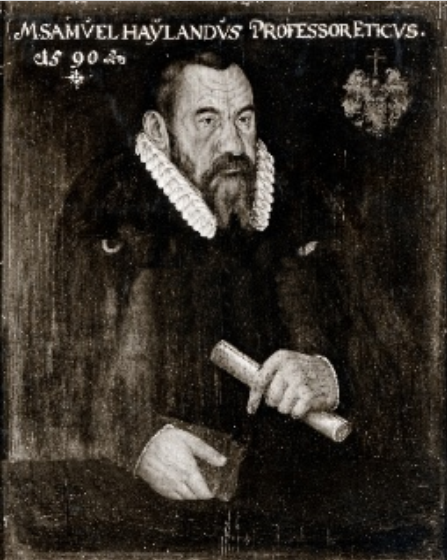
Samuel Heiland
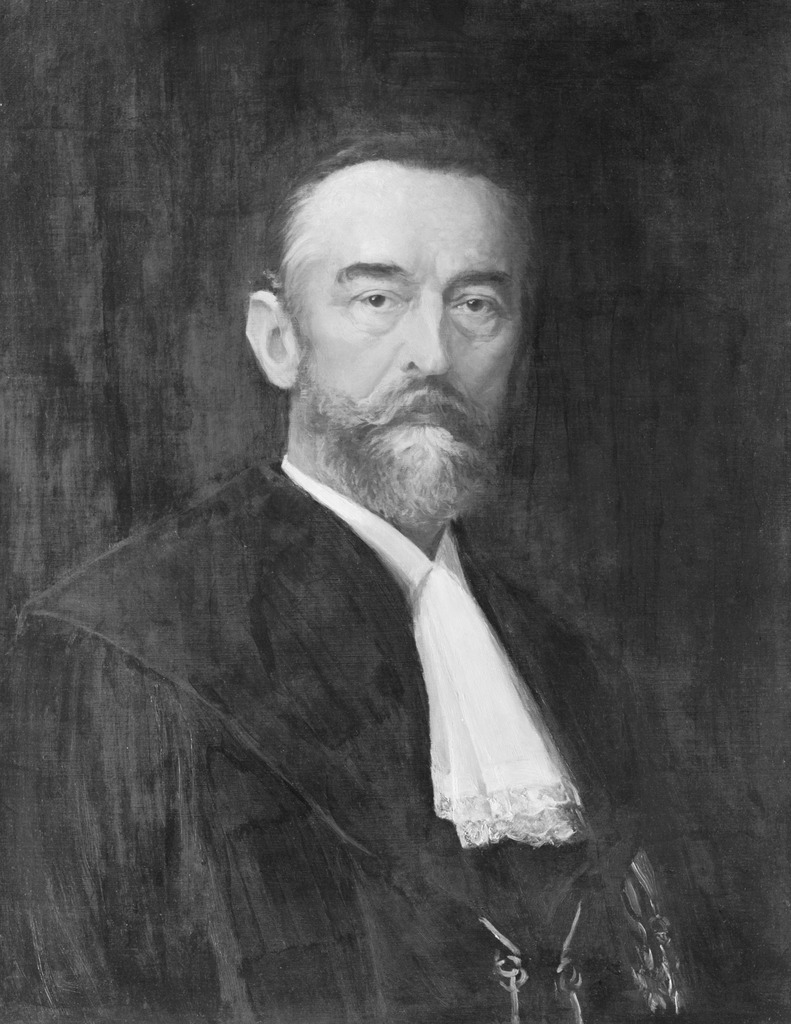
Wilhelm von Henke
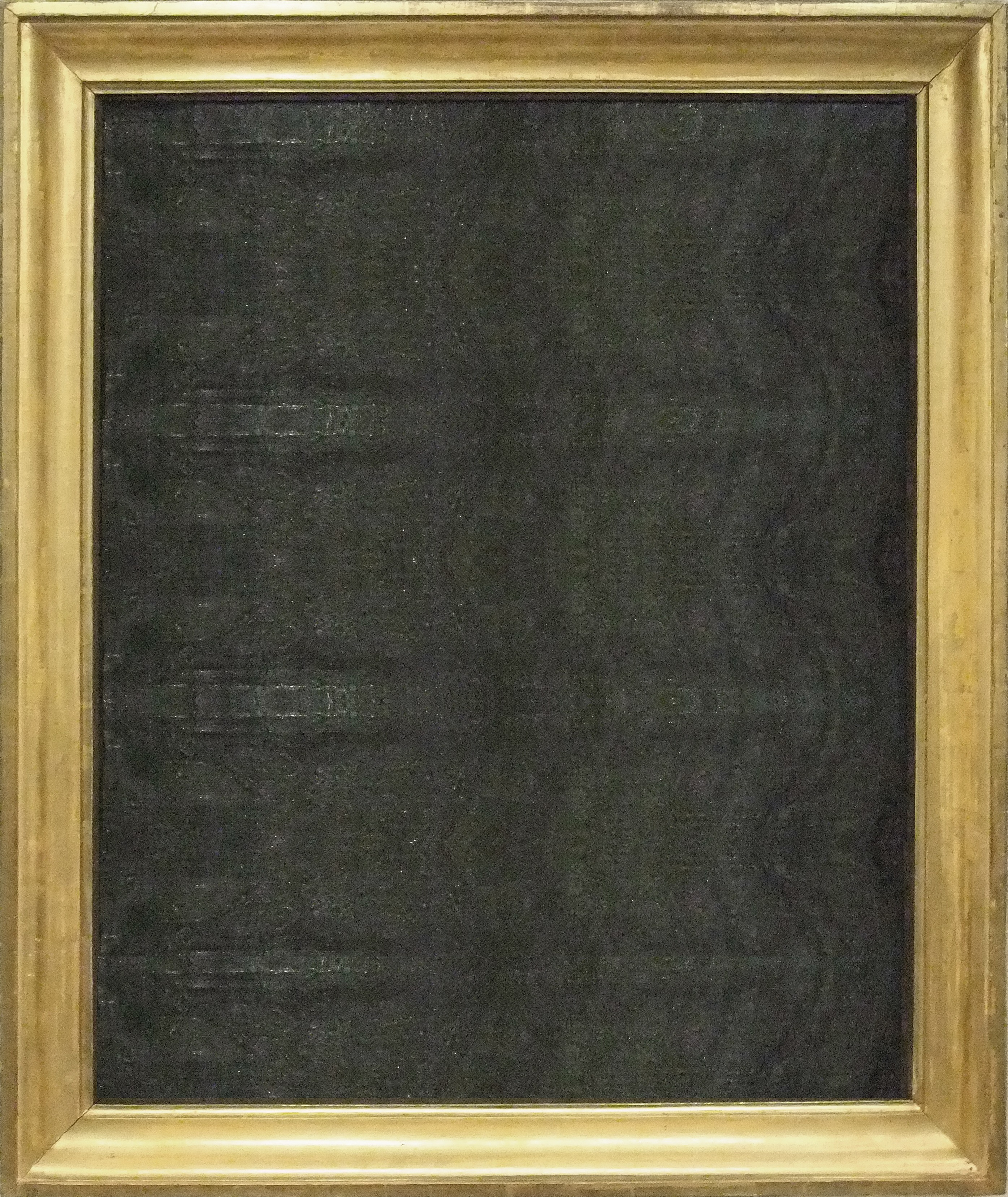
Edwin Hennig
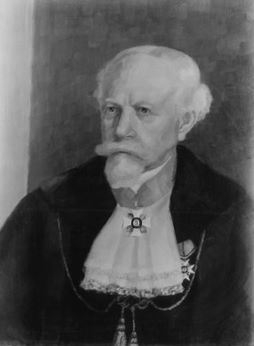
Ernst von Herzog
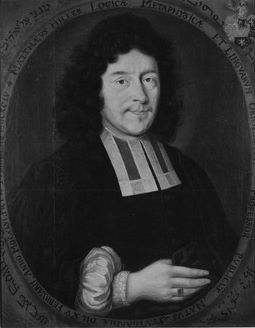
Matthaeus Hiller
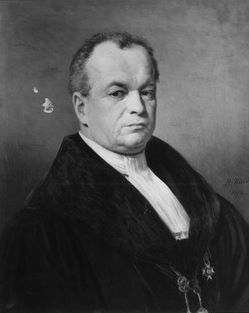
Felix von Himpel
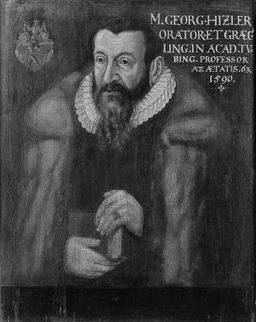
Georg Hitzler
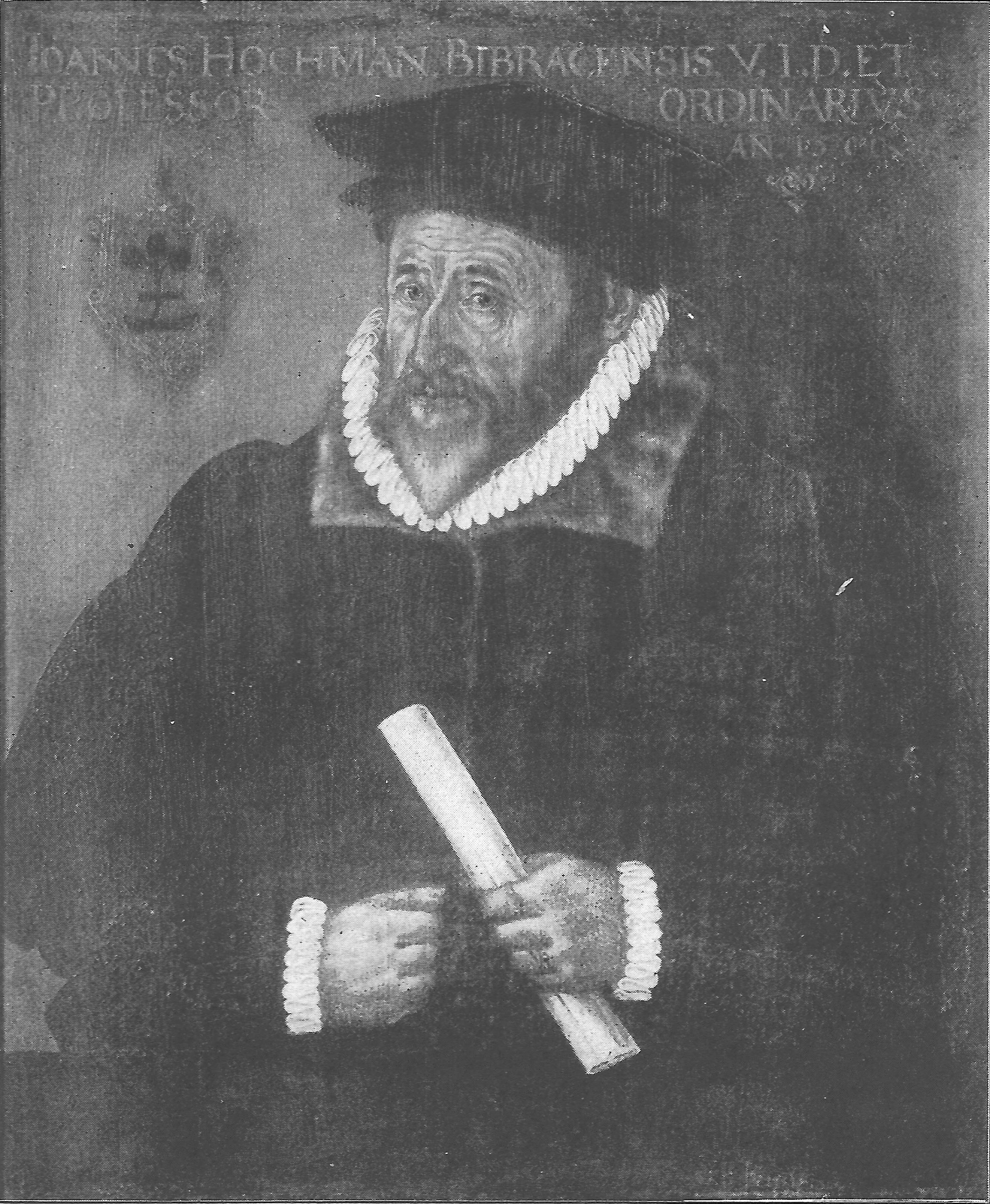
Johann Hochmann
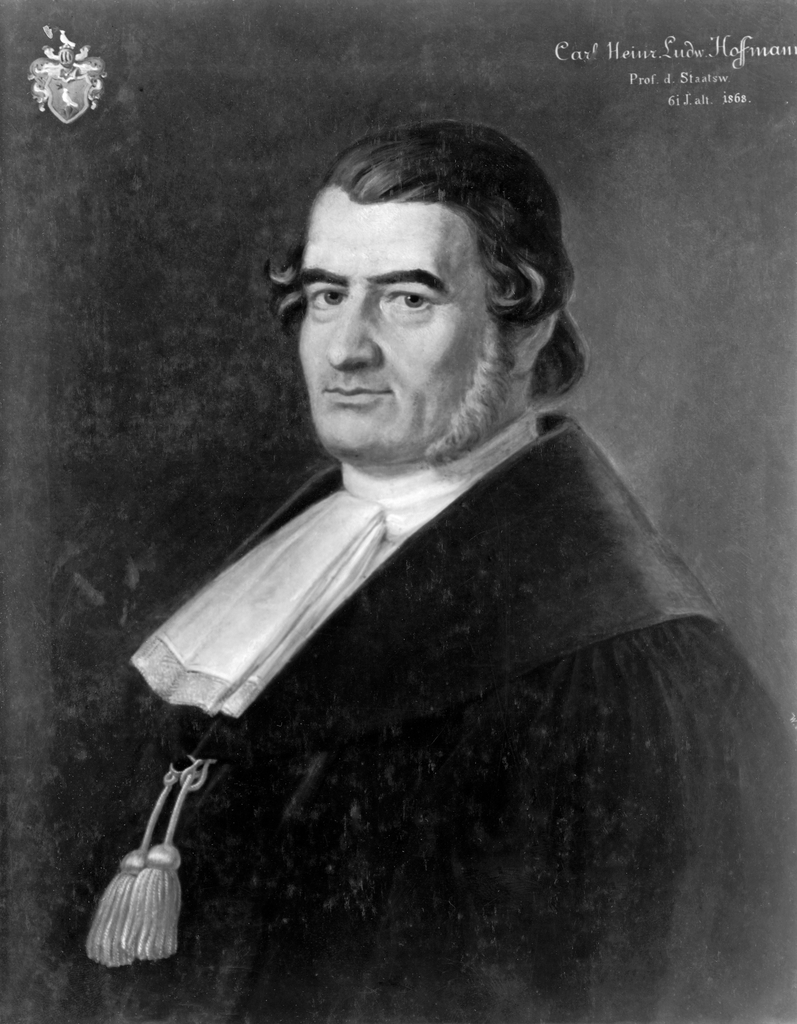
Carl Heinrich Ludwig Hoffmann
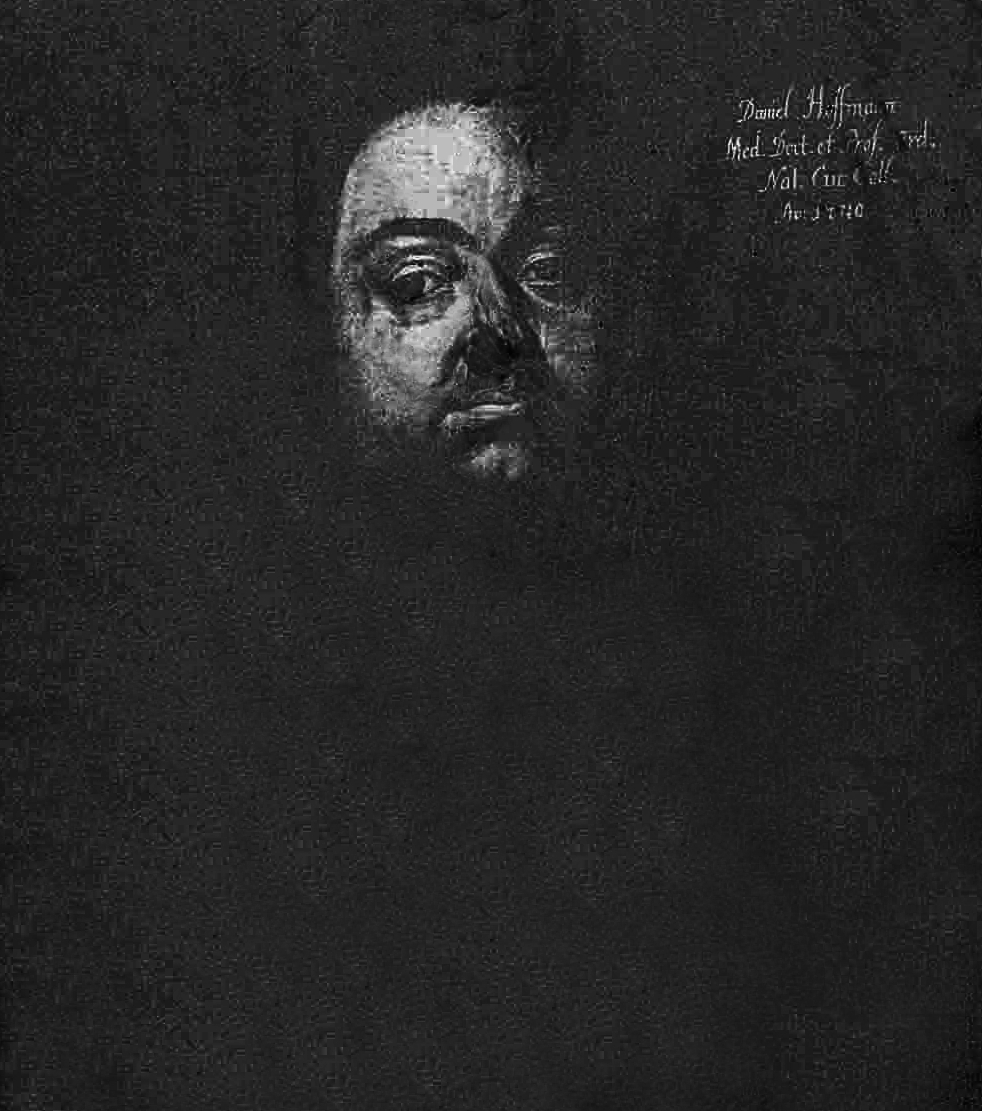
Daniel Hoffmann
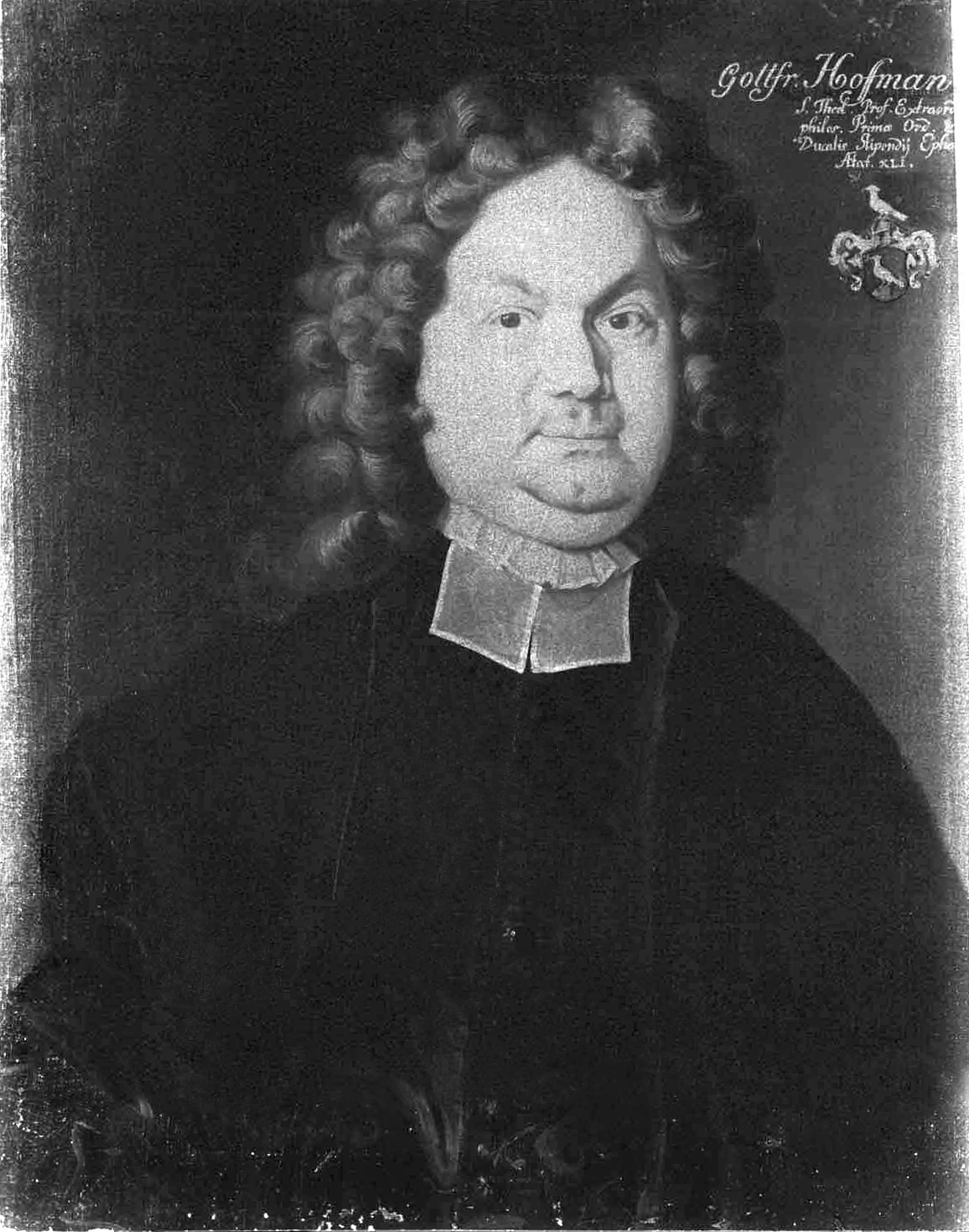
Gottfried Hoffmann
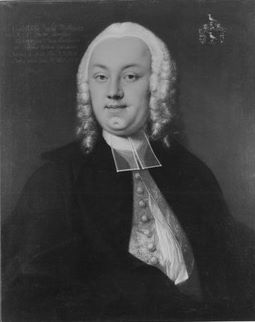
Gottfried Daniel Hoffmann
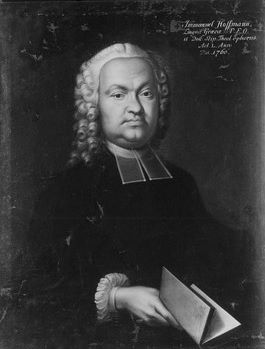
Immanuel Hoffmann
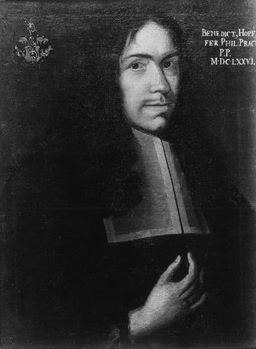
Benedikt Hopffer
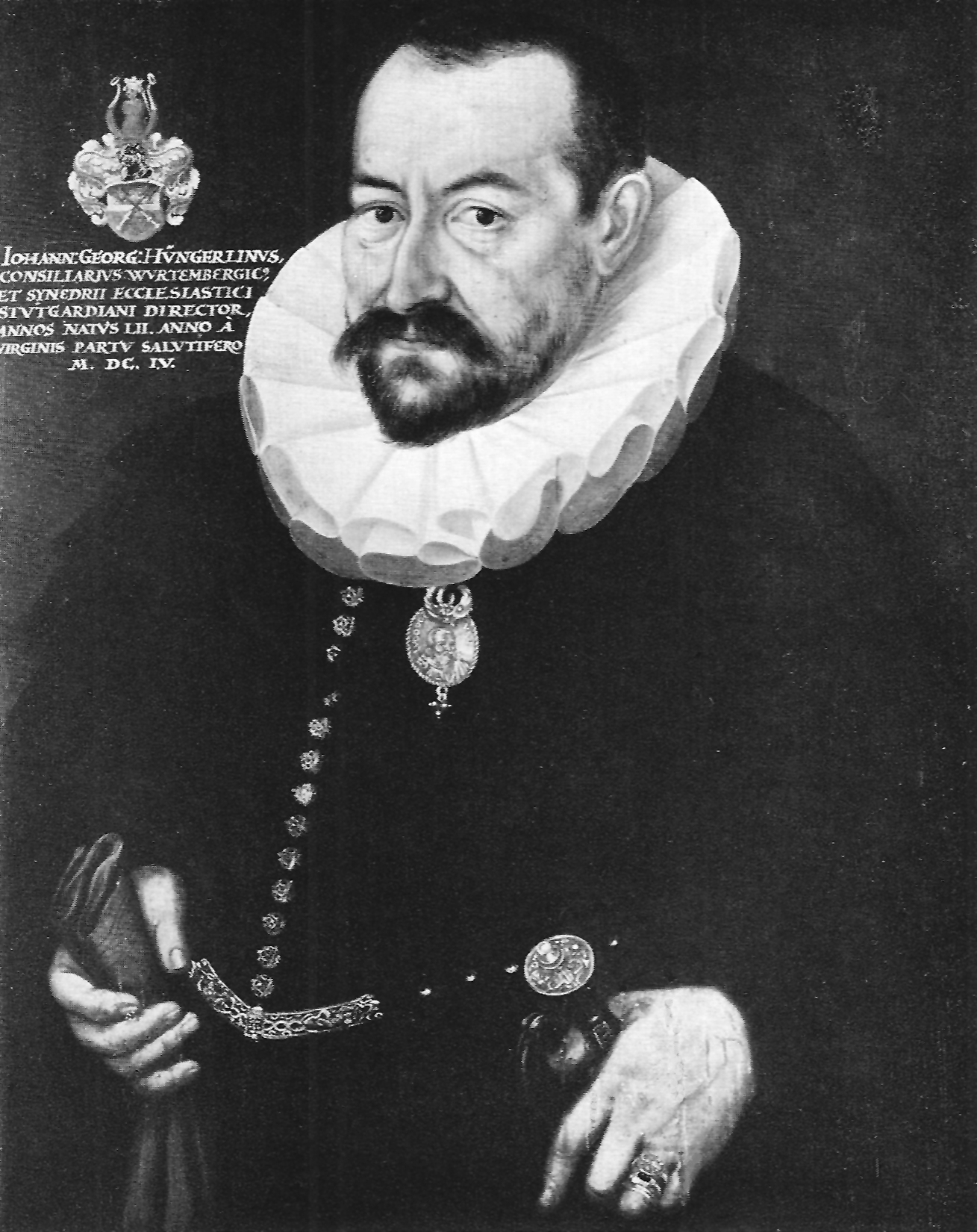
Johann Georg Hüngerlin
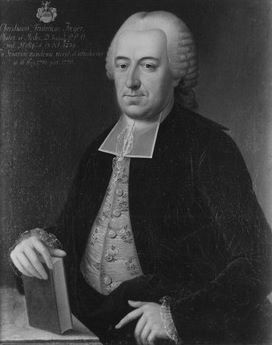
Christian Friedrich von Jäger
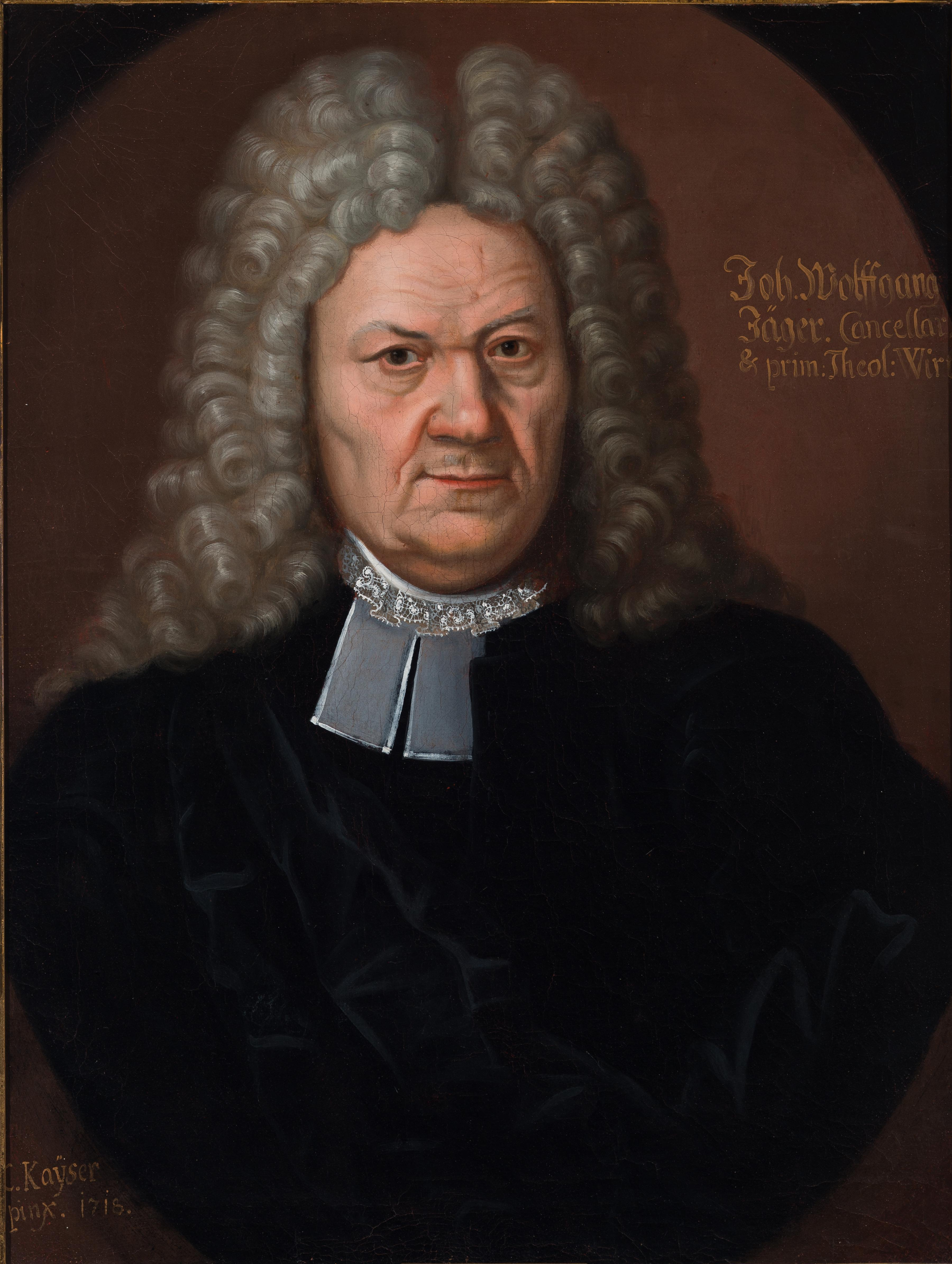
Johann Wolfgang Jäger
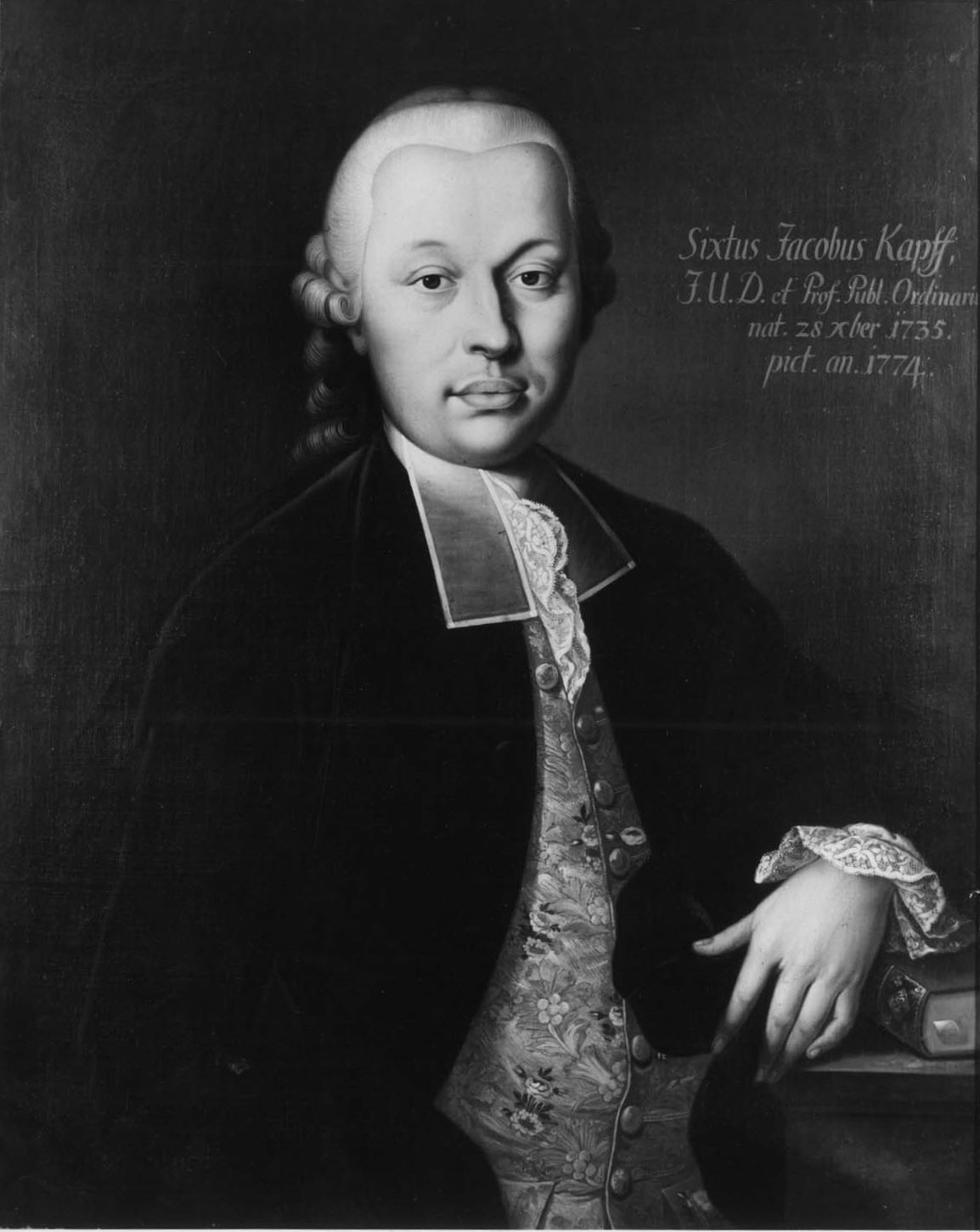
Sixt Jakob von Kapff
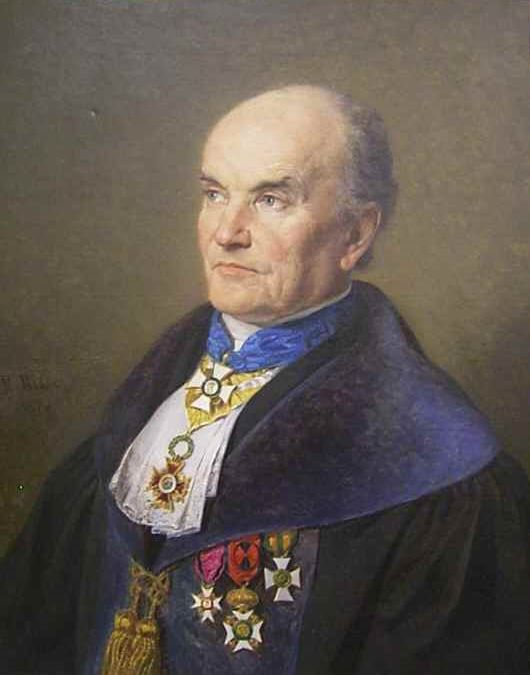
Adalbert Keller
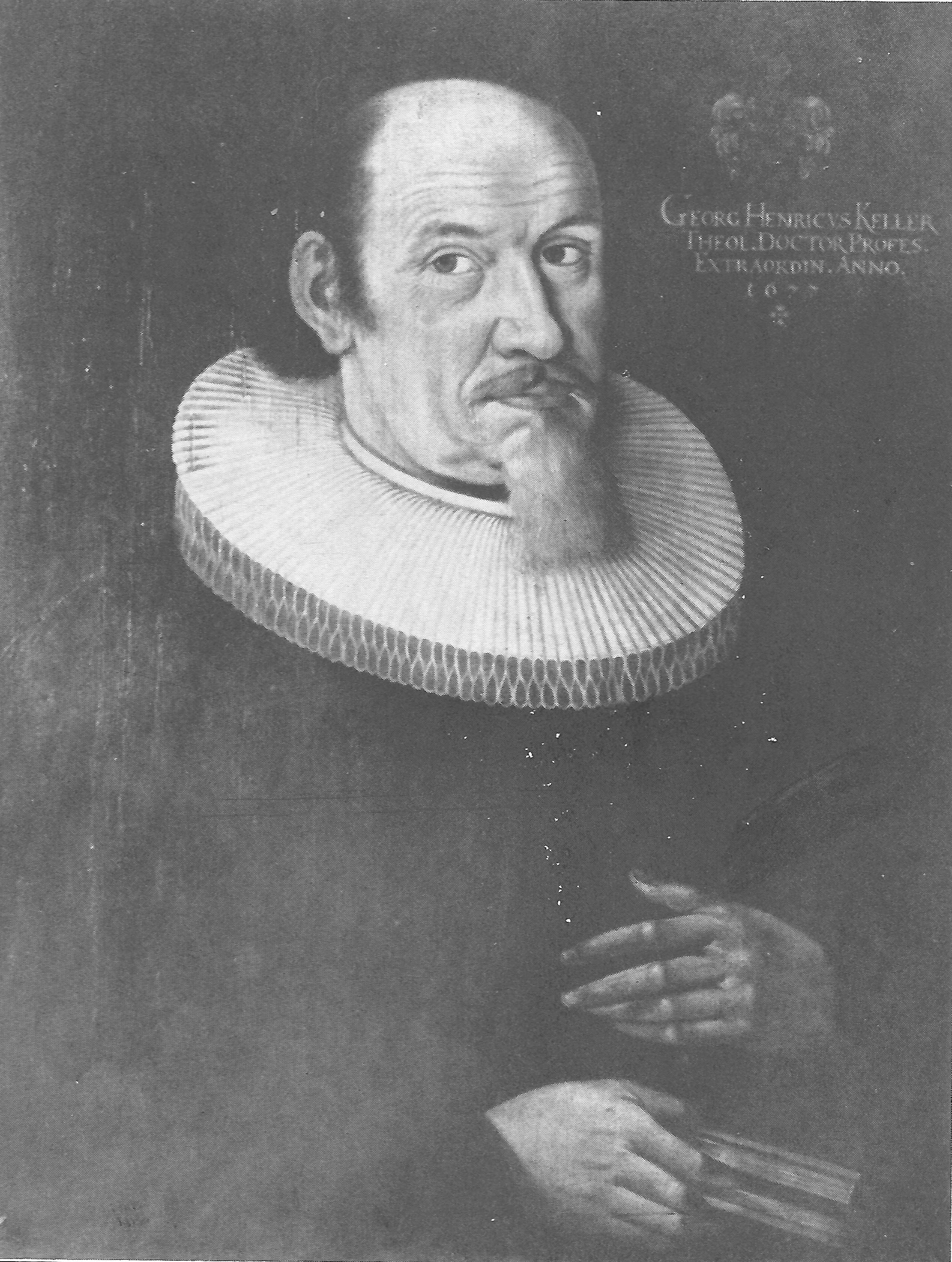
Georg Heinrich Keller
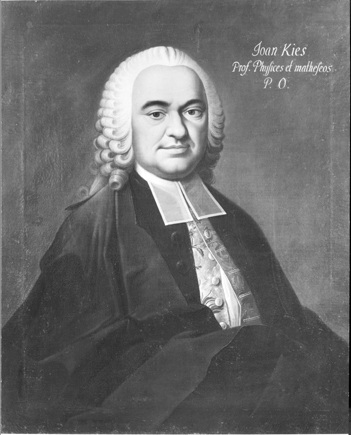
Johannes Kies
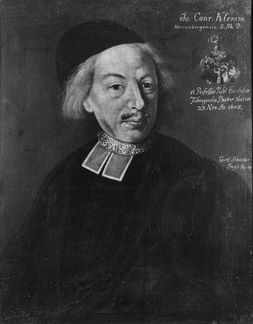
Johann Conrad Klemm
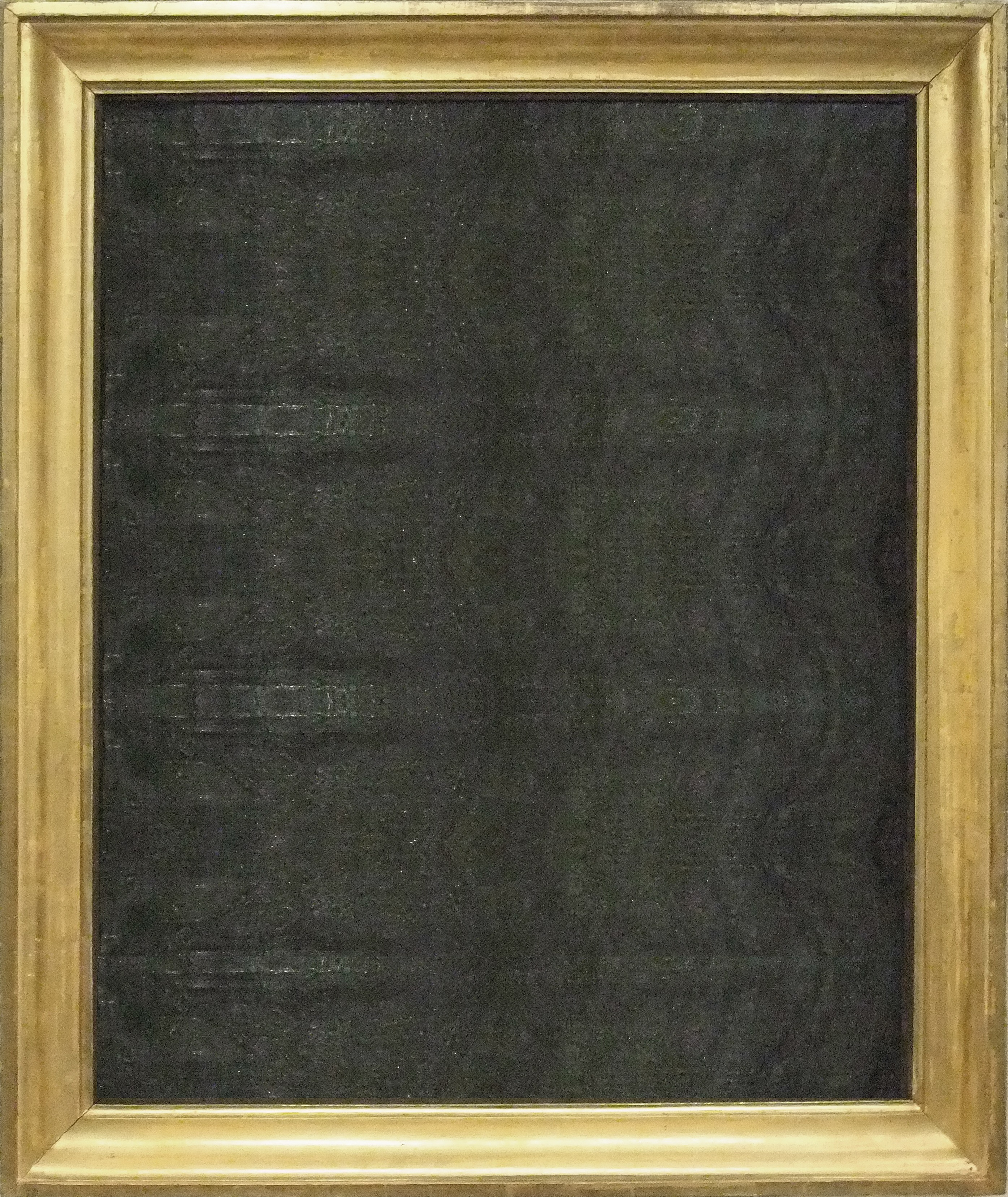
Joseph Gottlieb Kölreuter
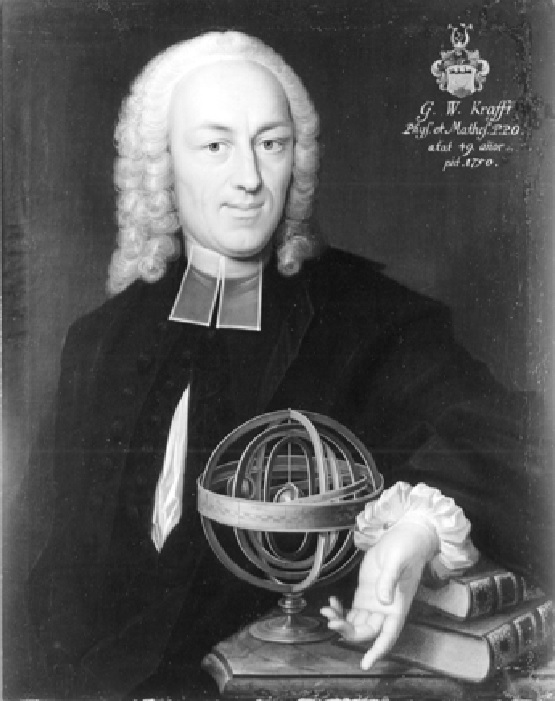
Georg Wolfgang Krafft
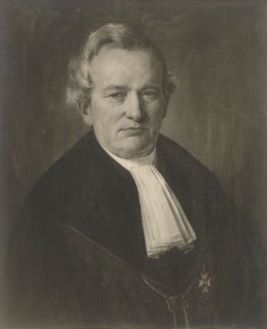
Franz von Kober
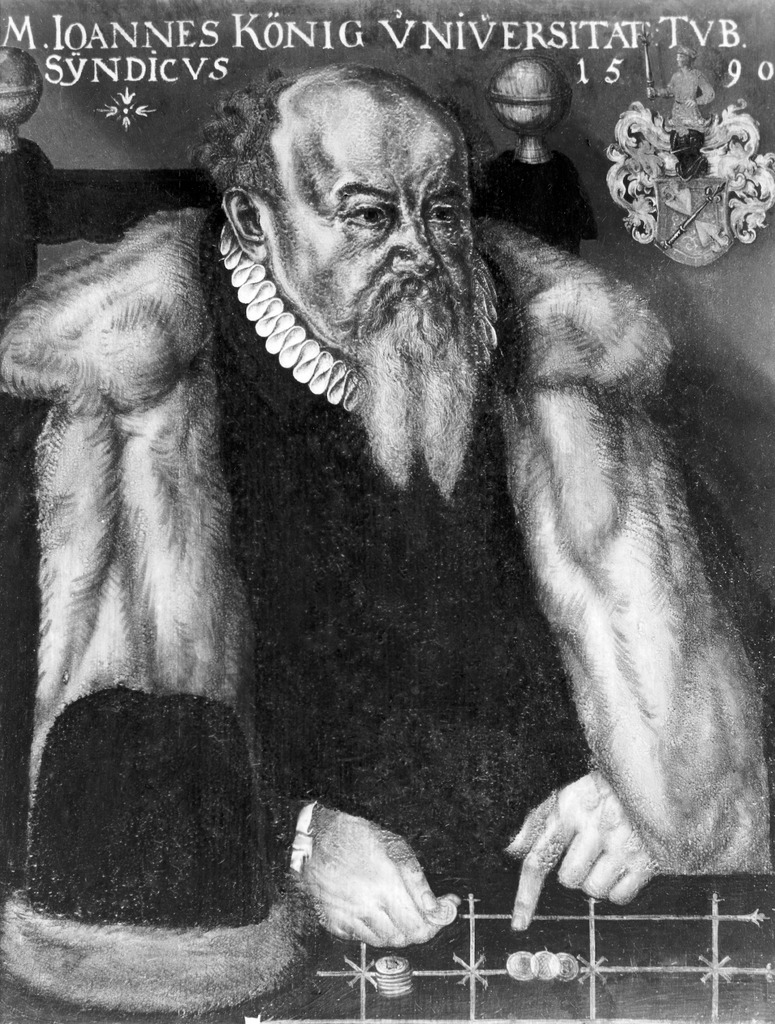
Johannes König
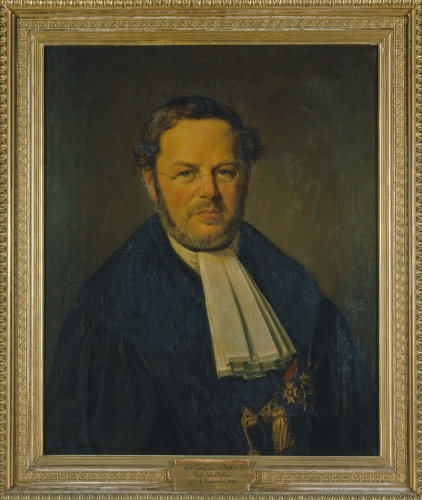
Carl Reinhold von Köstlin
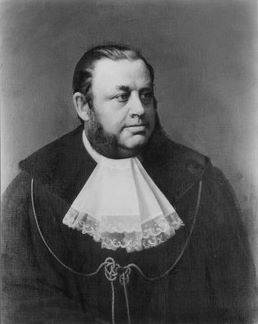
Robert Kübel
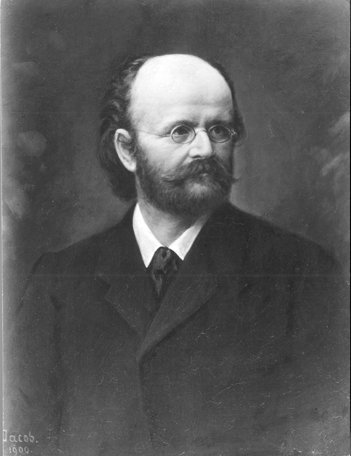
Bernhard von Kugler
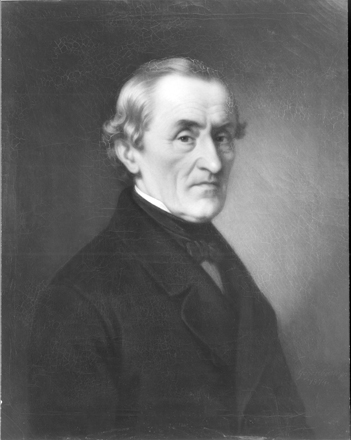
Johannes von Kuhn
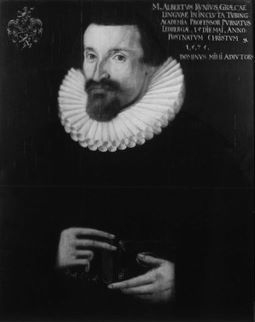
Albert Kunius
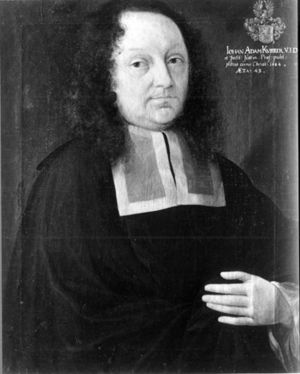
Johann Adam Kurrer
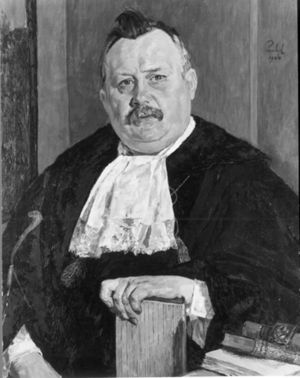
Konrad von Lange
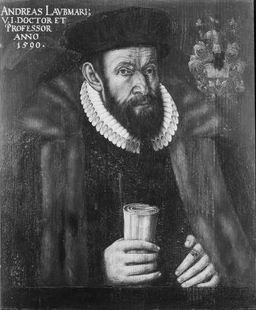
Andreas Laubmajer
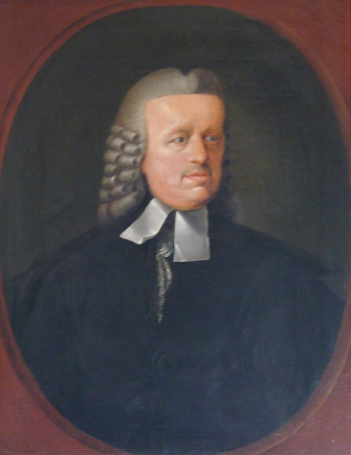
Johann Friedrich LeBret
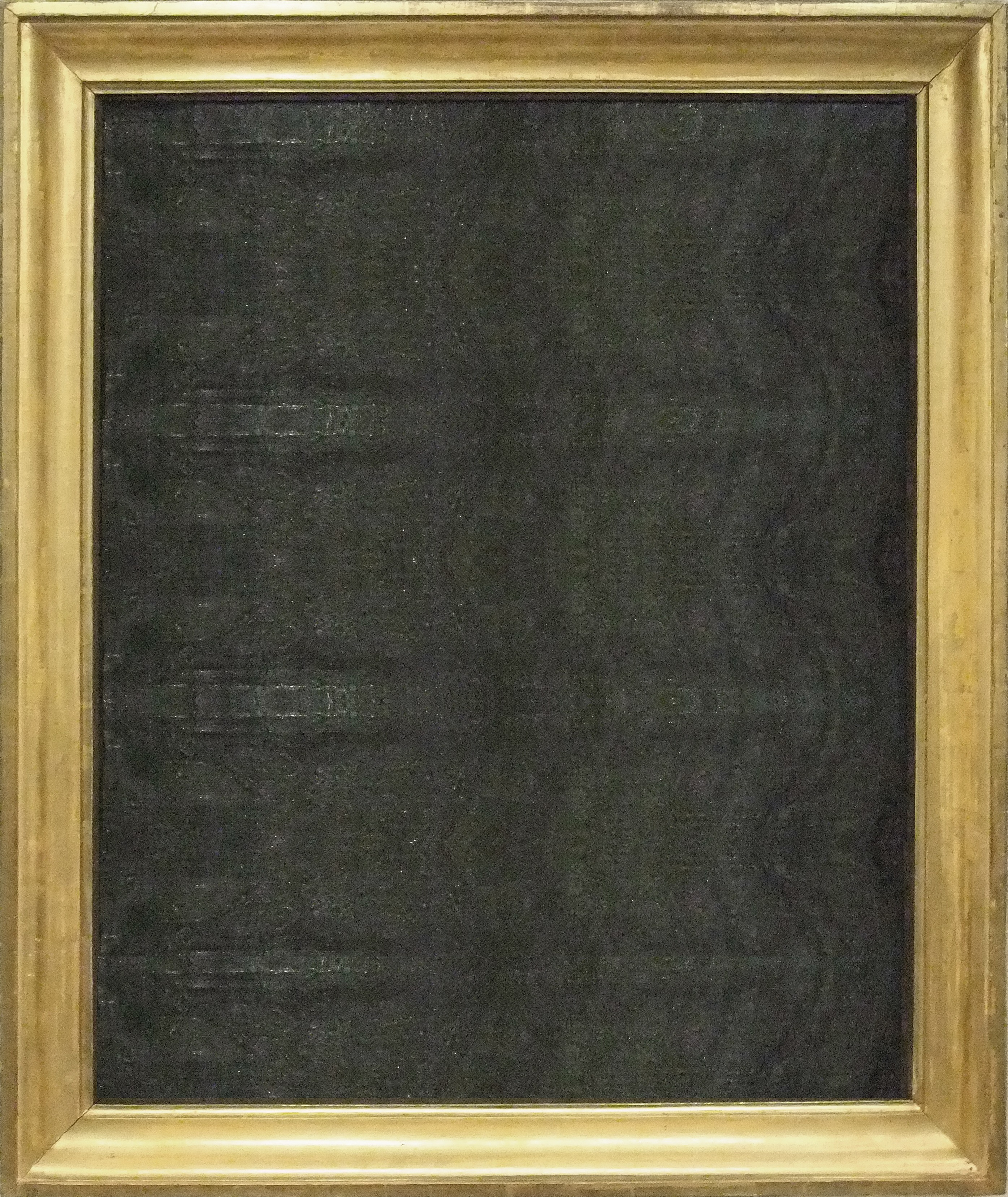
Georg Leyh
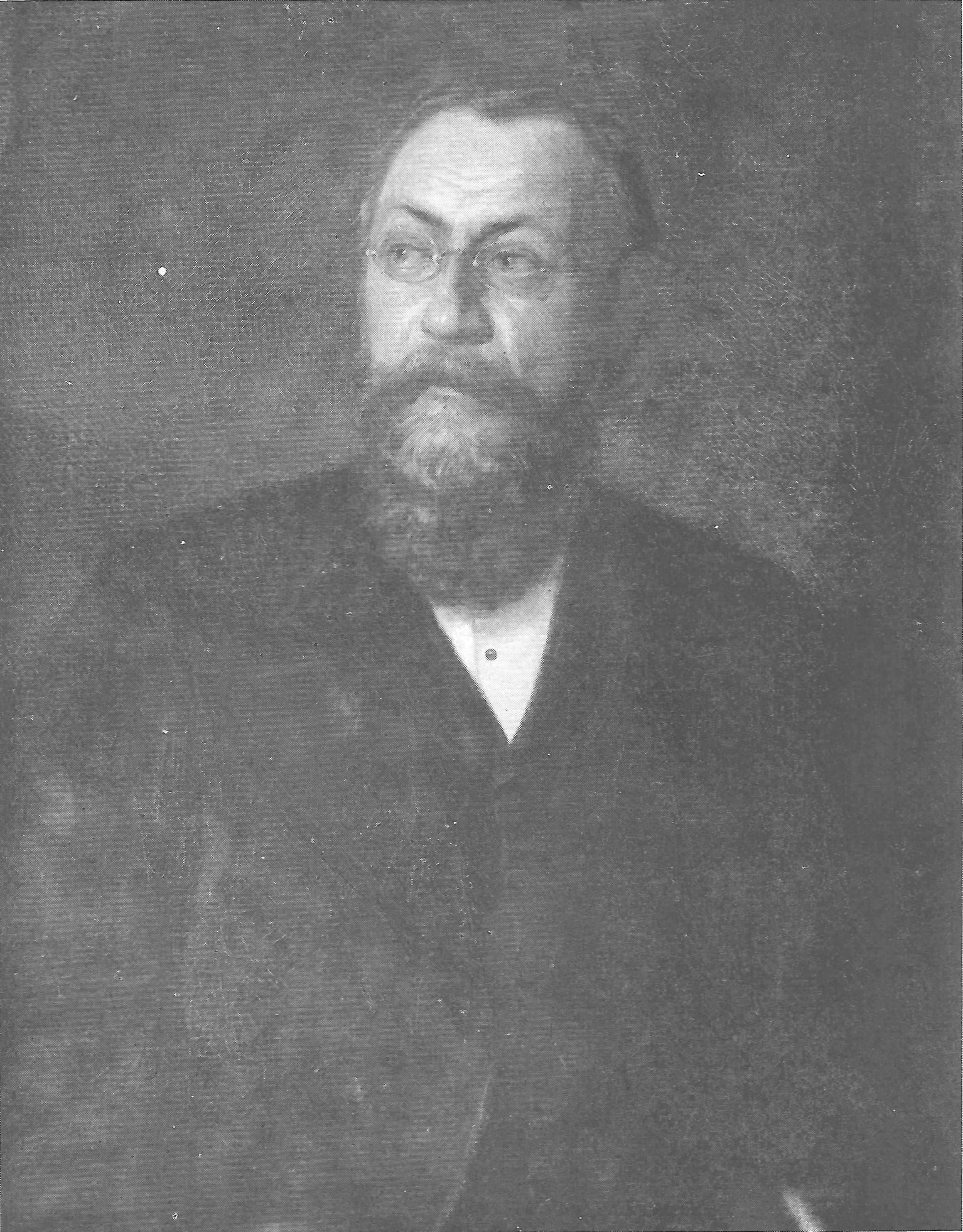
Karl von Liebermeister
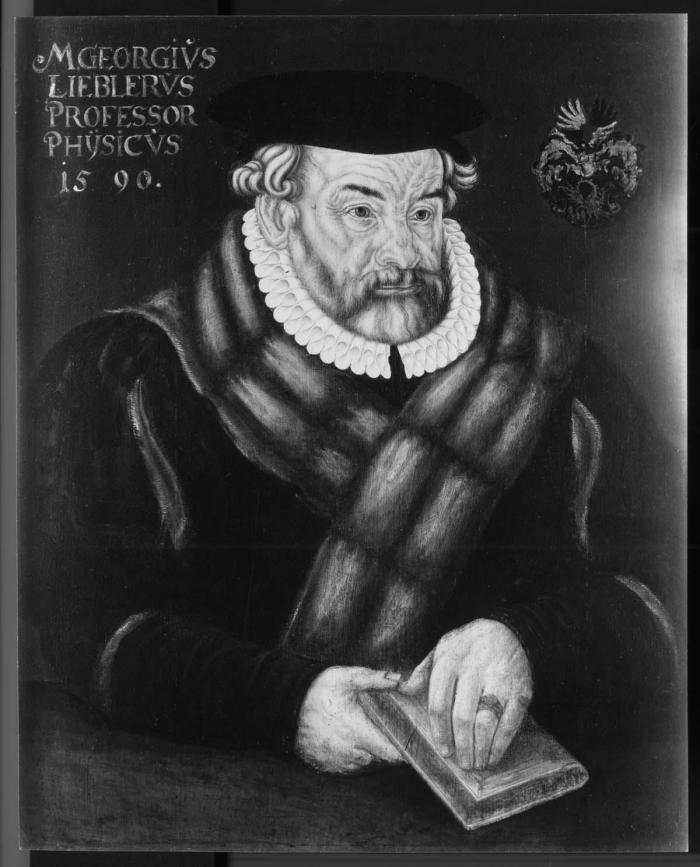
Georg Liebler
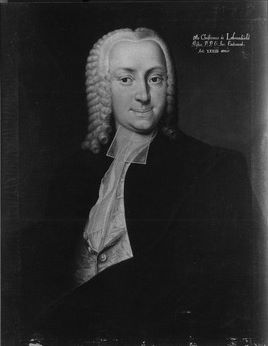
Otto Christian von Lohenschiold
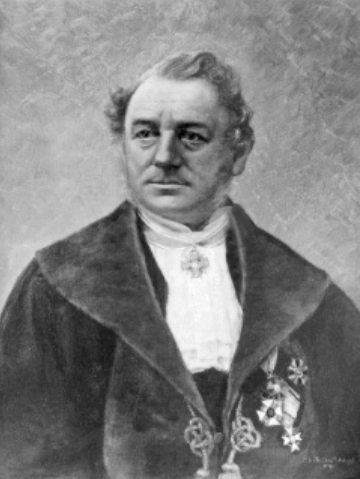
Hubert von Luschka
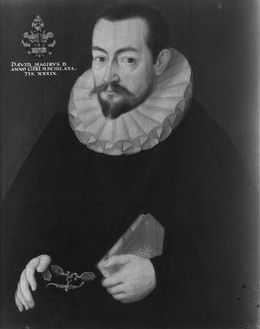
David Magirus
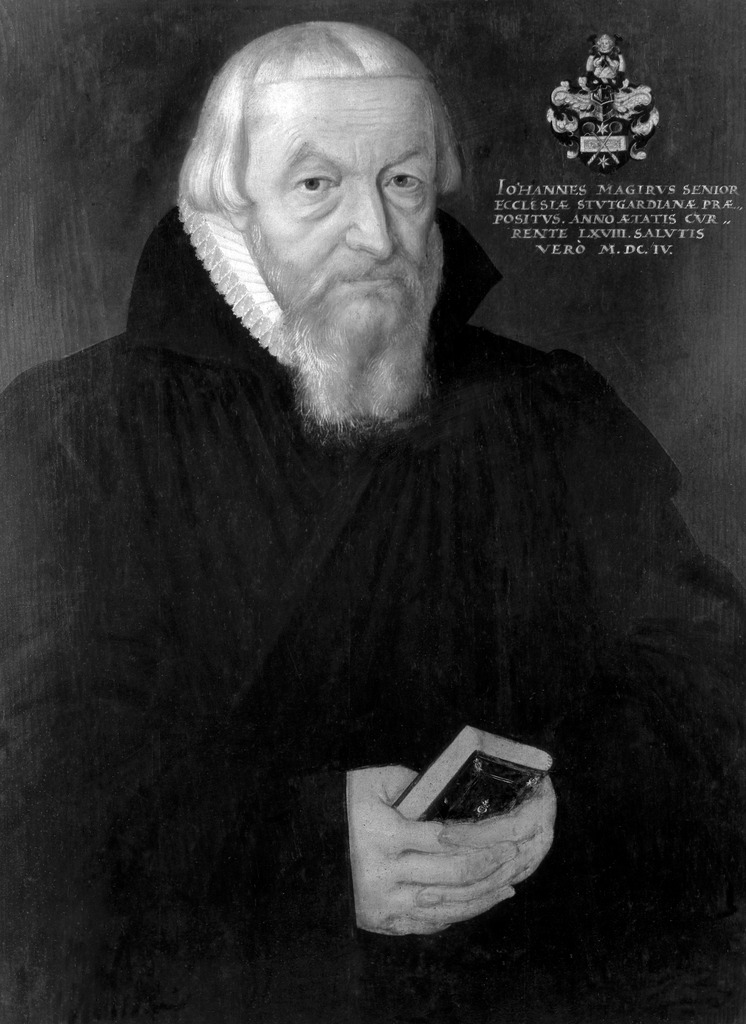
Johannes Magirus
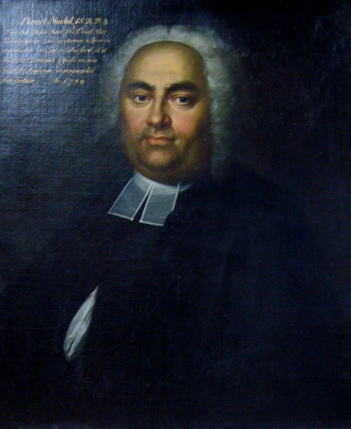
Daniel Maichel
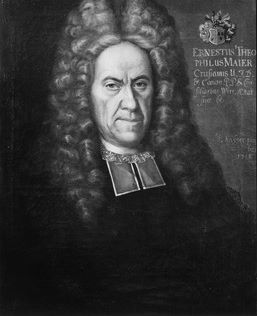
Ernst Theophil Maier, gen. Maier-Crusianus
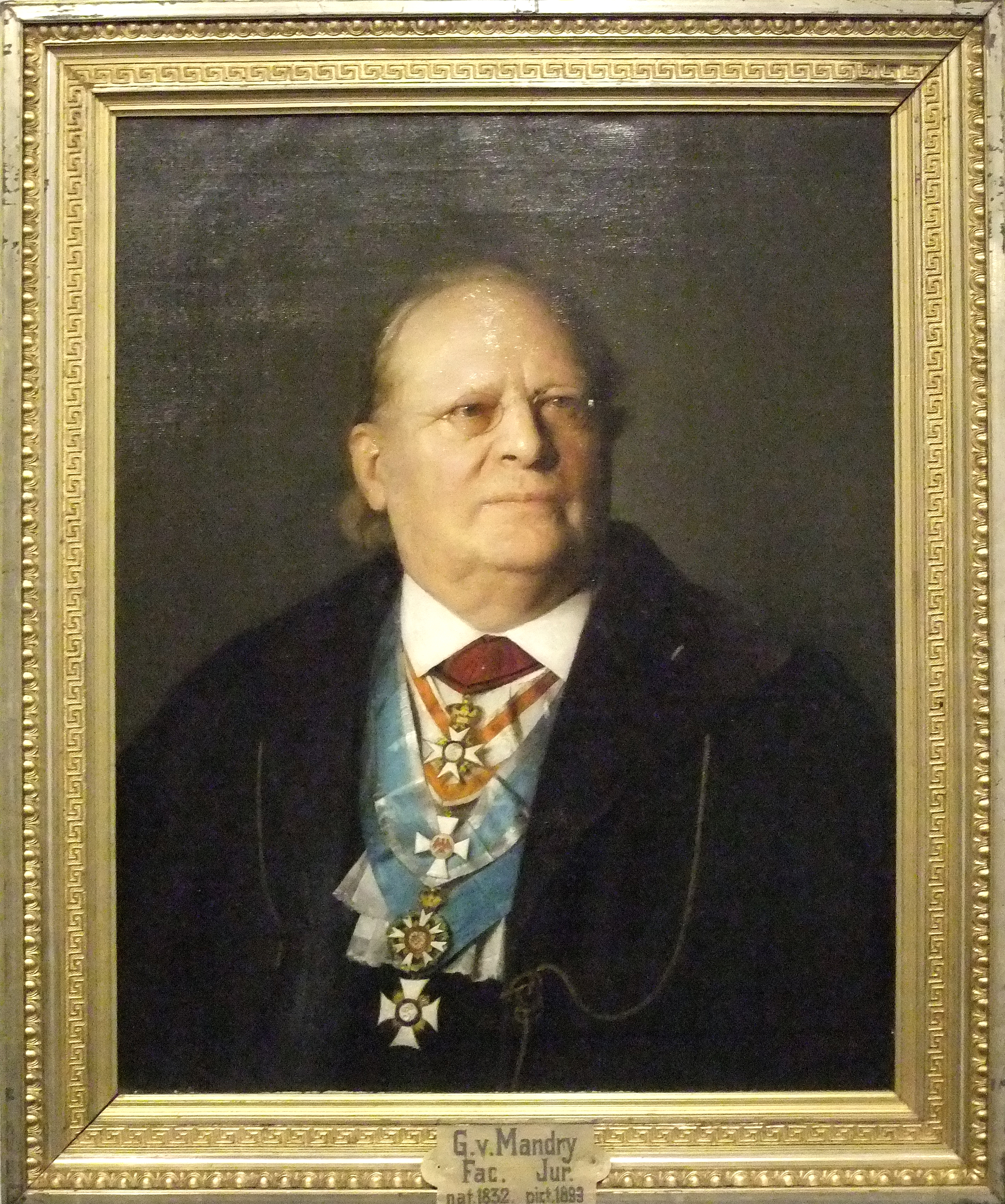
Gustav von Mandry
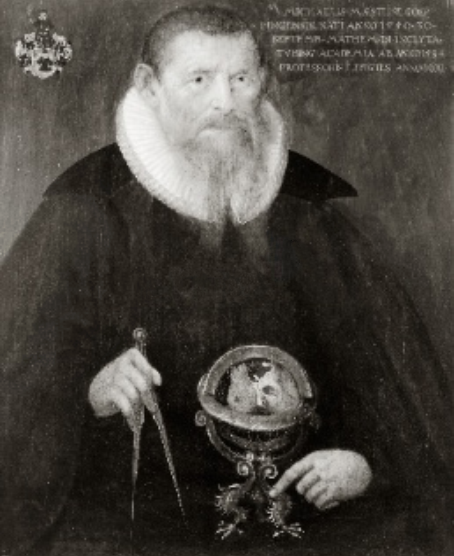
Michael Mästlin
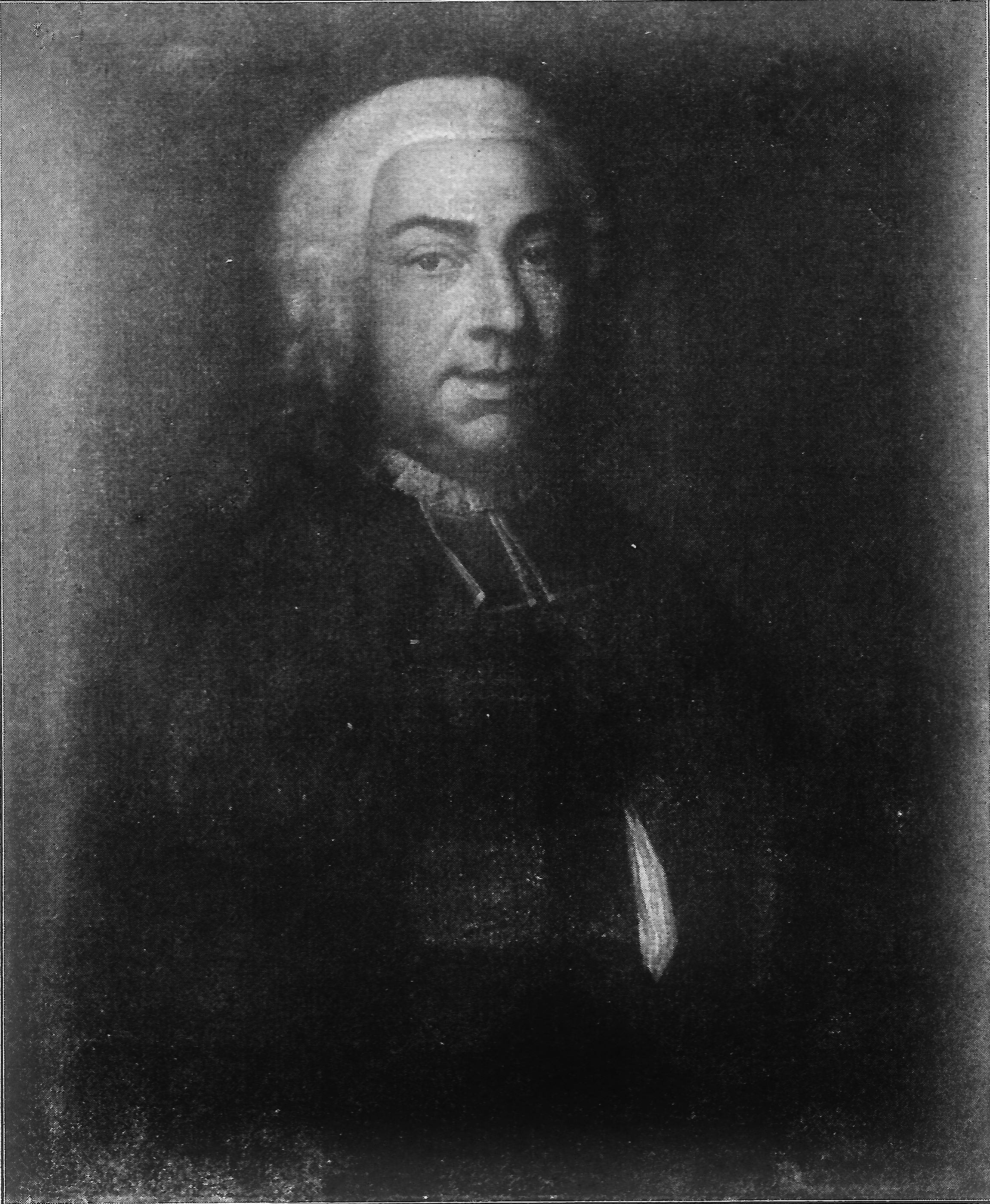
Burkhard David Mauchart
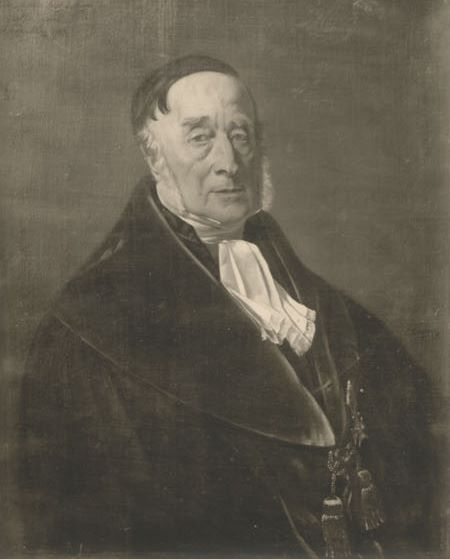
Samuel Marum Mayer
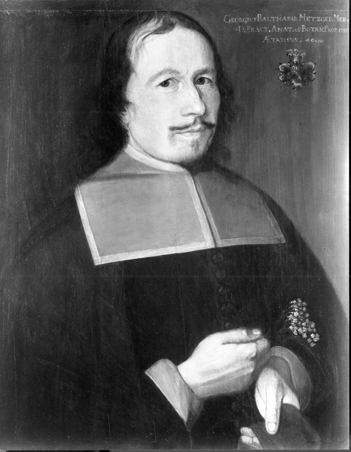
Georg Balthasar Metzger
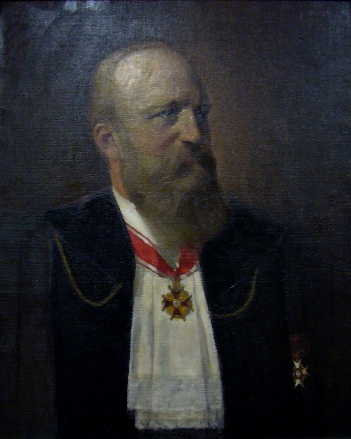
Hugo von Meyer
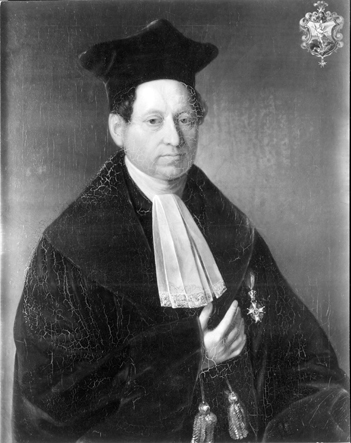
Adolph Michaelis
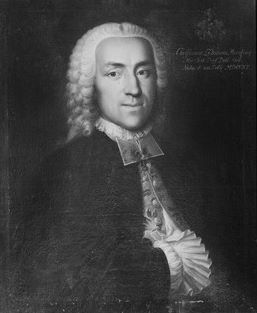
Christian Ludwig Mögling
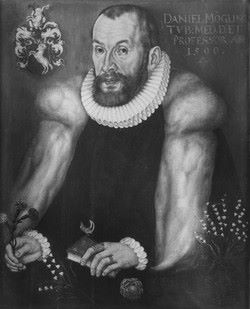
Daniel Mögling
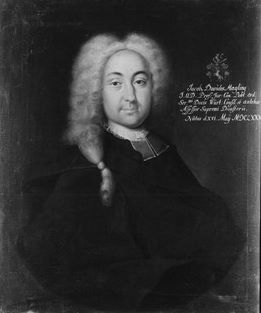
Jacob David Mögling
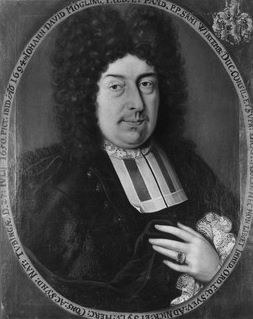
Johann David Mögling
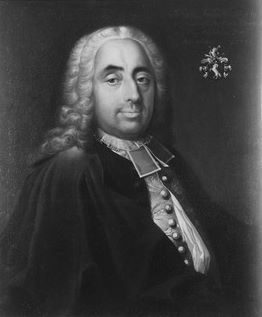
Johann Friedrich Mögling
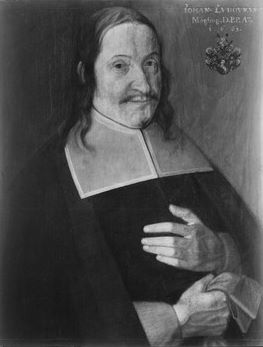
Johann Ludwig Mögling
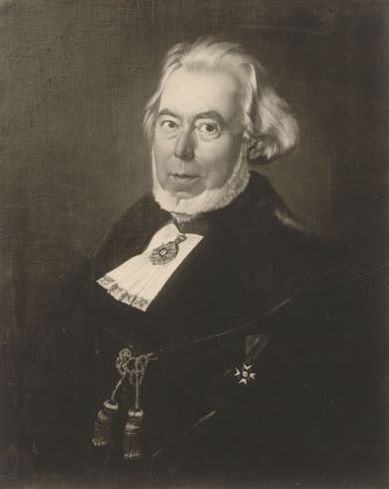
Hugo von Mohl
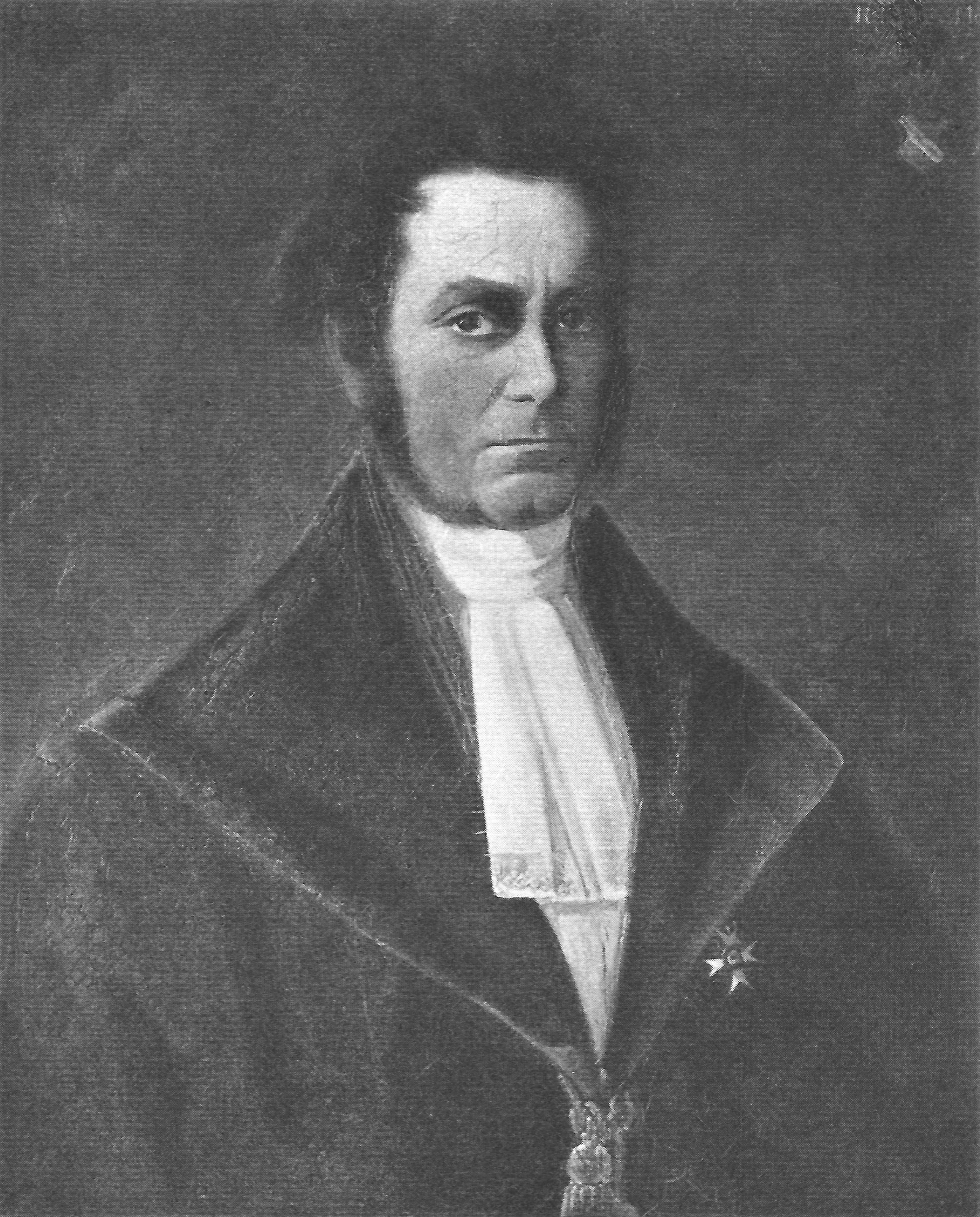
Robert von Mohl
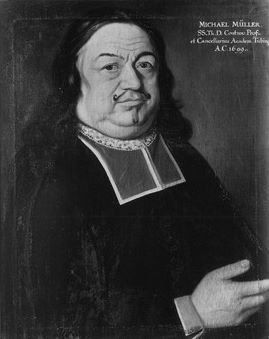
Michael Müller
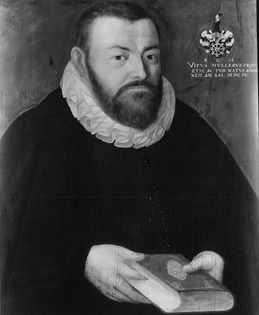
Vitus Müller
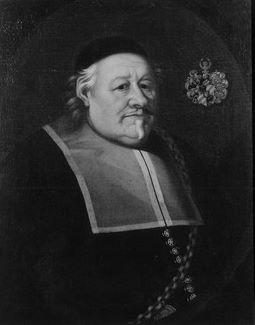
Johann Nikolaus Myler ab Ehrenbach
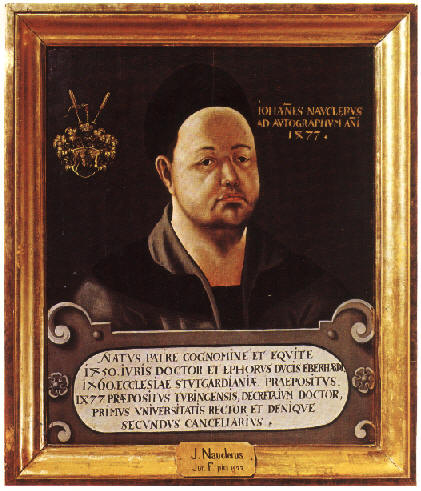
Johannes Nauclerus
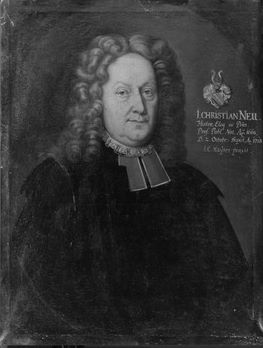
Johann Christian Neu
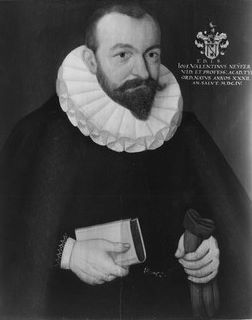
Johannes Valentin Neuffer
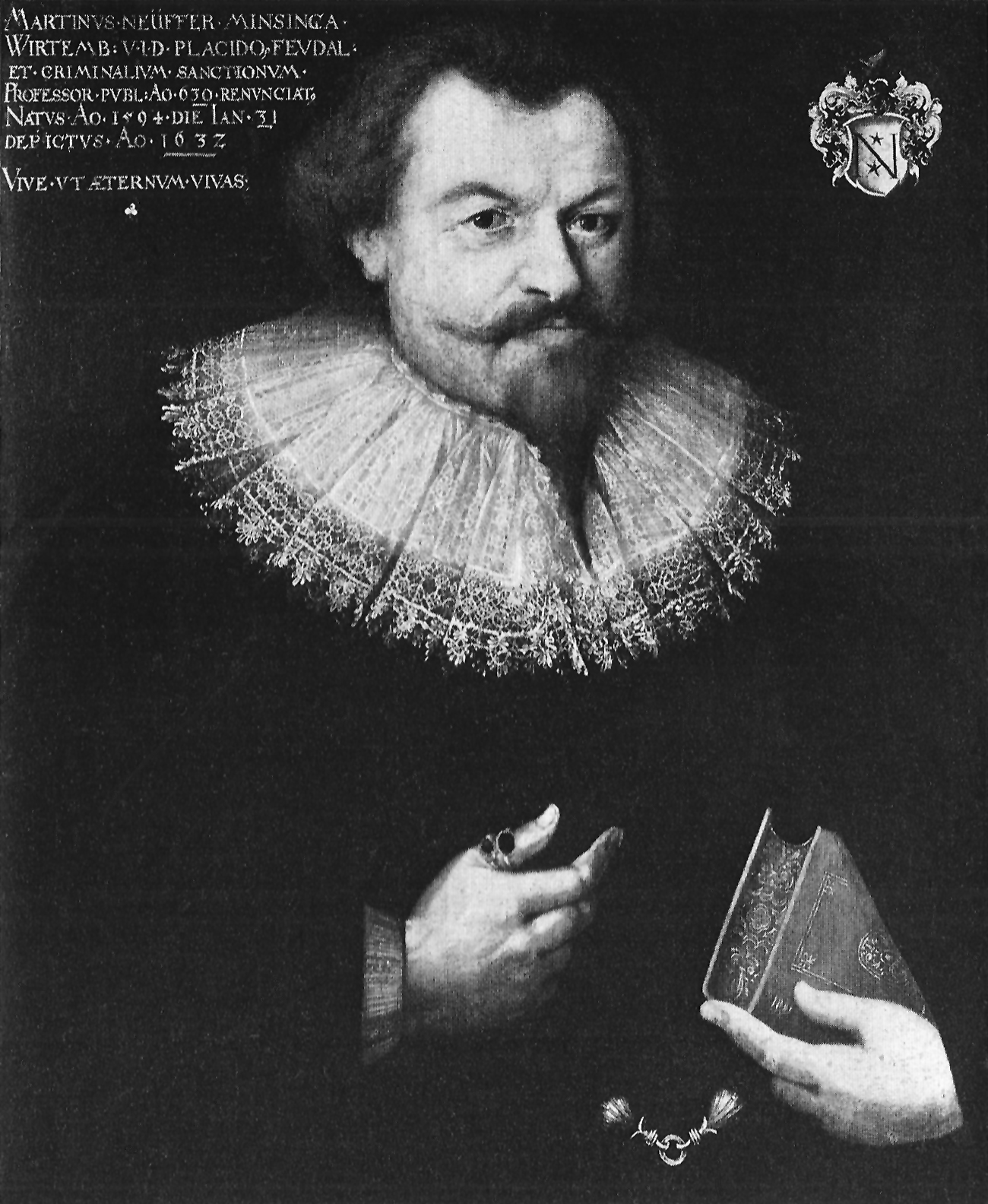
Martin Neuffer
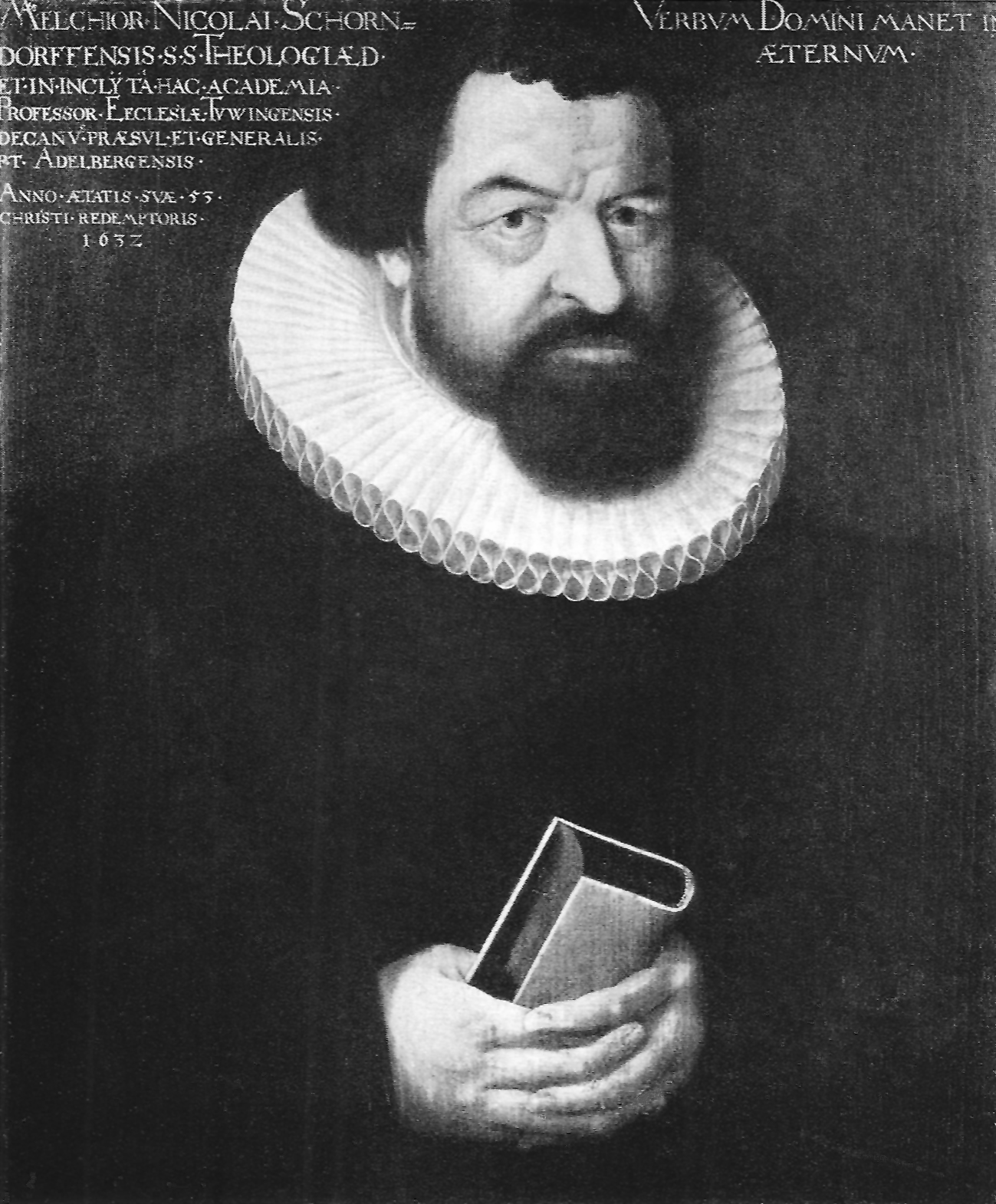
Melchior Nicolai
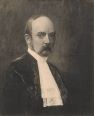
Felix von Niemeyer
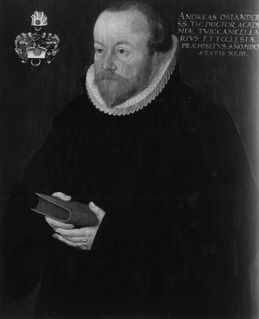
Andreas Osiander
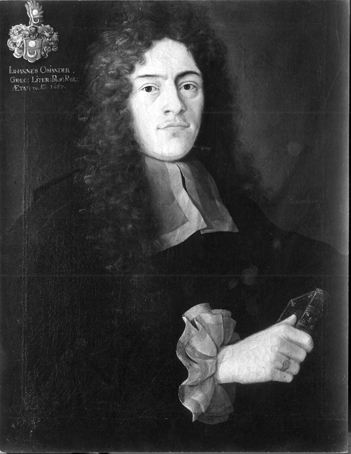
Johann Osiander
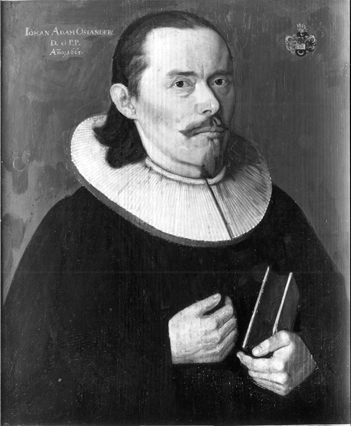
Johann Adam Osiander
Johann Adam Osiander
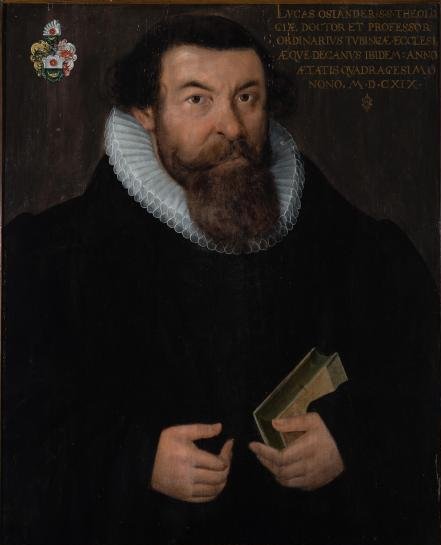
Lucas Osiander der Jüngere
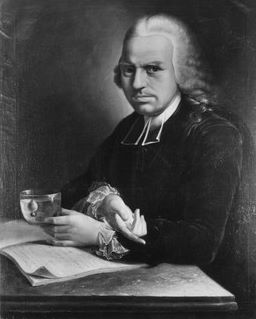
Ferdinand Christoph Oetinger
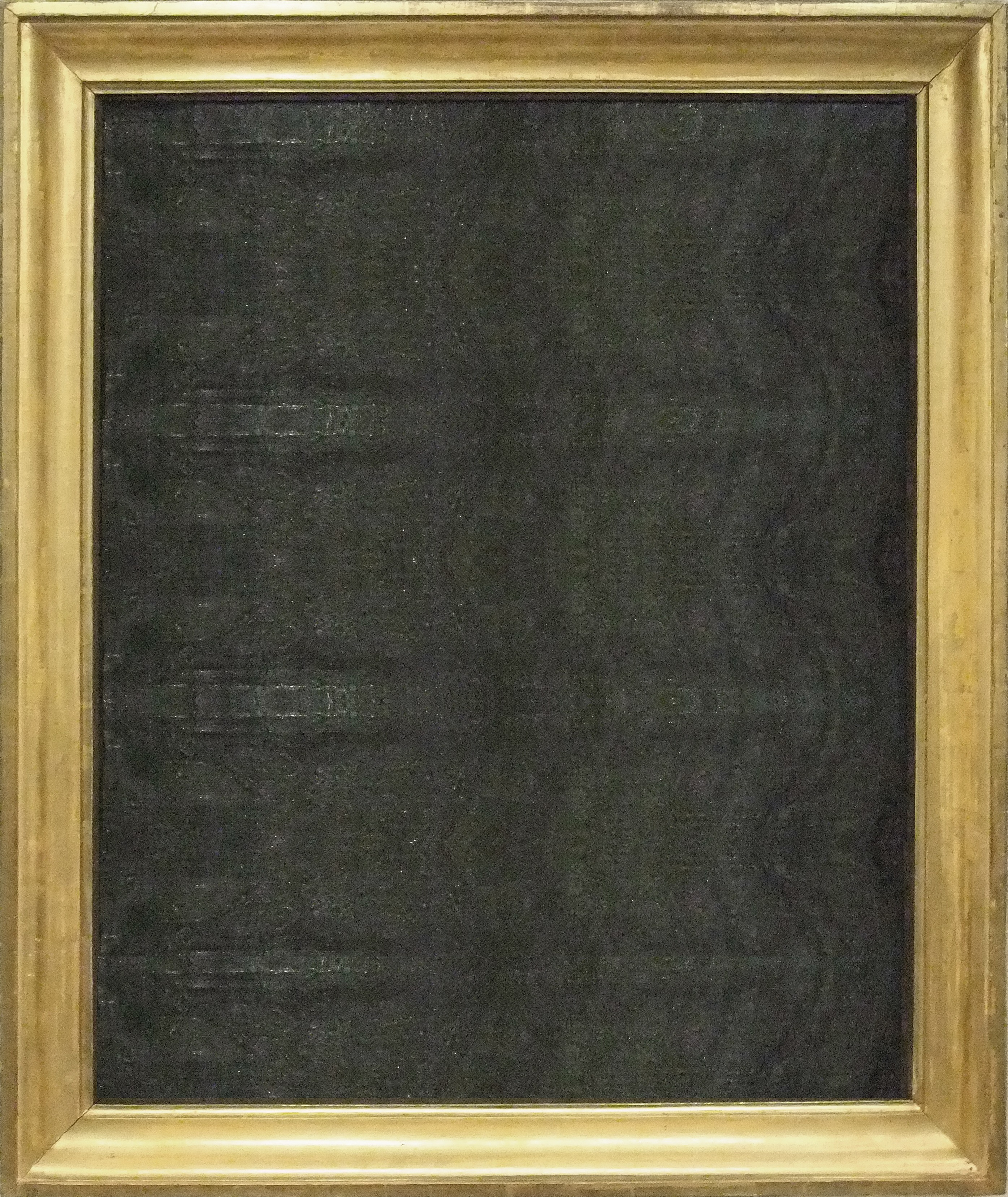
Johann Friedrich Payer
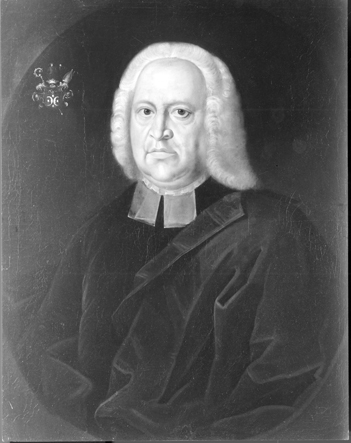
Christoph Matthäus Pfaff
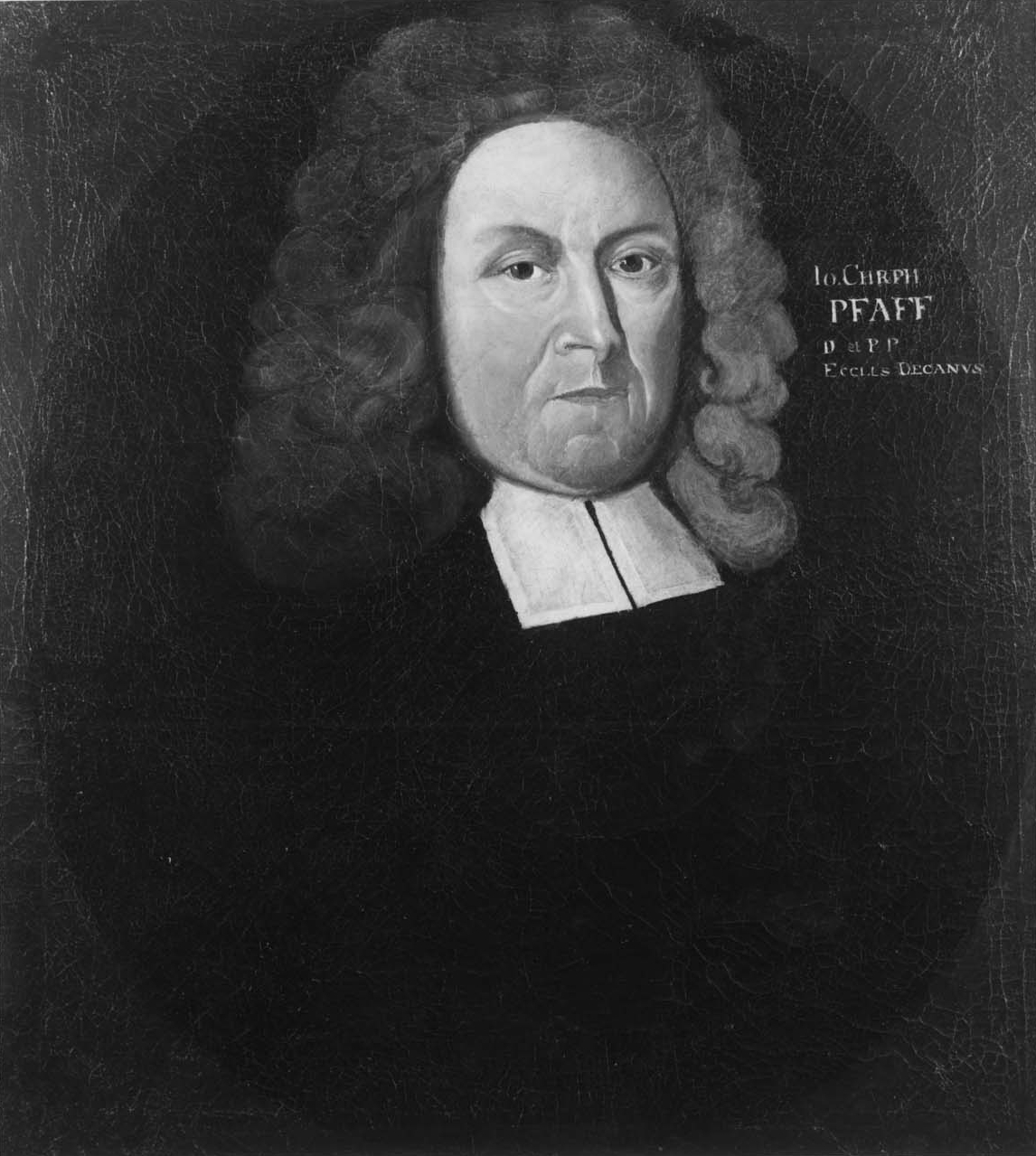
Johann Christoph Pfaff
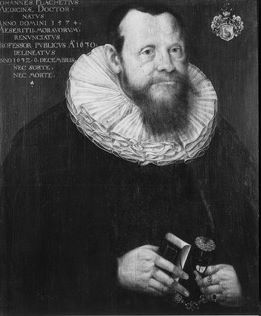
Johannes Plachetius
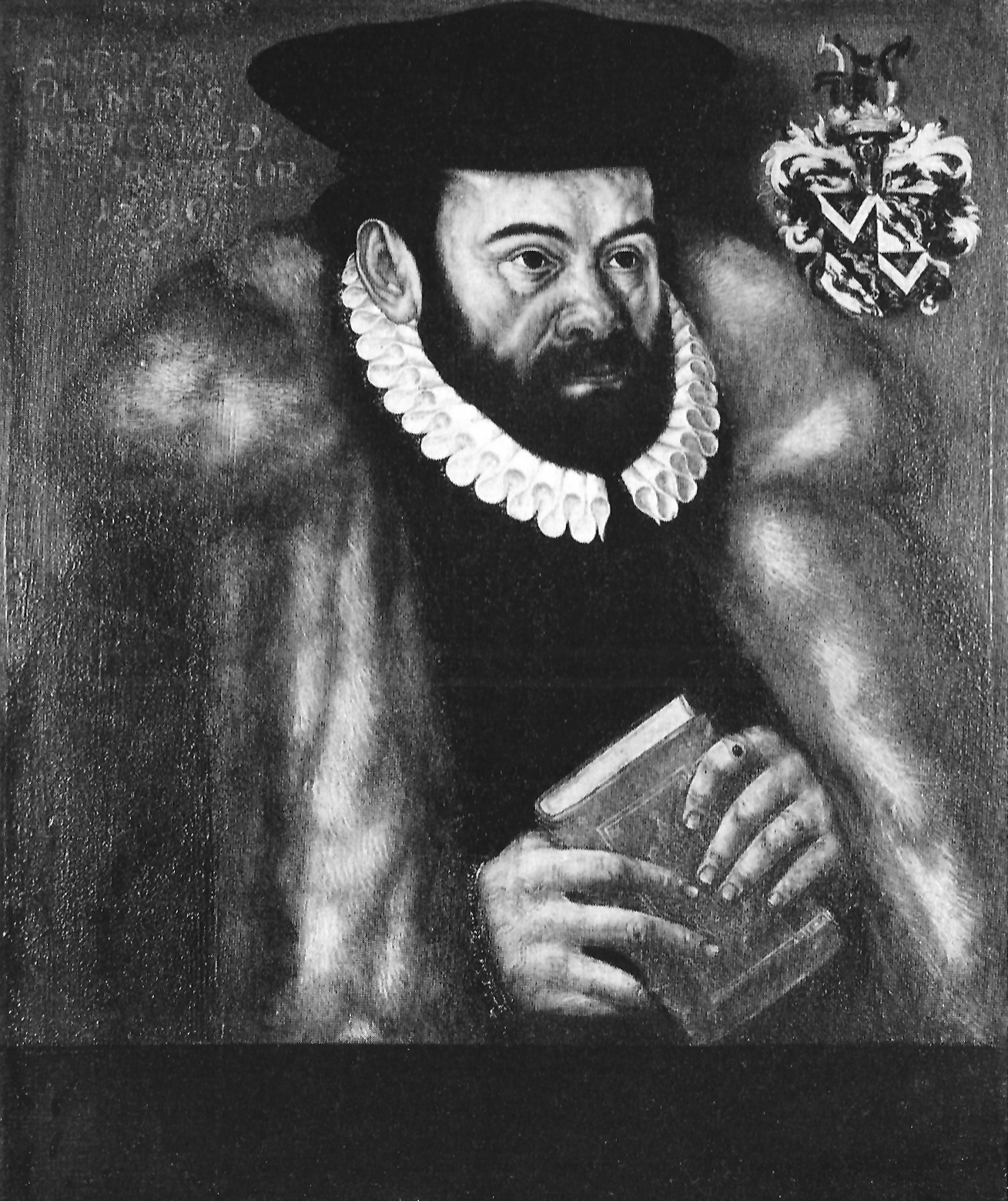
Andreas Planer
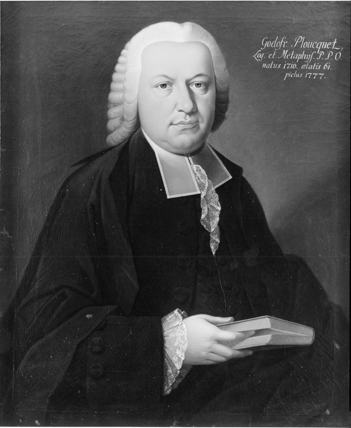
Gottfried Ploucquet
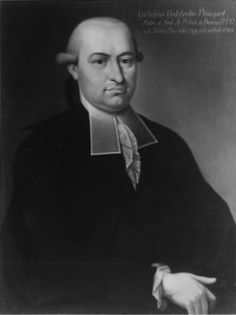
Wilhelm Gottfried Ploucquet
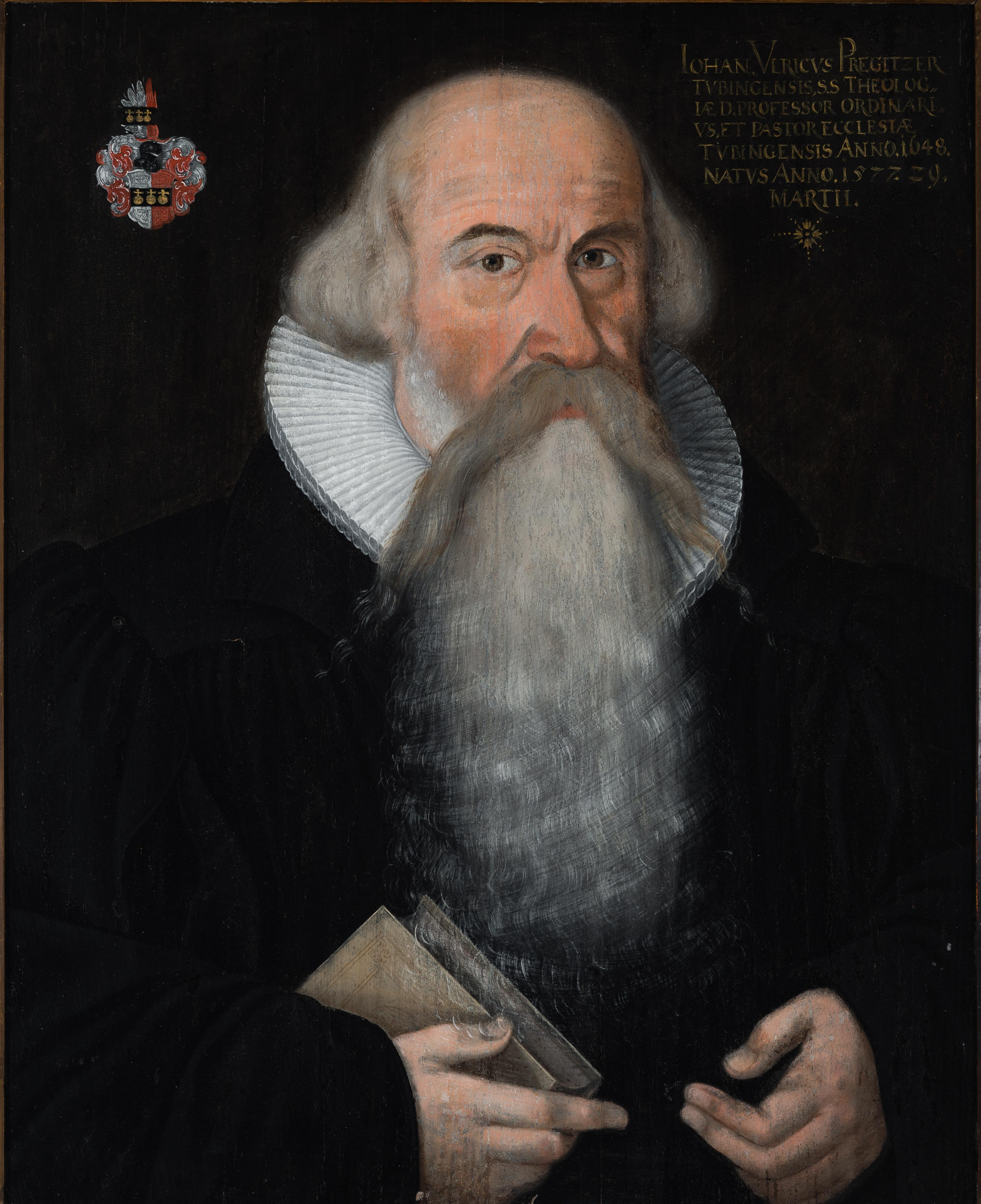
Johann Ulrich Pregitzer
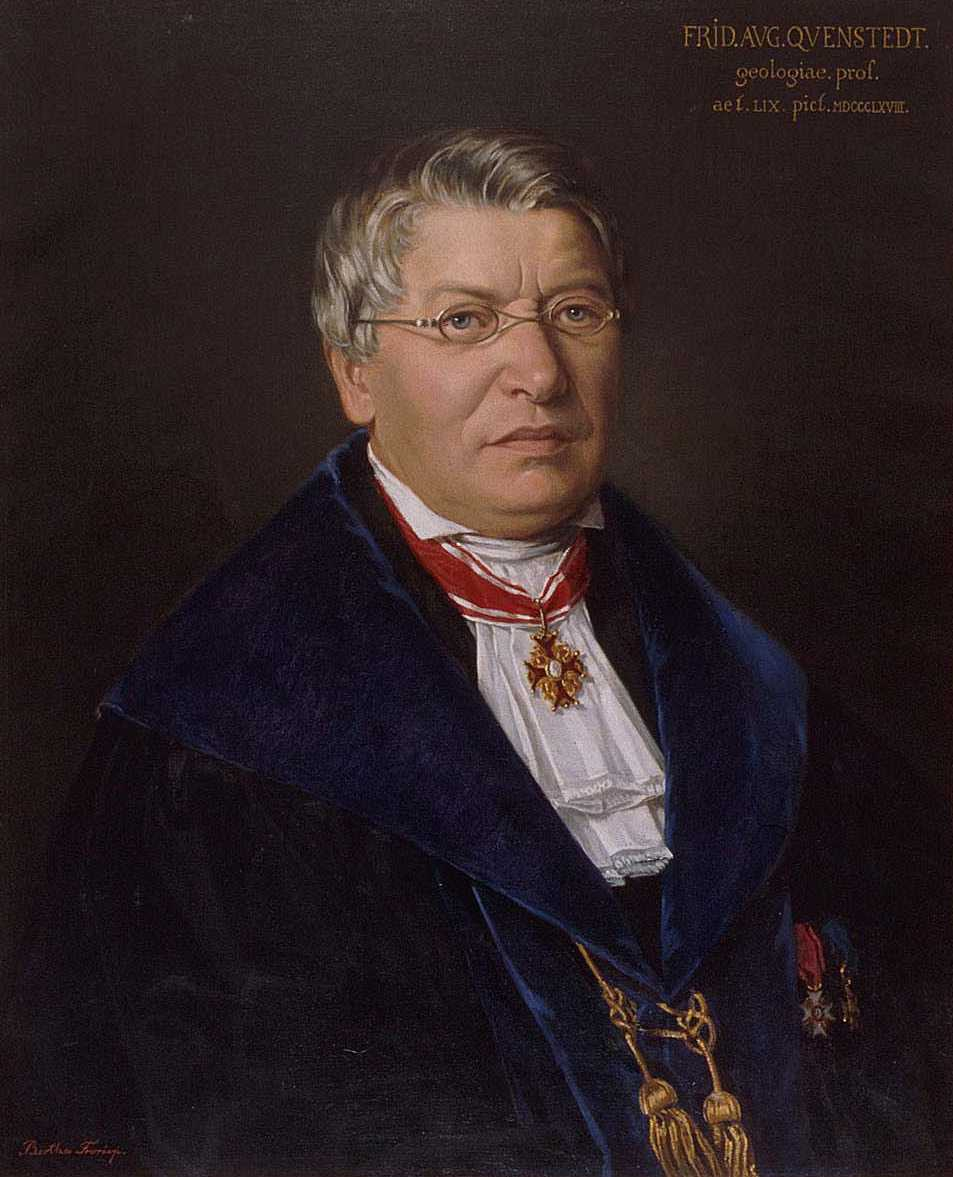
Friedrich August Quenstedt
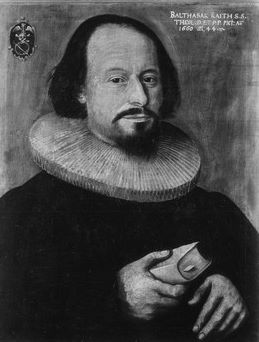
Balthasar Raith
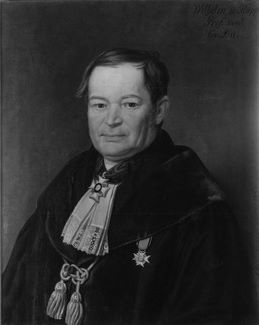
Wilhelm von Rapp
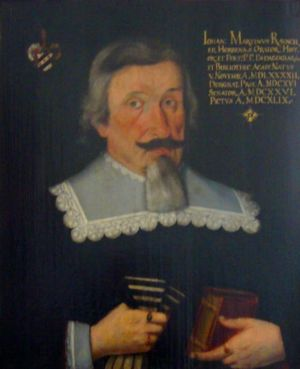
Johann Martin Rauscher
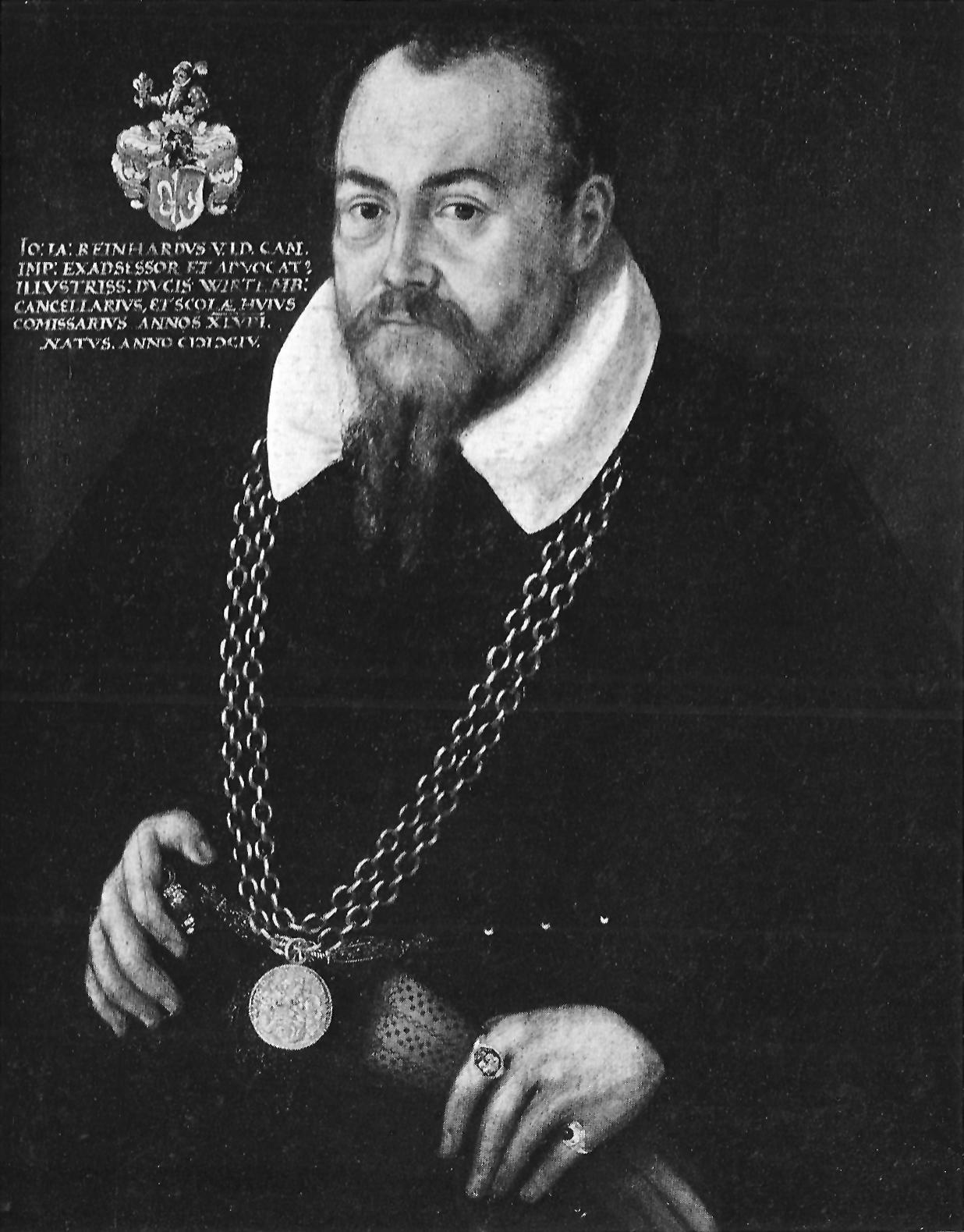
Johann Jacob Reinhardt
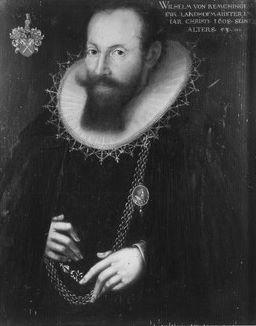
Wilhelm von Remchingen
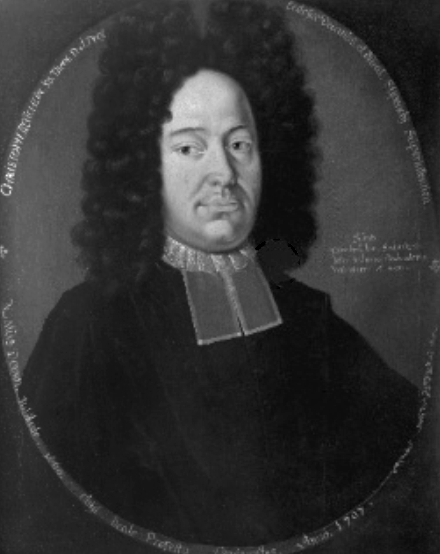
Christoph Reuchlin
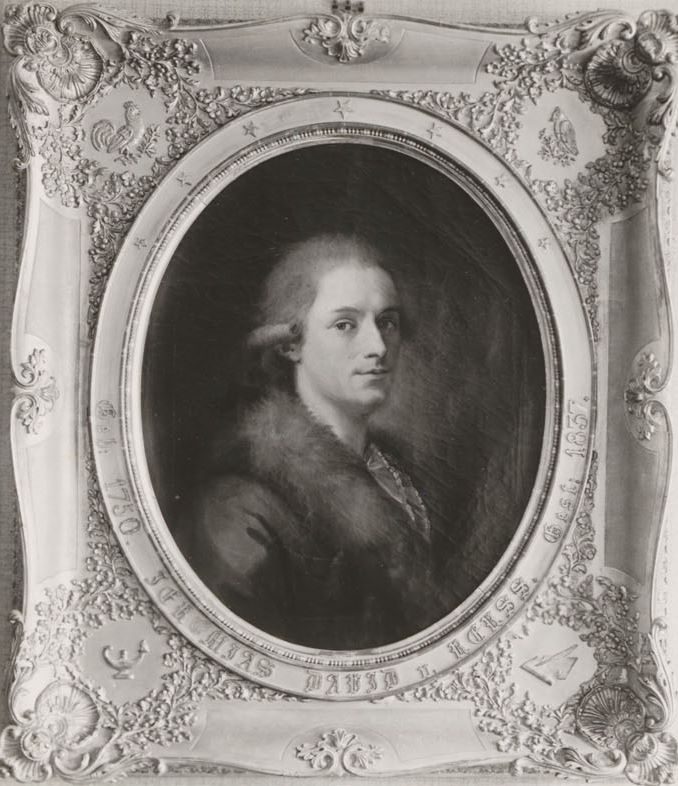
Jeremias David Reuss
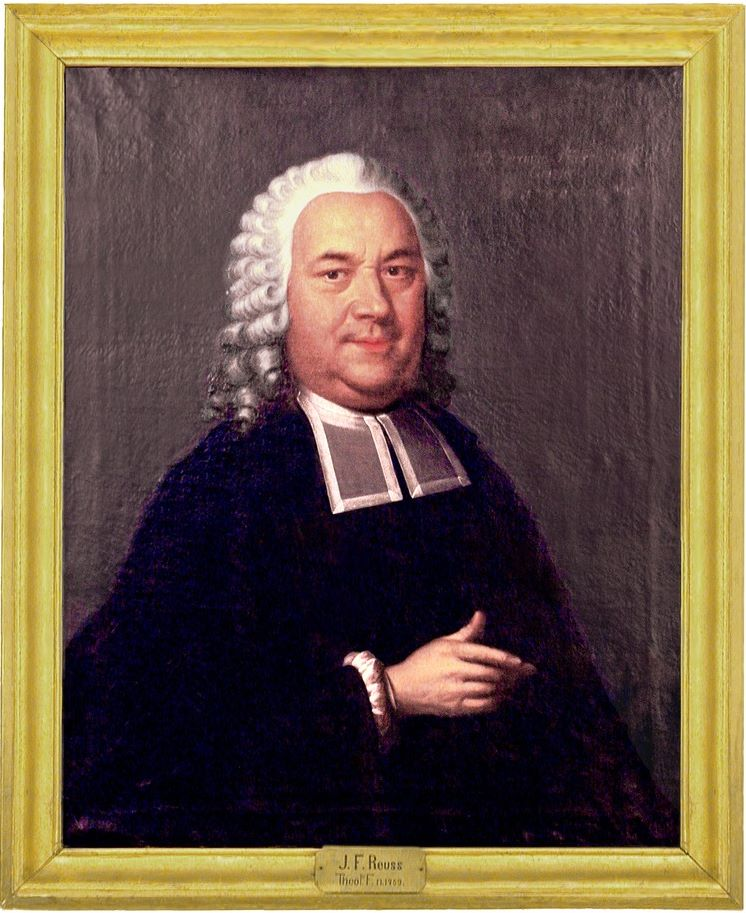
Jeremias Friedrich Reuß
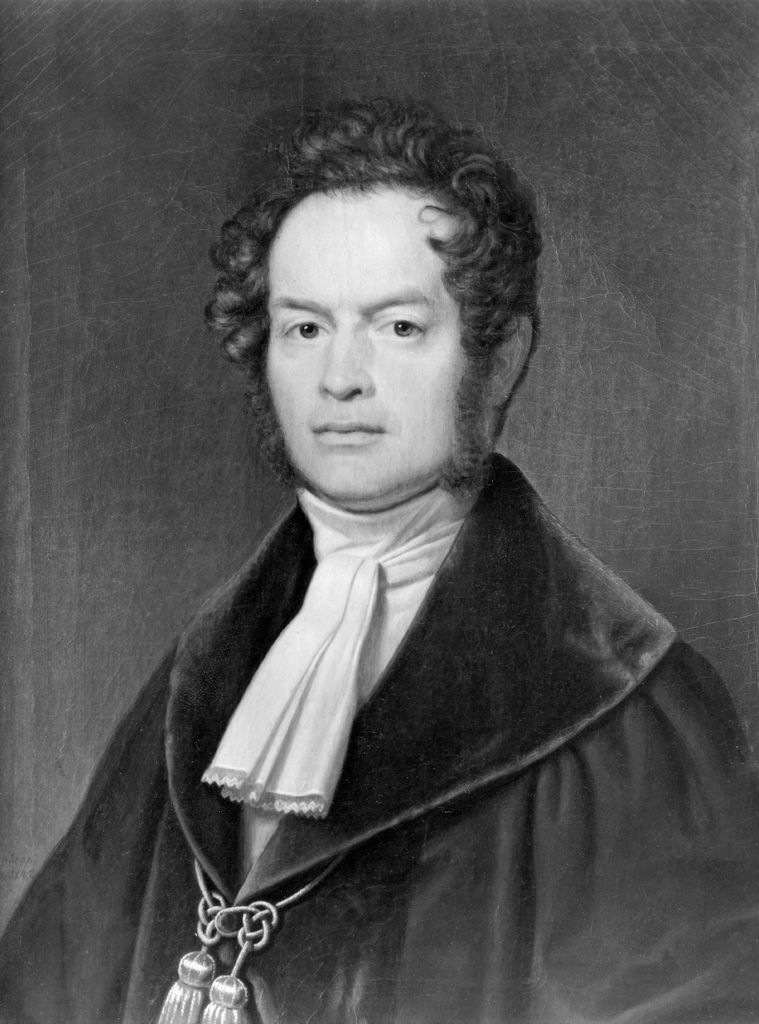
August Ludwig Reyscher
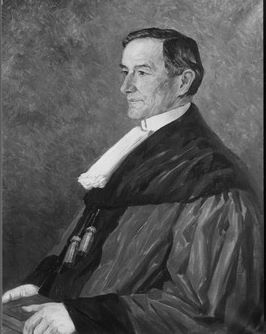
Ignaz Rohr
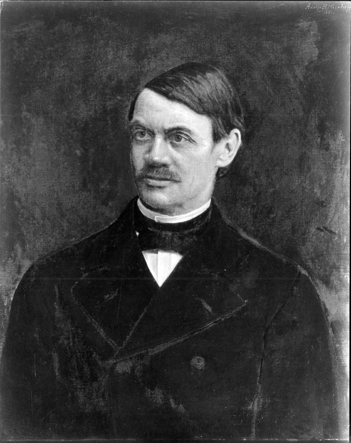
Robert Römer
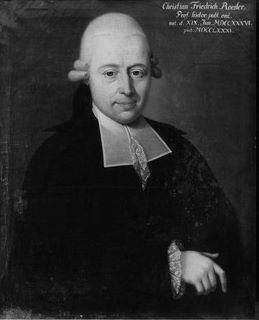
Christian Friedrich Rösler
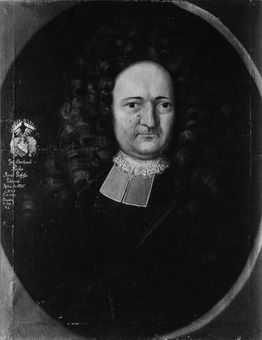
Johann Eberhard Rösler
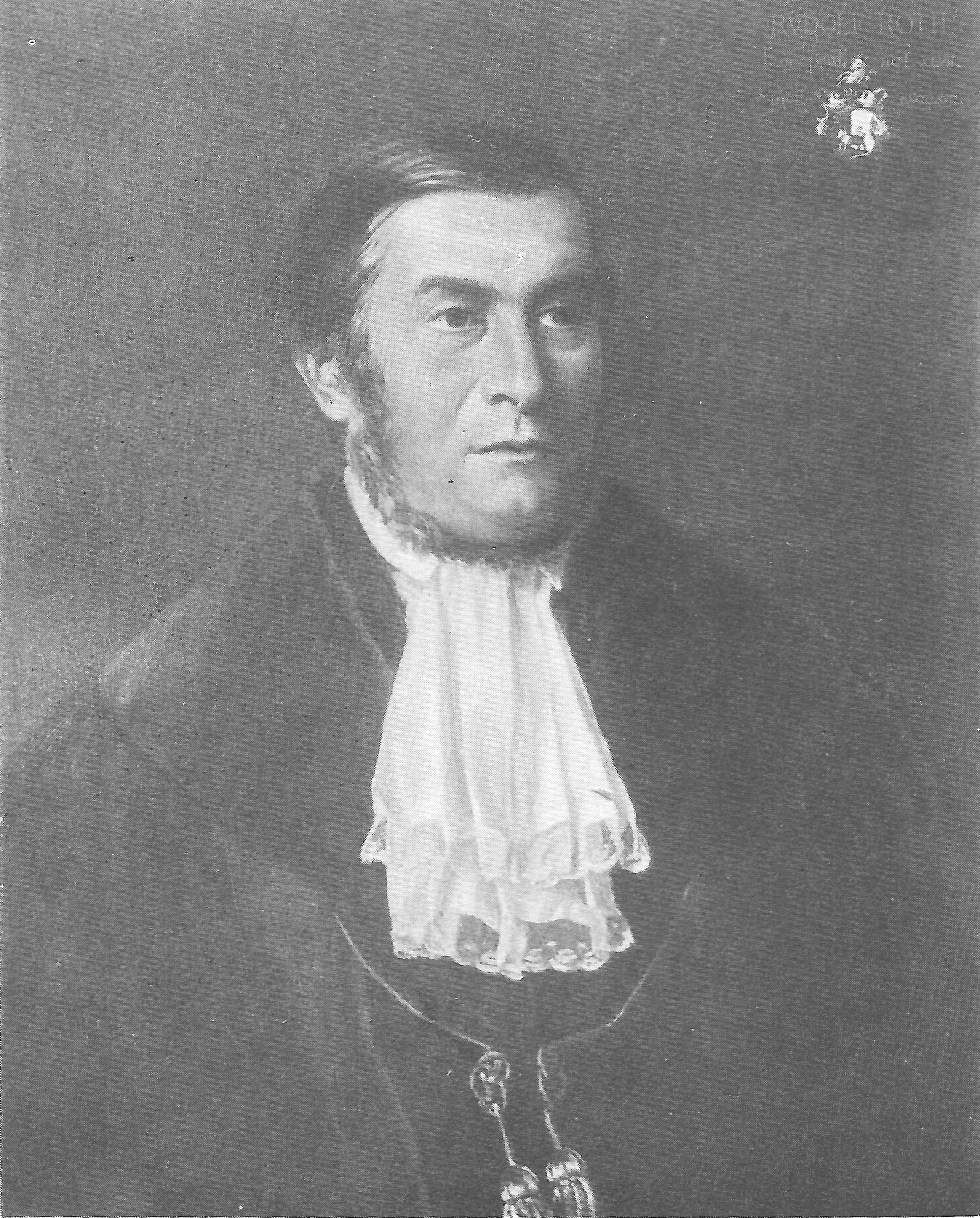
Rudolf Roth
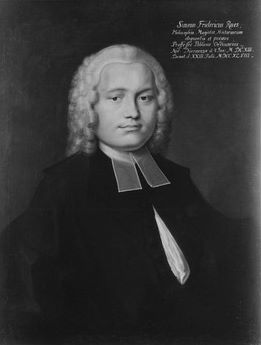
Simon Friedrich Rueß
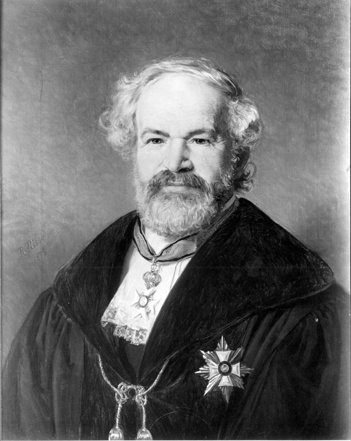
Gustav Rümelin
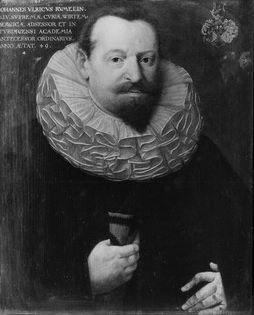
Johann Ulrich Rümelin
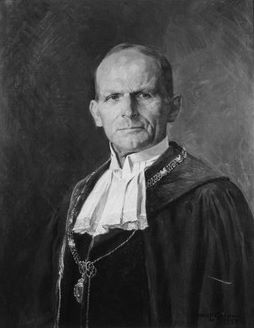
Carl Sartorius
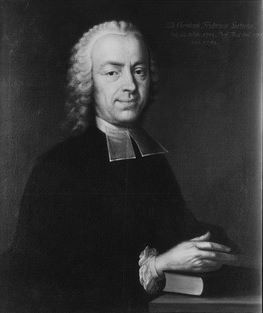
Christoph Friedrich Sartorius
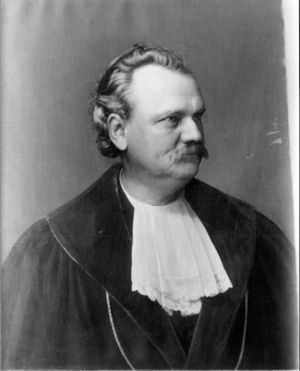
Johann von Säxinger
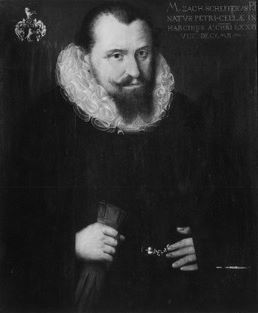
Zacharias Schäffer
Paul von Schanz
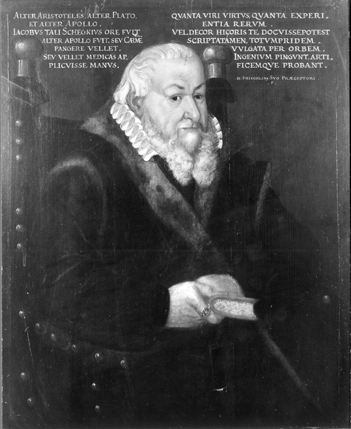
Jakob Schegk
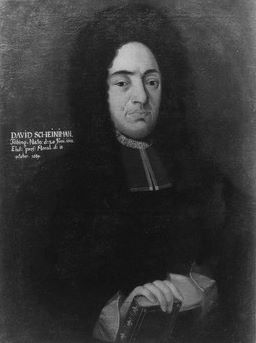
David Scheinemann
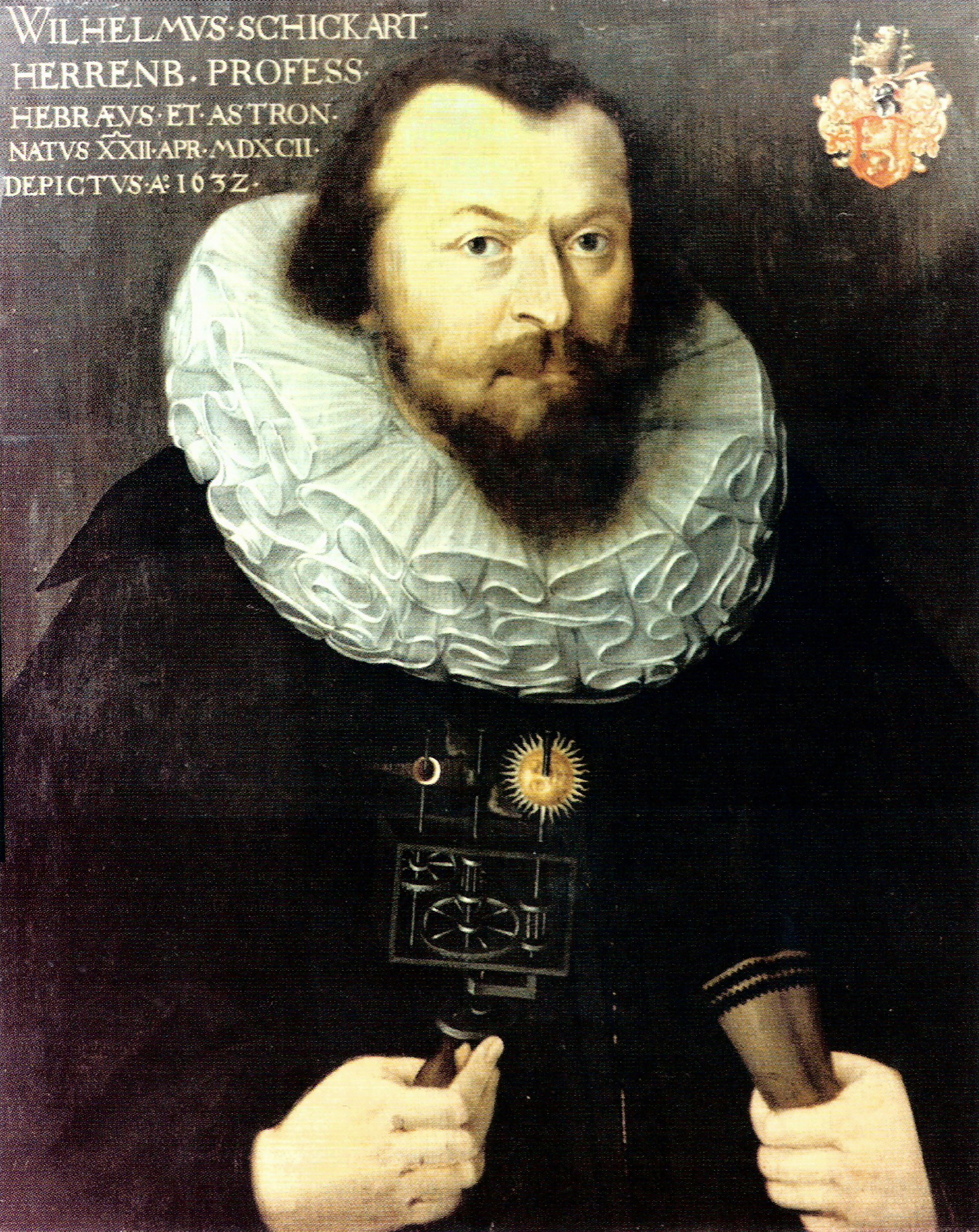
Wilhelm Schickard
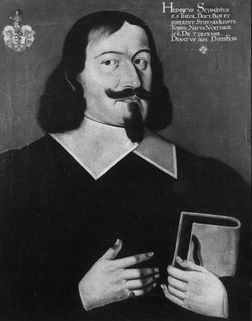
Heinrich Schmid
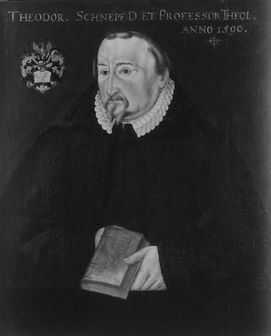
Dietrich Schnepff
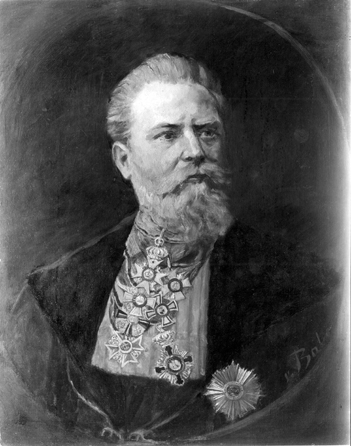
Gustav von Schönberg
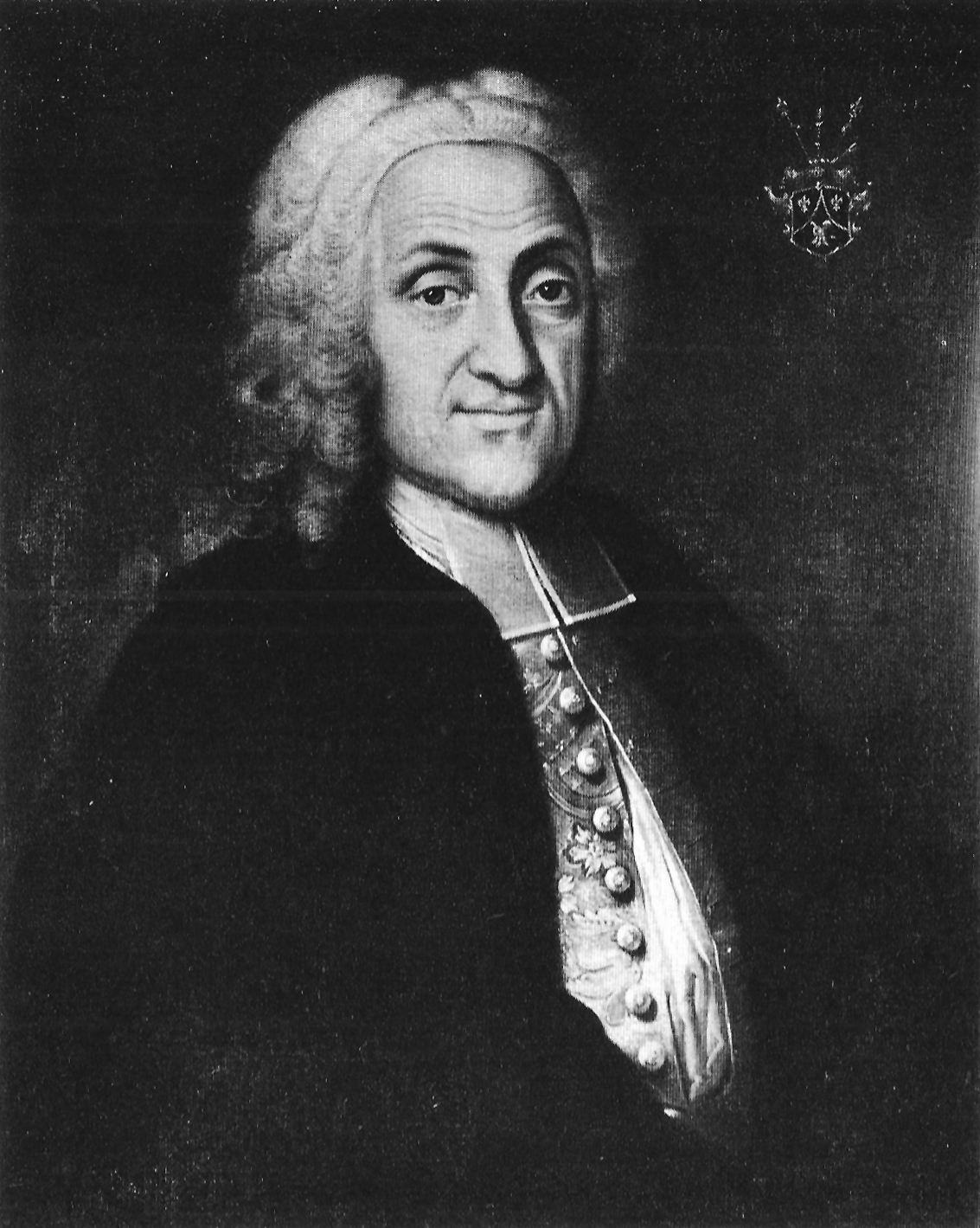
Wolfgang Adam Schoepf
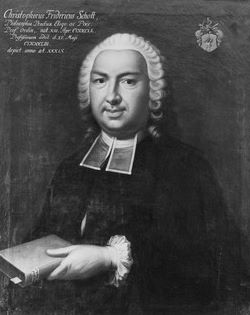
Christoph Friedrich Schott
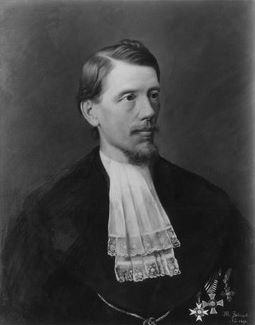
Oskar Schüppel
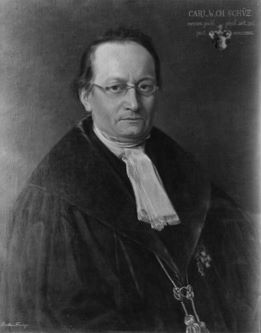
Carl Wolfgang Christoph Schüz
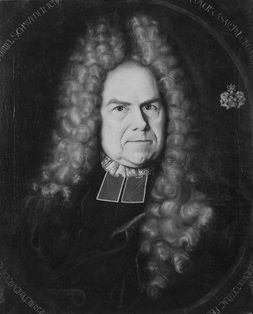
Gabriel Schweder
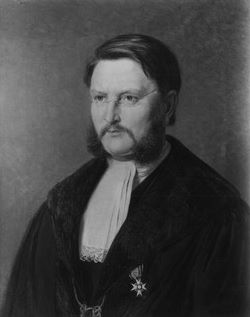
Hermann von Seeger
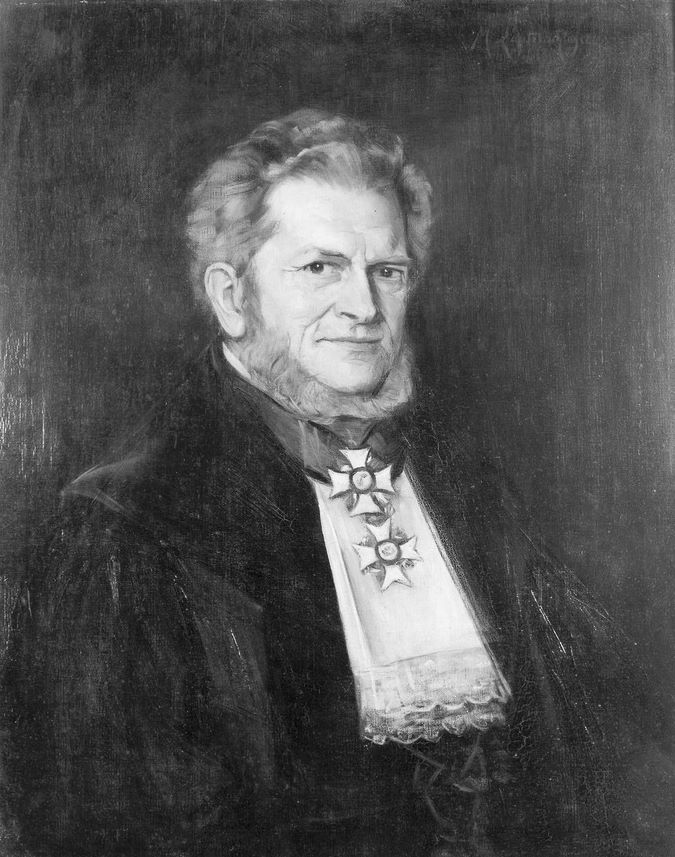
Christoph von Sigwart
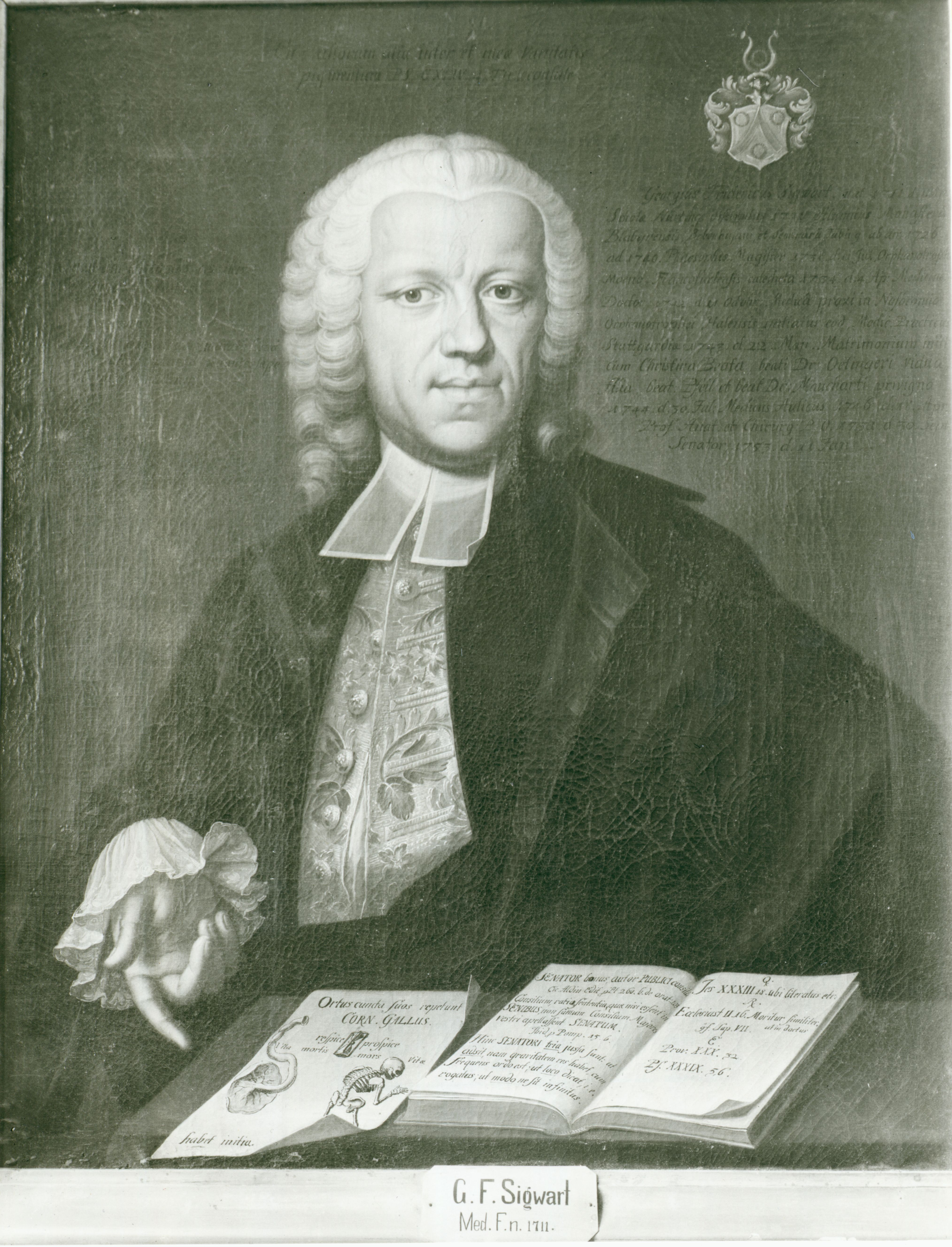
Georg Friedrich Sigwart
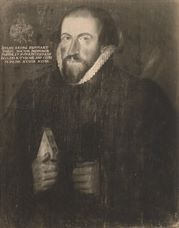
Johann Georg Sigwart
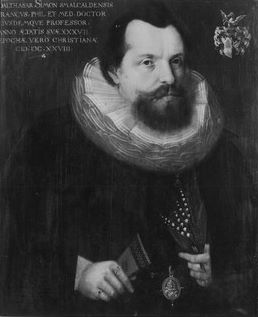
Balthasar Simon
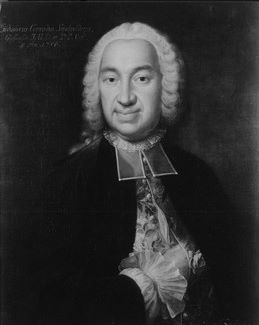
Ludwig Conrad Smalcalder
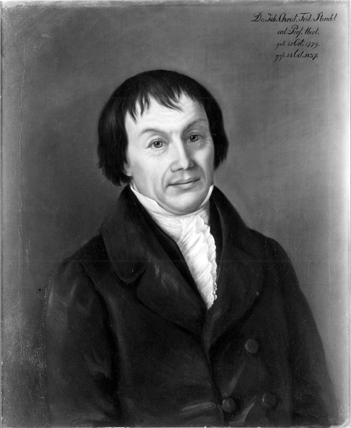
Johann Christian Friedrich Steudel
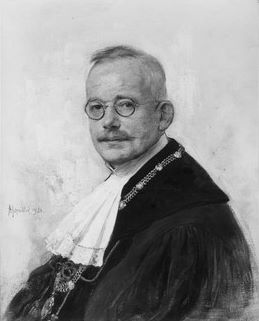
Wolfgang Stock
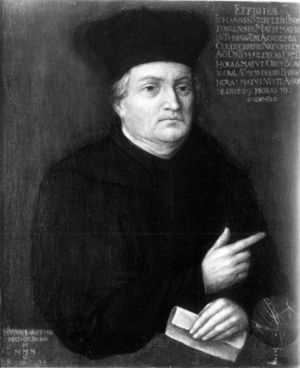
Johannes Stöffler
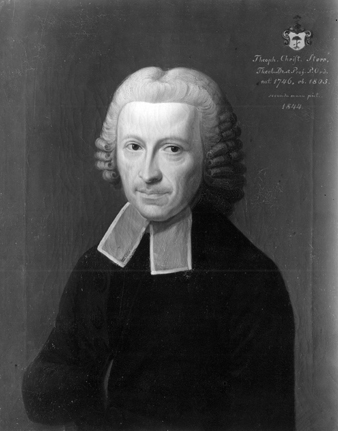
Theophil Christian Storr
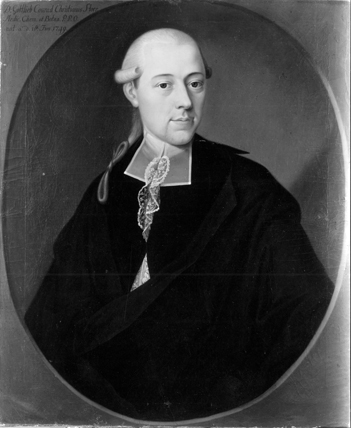
Gottlieb Conrad Christian Storr
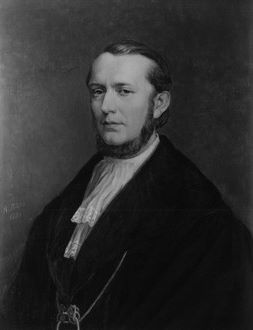
Adolph Friedrich Ludwig Strecker
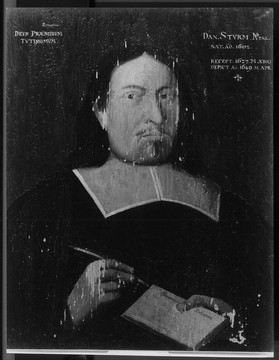
Daniel Sturm
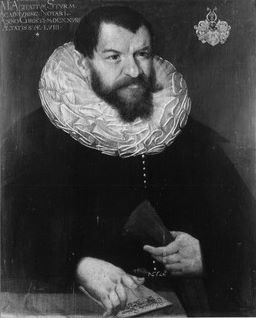
Achatius Sturmius
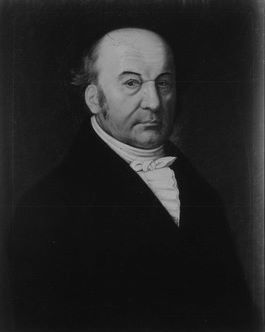
Gottlieb Lukas Friedrich Tafel
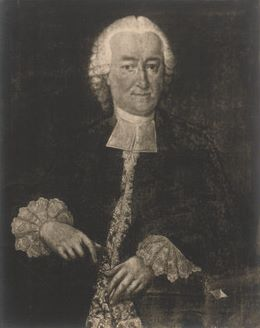
Friedrich Wilhelm Tafinger
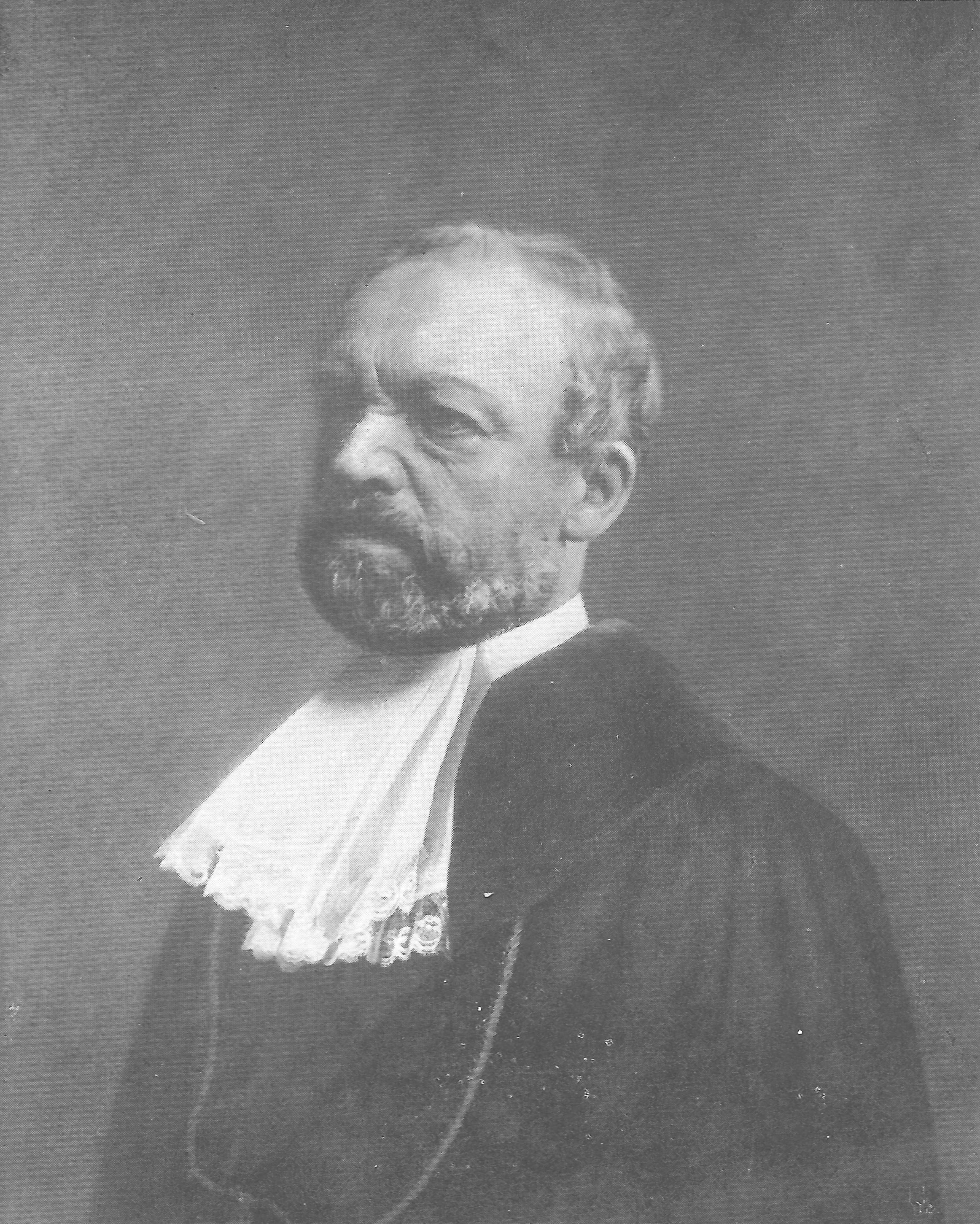
Wilhelm Sigmund von Teuffel
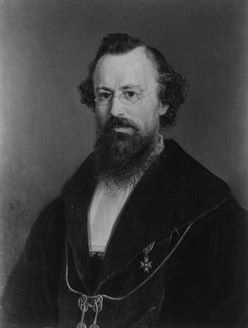
Friedrich von Thudichum
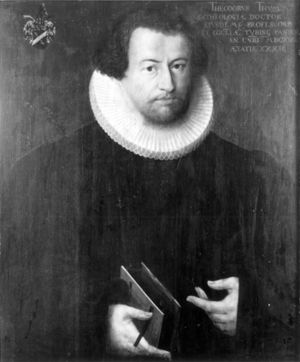
Theodor Thumm
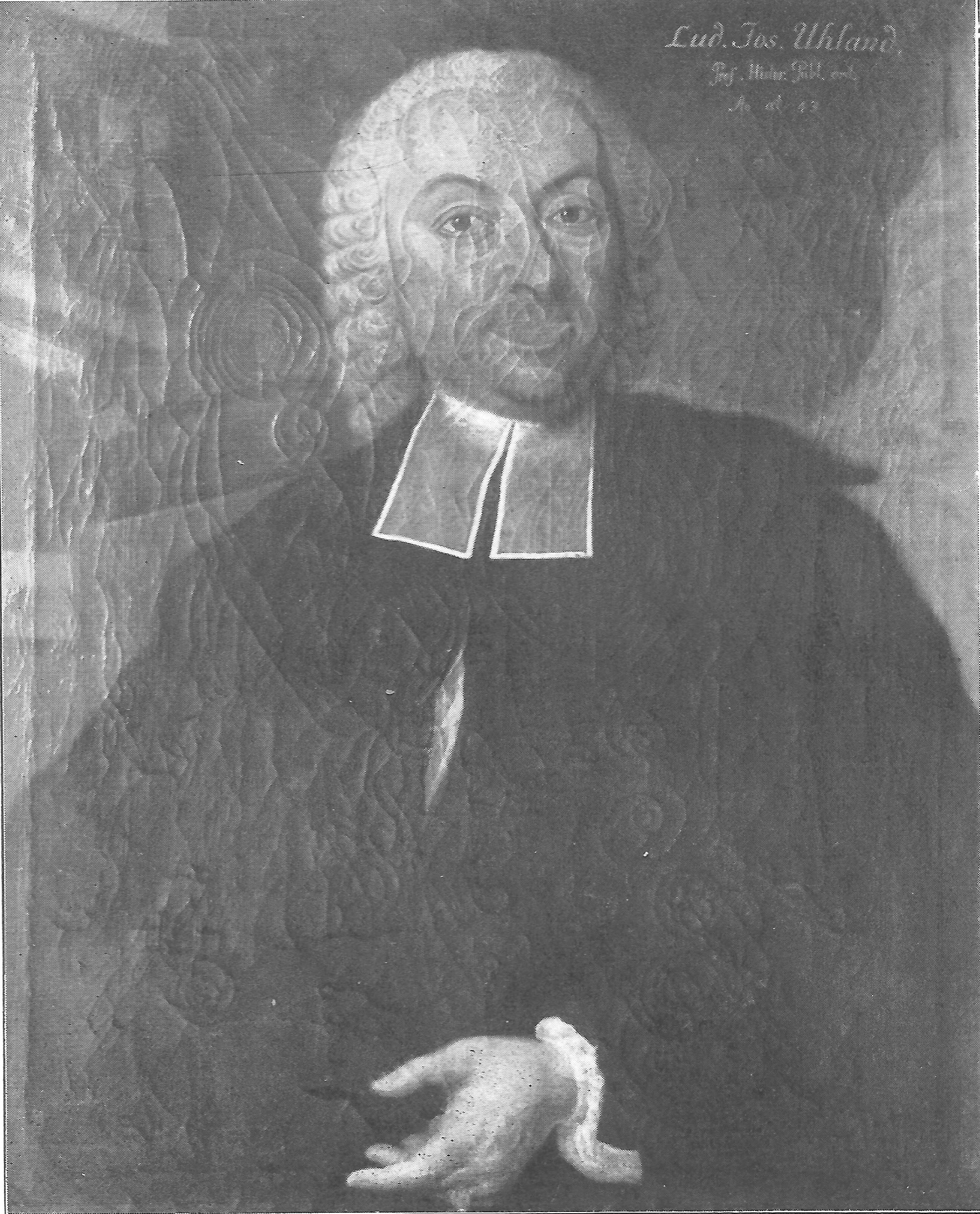
Ludwig Josef Uhland
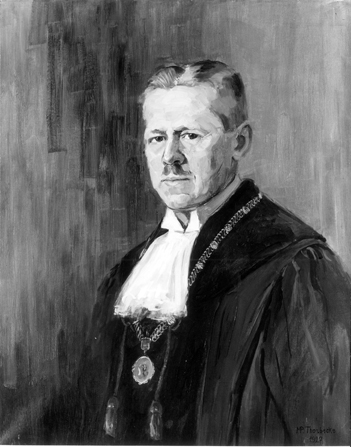
Carl Uhlig
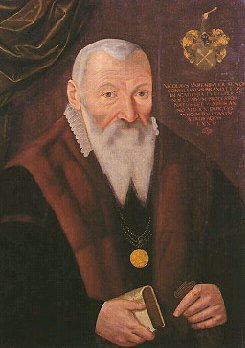
Nikolaus Varnbüler
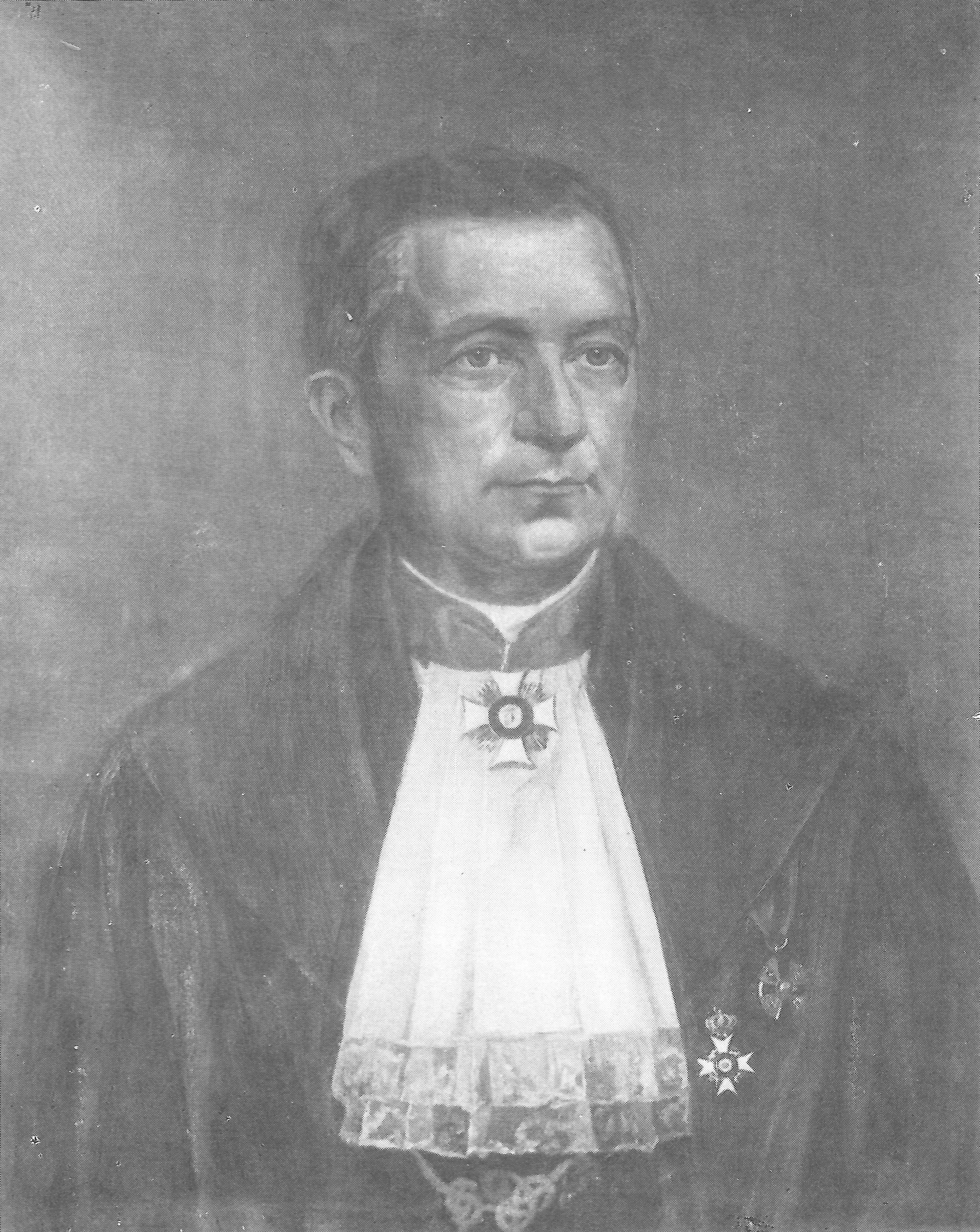
Karl von Vierordt
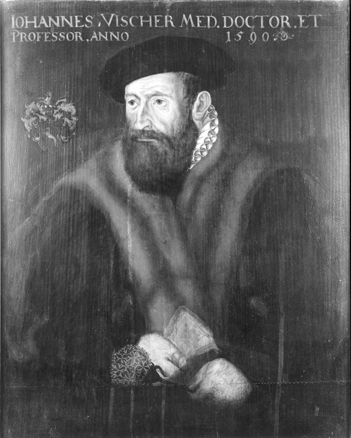
Johannes Vischer
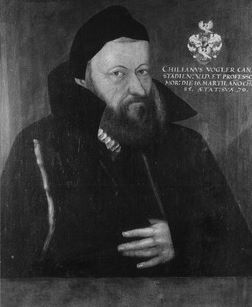
Kilian Vogler
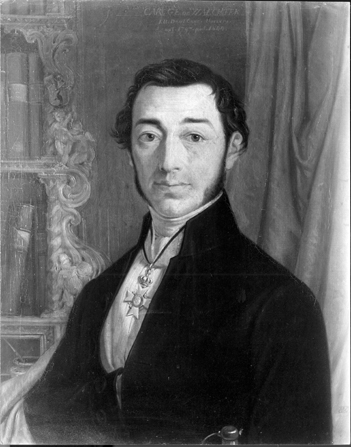
Karl Georg von Wächter
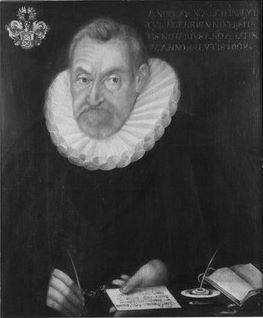
Andreas Walch
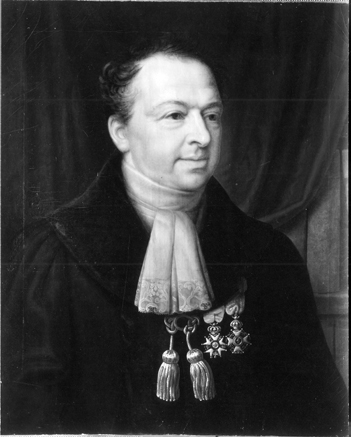
Leopold August Warnkönig
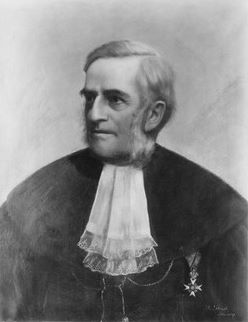
Heinrich von Weber
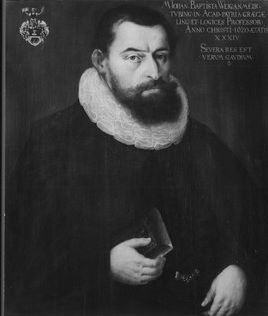
Johann Baptist Weiganmeir
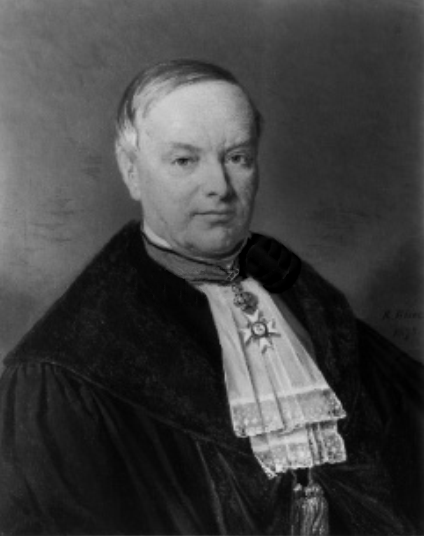
Carl Heinrich Weizsäcker
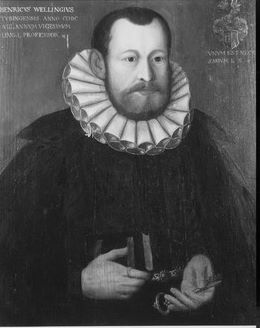
Heinrich Welling
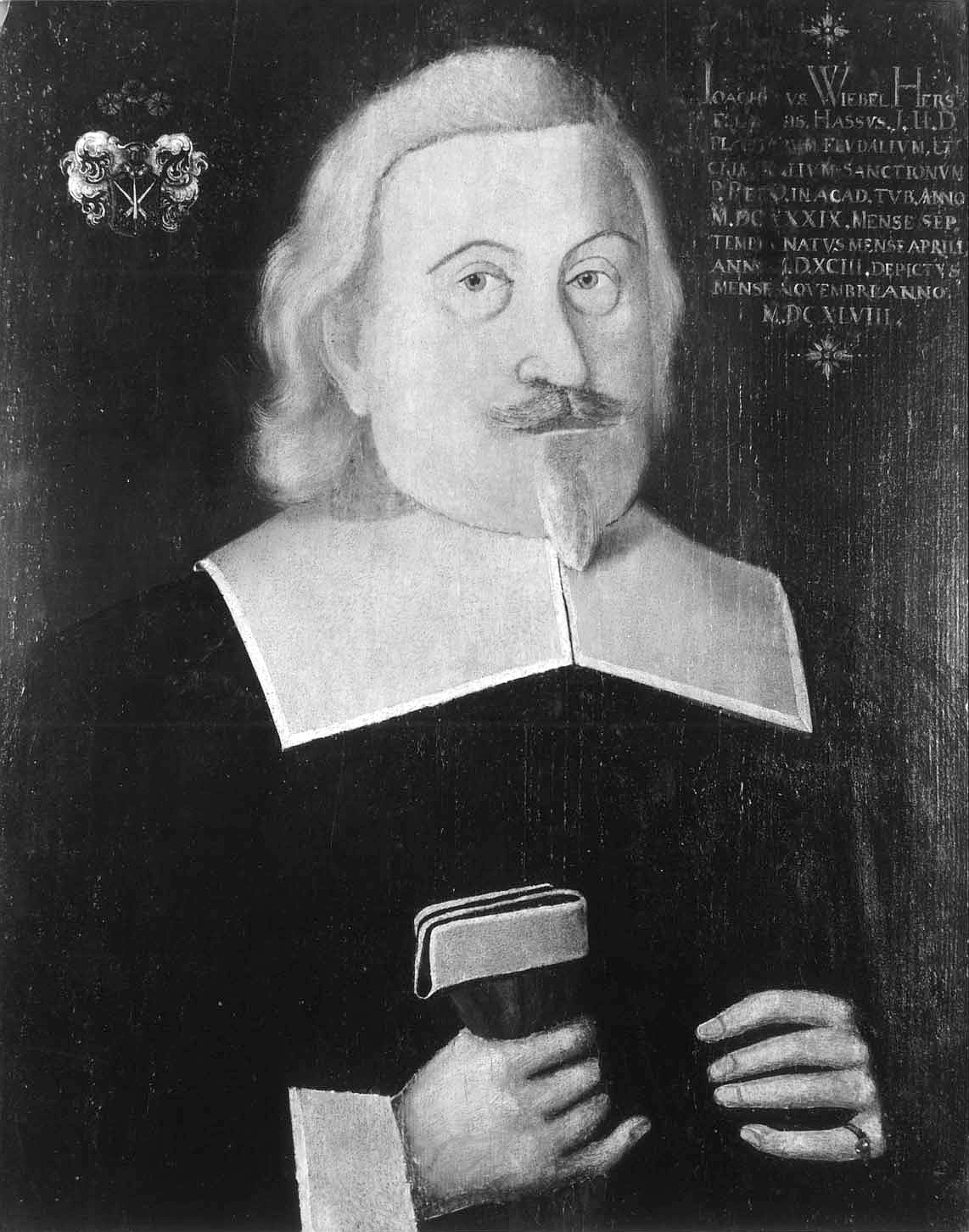
Joachim Wiebel
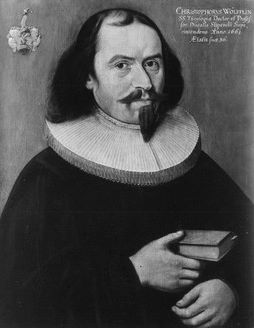
Christoph Wölfflin
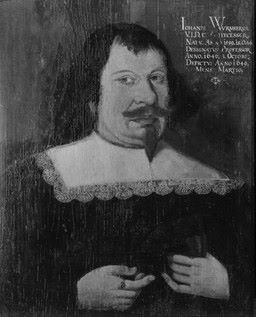
Johann Wurmser
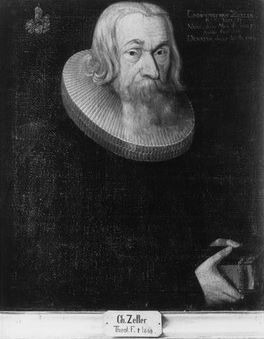
Christoph Zeller
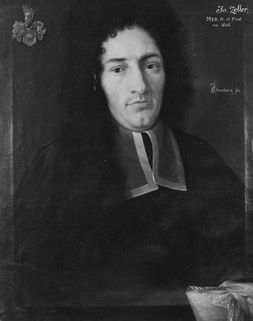
Johann Gottfried Zeller
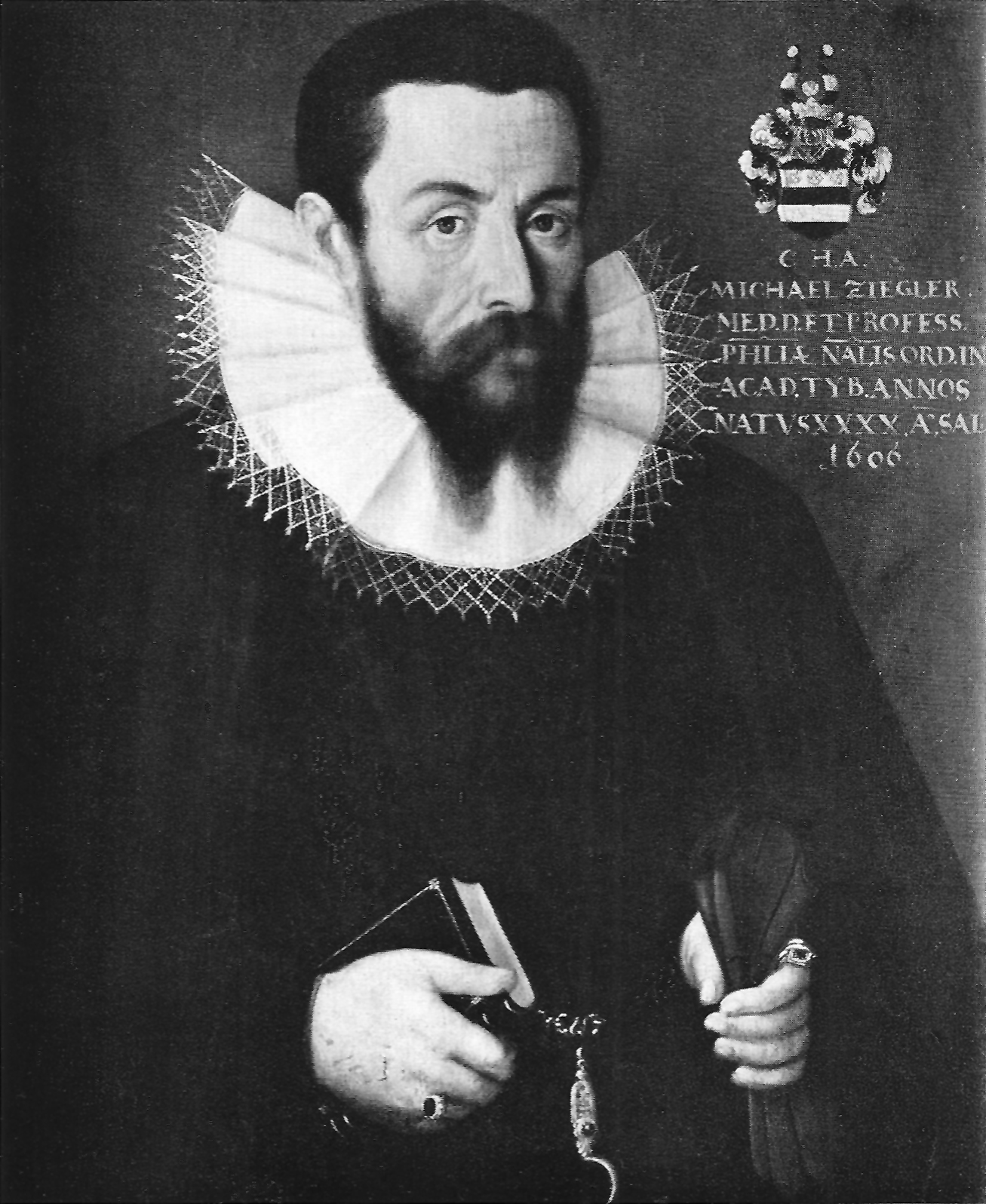
Michael Ziegler
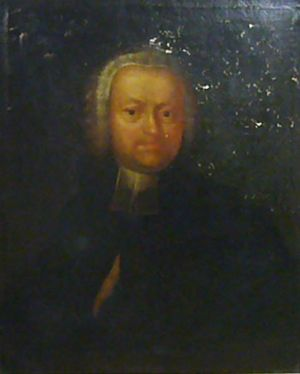
Unbekannter Professor aus Tübingen (um 1750)

Unter den Frauenporträts befinden sich beispielsweise jene der Prorektorin der Universität Tübingen und Vizepräsidentin der Westdeutschen Rektorenkonferenz Ilse Kunert, der Professorengattin Johanna Friederike Gaum und seit 1993 der Professorin Evamarie Sander.
Es gibt auch eine Gießener Professorengalerie, eine Greifswalder Professorengalerie, eine Jenaer Professorengalerie, eine Basler Professorengalerie sowie ähnliche Gemäldesammlungen an anderen Hochschulen.

## Porträtmaler

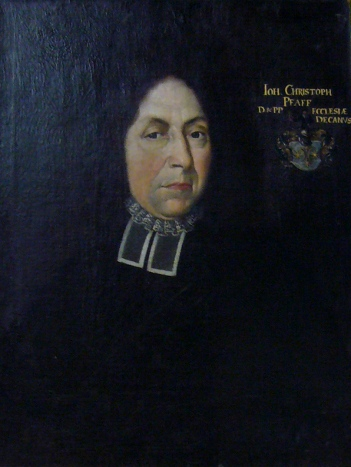
Johann Christoph Pfaff

Die folgenden Maler haben Bildnisse für die Tübinger Professorengalerie gemalt:
- Hans Ulrich Alt (um 1557–vor 1628) porträtierte um 1590 Georg Liebler, Samuel Heiland und Jakob Heerbrand.
- Hans Brasch porträtierte 1928 Wilhelm Trendelenburg (1877–1946)
- Siegfried Czerny (1889–1979) porträtierte 1948 Karl Heinrich von Weizsäcker, 1949 Hermann Schneider, 1950 Theodor Steinbüchel[13][14] und 1951 Helmut Thielicke
- Jakob Friedrich Dörr porträtierte um 1777 August Friedrich Bök
- Johann Dramburg porträtierte 1684–1690 Johann Heinrich Breuning, Rudolf Jacob Camerarius, Georg Heinrich Häberlinus, Johann Wolfgang Jäger, David Scheinemann und Johann Gottfried Zeller.[15]
- Marie Eberhard (1897–1975) porträtierte 1955 Walter Erbe (1909–1967).
- B. Erdinger porträtierte 1856 Adolph Michaelis.[15]
- Gustav Essig (1880–1962) porträtierte 1935 Karl Fezer (1891–1960) sowie Hans Daiber im Straßenmantel und Hermann Hoffmann in seiner Nazi-Uniform.[16]
- Bertha Froriep porträtierte 1868/69 Franz von Breit, Theodor Geßler, Friedrich August Quenstedt, Rudolf Roth und Karl Wolfgang Christoph Schüz.[15]
- Joseph Anton von Gegenbaur
- Johann Philipp Greter porträtierte 1604 Sebastian Bloss, Johann Georg Hüngerlin und Johann Jacob Reinhard.
- Georg Peter Groß porträtierte 1846 Robert Mohl.[15]
- Robert Heck porträtierte 1888 Karl Josef Hefele und Karl Joseph Georg Sigismund von Wächter.[15]
- Philipp Friedrich von Hetsch porträtierte Jeremias David Reuss.[15]
- Klara Herzog porträtierte Ernst von Herzog.[15]
- Susanne Höfler porträtierte die Professorinnen Evamarie Sander[17][18] und Ilse Kunert
- Eugen Hofmeister porträtierte 1896–1904 Johann Tobias Beck, Xaver von Funk, Alfred Freiherr von Gutschmid, Gustav Hartmann, Robert Kübel, Gustav von Mandry, Johann von Säxinger, Paul von Schanz, Wilhelm Sigmund von Teuffel und Friedrich von Thudichum.[15]
- Adolf Hölterhoff porträtierte 1881 Robert Römer
- G. Paul Hopffer porträtierte vor 1678 Johann Nikolaus Myler von Ehrenbach.[15]
- Th. Jacob porträtierte 1900 Bernhard von Kugler.[15]
- J.C. Kapfer porträtierte 1708–1719 Johann Conrad Creiling, Michael Grass, Johann Wolfgang Jäger, Ernst Theophil Maier und Johann Christian Neu.[15]
- Gabriel Karg porträtierte 1601 David Magirus und 1604 Johannes Magirus
- Johann Christoph Kayßer porträtierte 1684 Johann Christian Neu auf zwei Ölgemälden
- Editha Klipstein porträtierte Wilhelm von Blume
- G. Knopp porträtierte 1956 Erwin Bünning (1906–1990).[19]
- Ludwig Koch-Hanau (1882–1963) porträtierte 1957 Georg Eißer (1898–1964).[20]
- Emil Kornbeck porträtierte 1858 bis etwa 1860 Ferdinand Christian Baur, Marum Samuel Mayer, Hugo Mohl und Heinrich Eduard Siegfried von Schrader.[15]
- Krüger erstellte vor 1844 einen Stich von Karl Friedrich Kielmeyer.[15]
- Jacob Kull porträtierte 1846 Gottlieb Lukas Friedrich Tafel.[15]
- Marie Lautenschlager porträtierte 1897 Christoph Eberhard Philipp von Sigwart.[15]
- Heinrich Leibnitz porträtierte den Mathematiker Johann Gottlieb Friedrich Bohnenberger sowie den Theologen Theophil Christian Storr, den Juristen Karl Georg Wächter und den Mediziner Ferdinand Gottlob Gmelin.[21]
- Hans Lietzmann (1872–1955) porträtierte 1927 Johannes Haller (1865–1947)[22] und 1928 Carl Johannes Fuchs (1865–1934) sowie Philipp Heck.[23]
- Heinrich Graf Luckner porträtierte 1965 Theodor Eschenburg.[24]
- Wolfgang Dietrich Majer porträtierte 1739 Johann Friedrich Mögling.
- Joseph Franz Malcote (1710–1791) porträtierte Israel Gottlieb Canz, Daniel Hoffmann, Otto Christian von Lohenschiold sowie einen heute unbekannten Professor.
- Luise von Martens porträtierte 1872 Karl Friedrich von Gärtner.[15]
- Conrad Melperger porträtierte 1619 Lucas Osiander den Jüngeren, 1628 Johannes Harpprecht, vor 1629 Burckhard Bardili, 1632 Wilhelm Schickard, 1632 Melchior Nicolai, 1632 Martin Neuffer und 1637 Carl Bardili
- Gottlob Wilhelm Morff.[15]
- Karl Friedrich Johann von Müller
- M. Müller-Schüppel porträtierte 1891–1896 Hubert von Luschka, Oskar Eduard von Schüppel und Heinrich von Weber.[15]
- Rudolf Nitschke[16]
- Bernhard Pankok porträtierte 1906 Konrad Lange.[24]
- Wilhelm Pilgram porträtierte Immanuel Hermann Fichte und Karl Heinrich Ludwig Hoffmann.[25][15]
- Anton Ramsler porträtierte Martin Crusius, Georg Burckhardt, Johannes Brenz den Jüngeren, Andreas Planer und Johannes Vischer
- Jacob Ramsler porträtierte 1613 Heinrich Bocer (1561–1630) und 1634 Andreas Bayer (1566–1635)
- Roland Risse porträtierte Gustav Rümelin, Victor von Bruns sowie 1878 Felix von Himpel.
- Johann Gabriel Schleich porträtierte 1728 Christoph Matthäus Pfaff.[14]
- Adolf Schmidlin (1868–1954) porträtierte 1924 August Hegler (1873–1937) und Wolfgang Stock sowie 1930 Enno Littmann.[26][27]
- Matthias Heinrich Schnürer porträtierte 1767 Friedrich Wilhelm Tafinger.[15]
- Karl Schmoll von Eisenwerth porträtierte 1933 Albert Ernst Theodor Dietrich (1873–1961).[28]
- Ruth von Scholley (1893–1969) porträtierte 1925 Ludwig von Köhler (1868–1953) und 1926 Adalbert Wahl (1871–1957).[29]
- Johann Gottfried Schreiber porträtierte 1714 Johann Conrad Klemm.[15]
- Margarete Steiner porträtierte 1927 Richard von Garbe.[15]
- Franz Seraph Stirnbrand porträtierte 1858 Wilhelm von Rapp.[15]
- Rolf E. Straub porträtierte 1959 Joseph Vogt (1895–1986)[14]
- Marie-Pauline Thorbecke porträtierte 1927 Karl Uhlig.[15]
- Rudolf Thost porträtierte 1903 Felix von Niemeyer.[15]
- Albert Vogt porträtierte 1926 Ignaz Rohr.[15]
- Johann Weidner porträtierte 1649 Daniel Sturm und 1649 Johann Wurmser.[14]

## Holzschnitte ausImagines professorum Tubingensium
Einige Porträts der Tübinger Professorengalerie wurden von dem Tübinger Professor und Verleger Erhard Cellius (1546–1606) in dem Buch Imagines professorum Tubingensium mit insgesamt 37 Holzschnitten im Jahr 1596 in Tübingen veröffentlicht.
Die Holzschnitte stammen von Jakob Lederlein, der in der Zeitspanne von 1575 bis 1600 tätig war. Sie zeigen die damals in Tübingen lehrenden Professoren. Diese werden jeweils in einem Rahmen dargestellt, zumeist hinter einer Brüstung und oft mit einem Buch in Händen sowie teilweise mit Attributen ihrer Disziplin.
Das Besondere an diesem Buch und seinen Holzschnitten ist, dass die Gelehrten einer Universität sich geschlossen darstellen ließen.

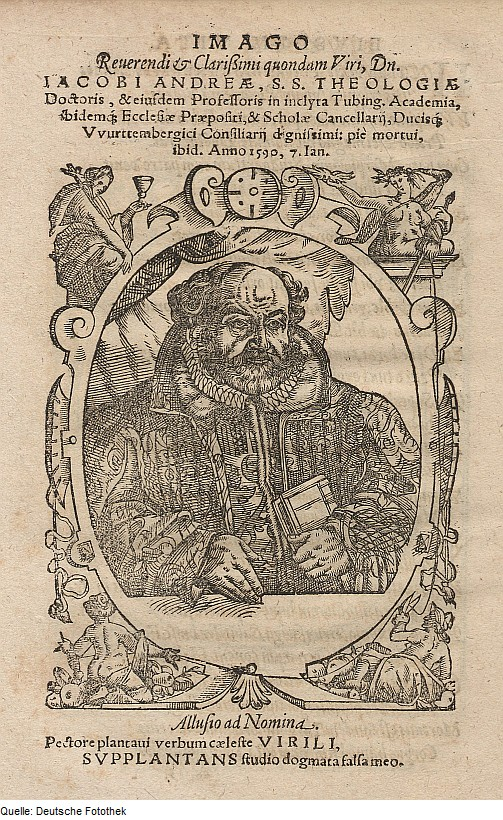
Jacob Andreaæ, Professor für Theologie
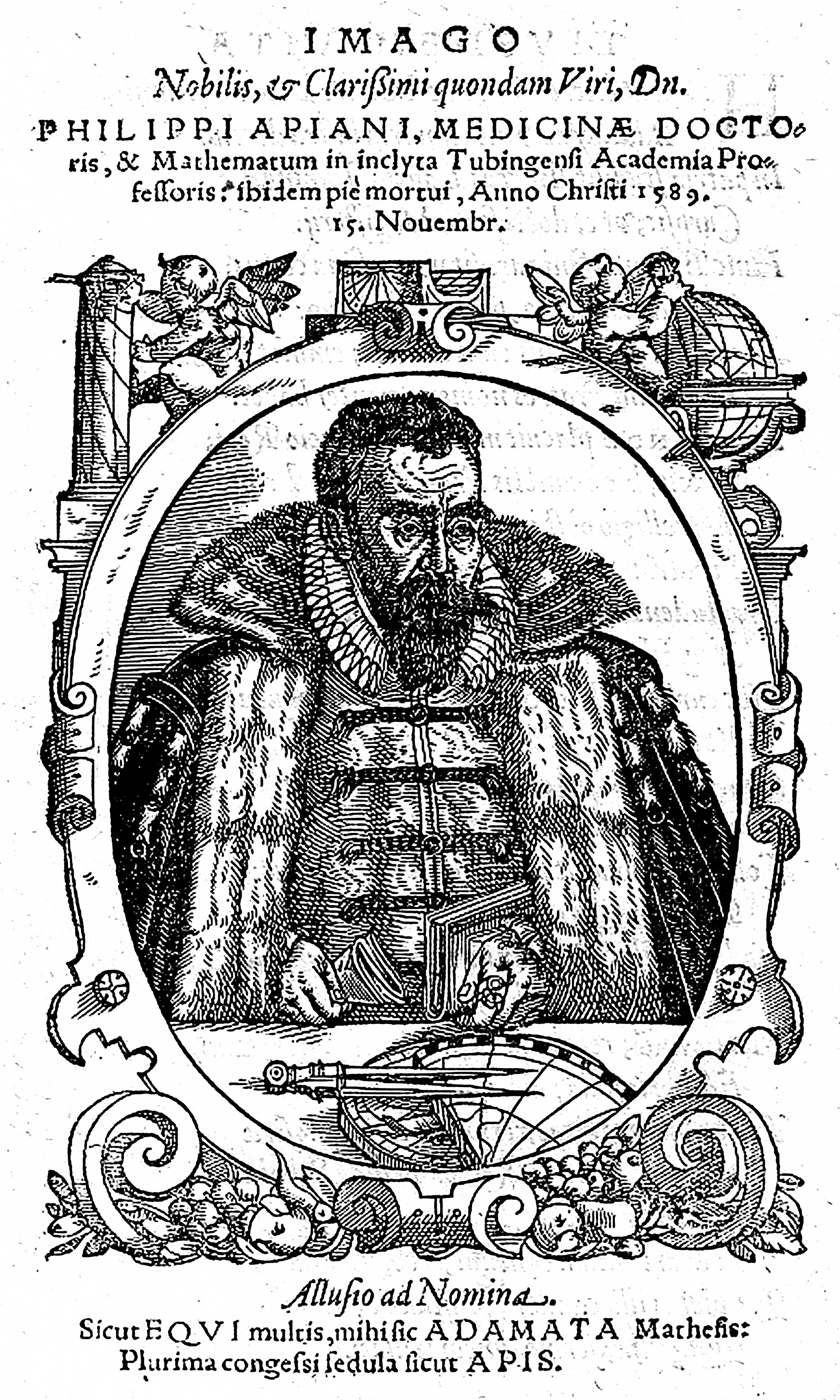
Philipp Apian, Professor für Mathematik
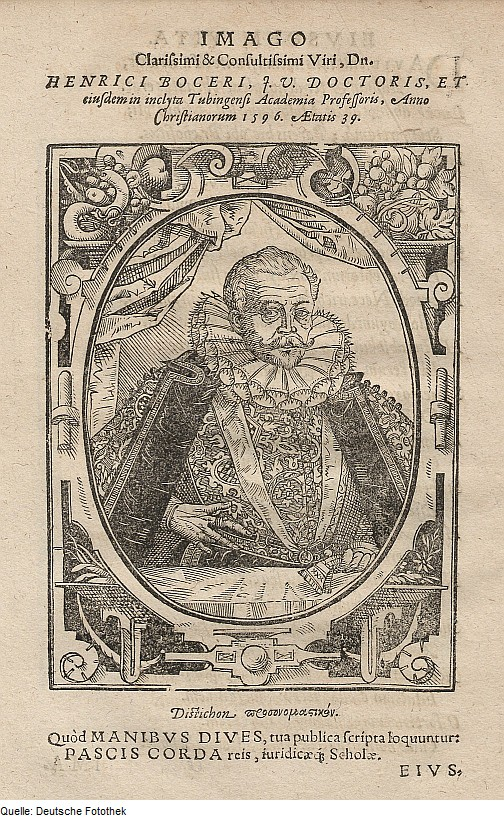
Heinrich Bocer, Professor der Rechtswissenschaft
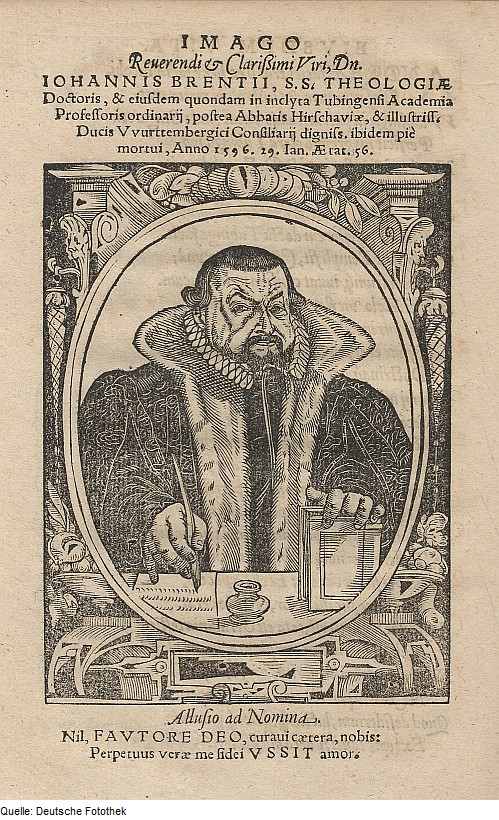
Johannes Brenz der Jüngere, Professor für Theologie
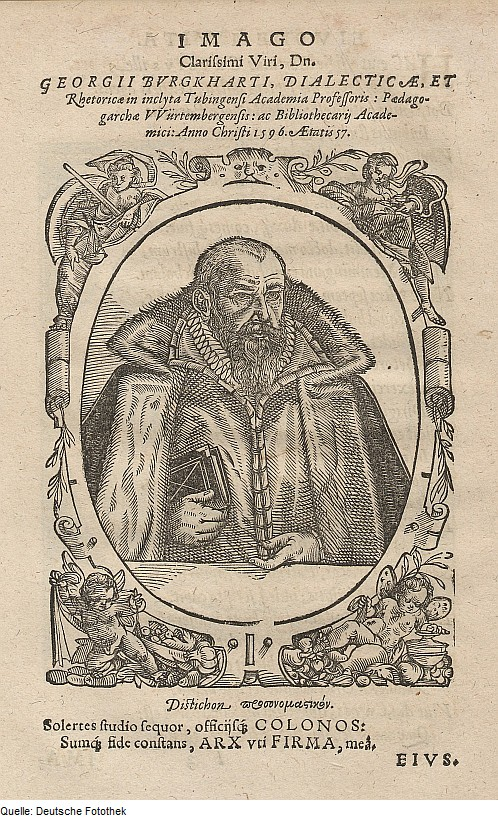
Georg Burgkhart, Professor für Dialektik und Rhetorik
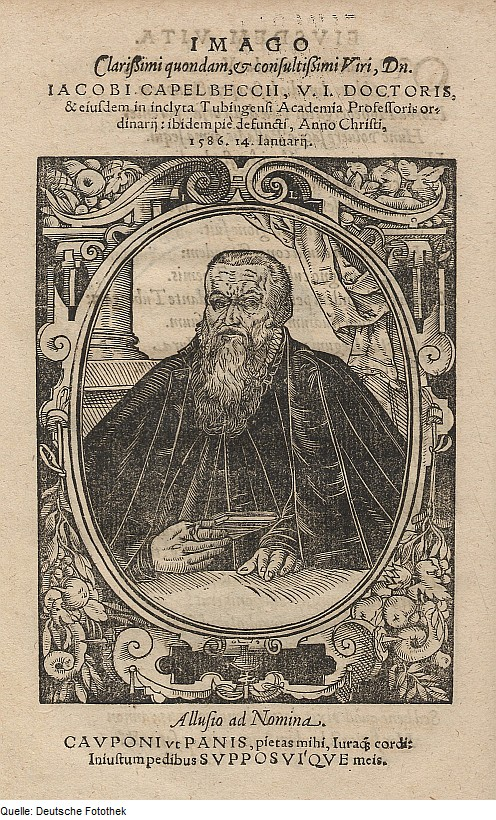
Jacob Cappelbeck, Professor der Rechtswissenschaft
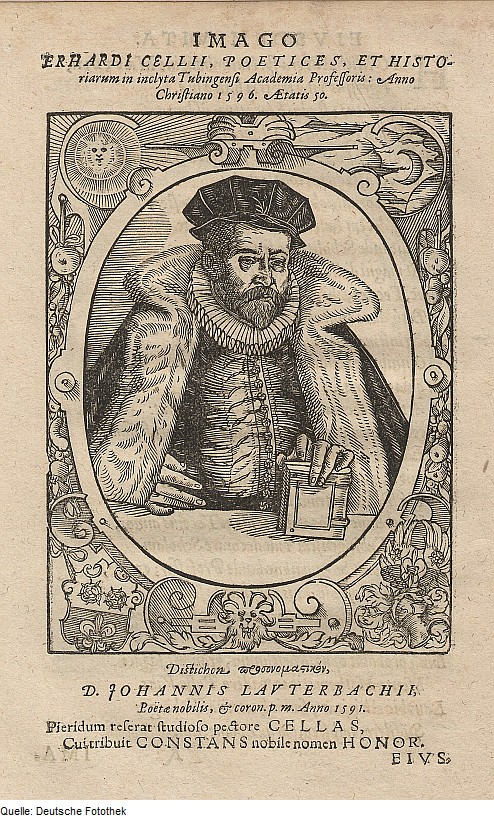
Erhard Cellius, Professor der Beredsamkeit, Dichtkunst und Geschichte
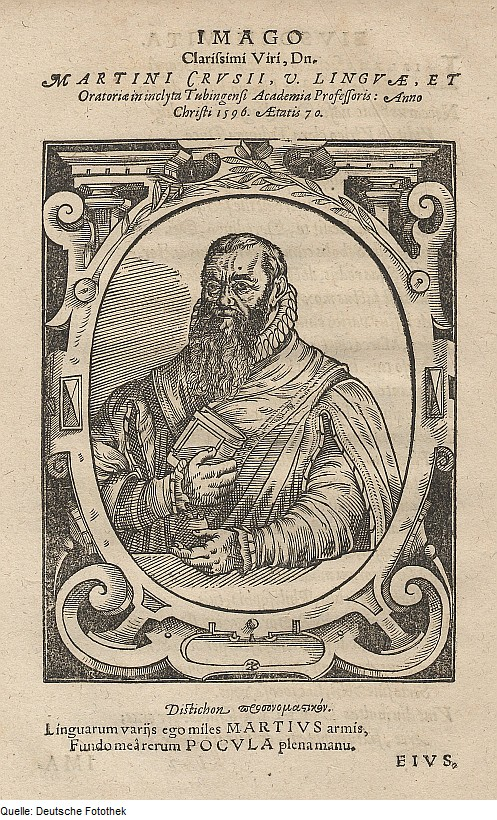
Martin Crusius, Professor der griech. und lat. Sprache und der Rhetorik
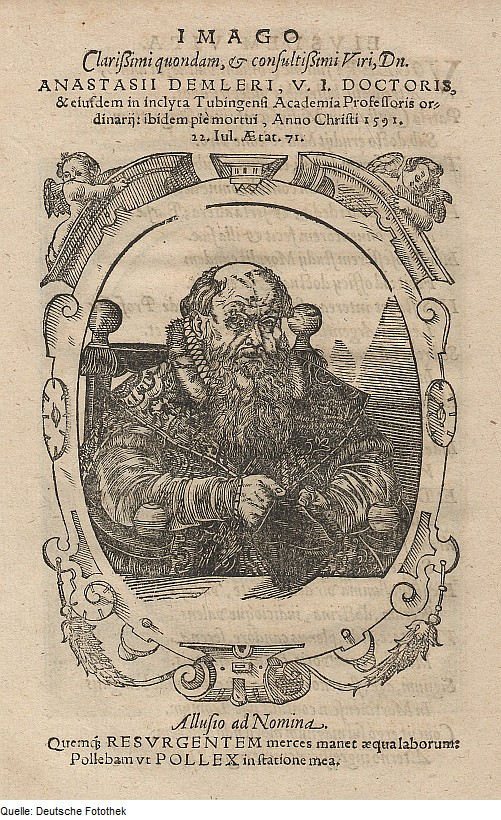
Anastasius Demler, Professor
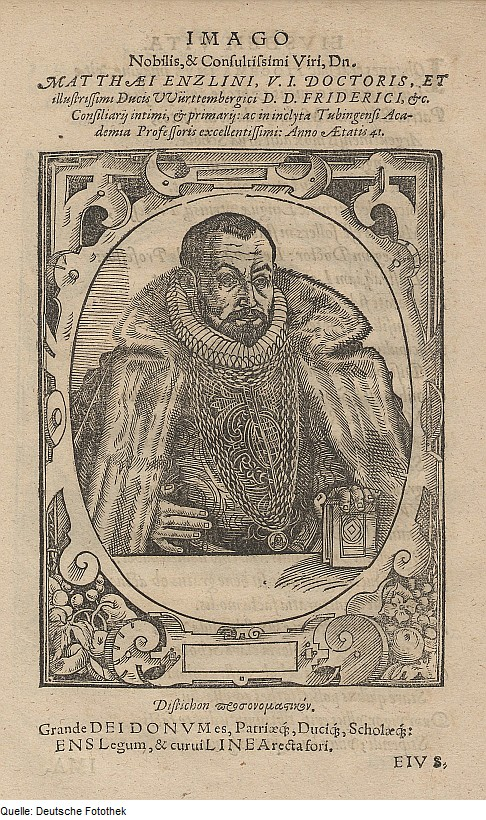
Matthias Enzlin, Professor der Rechtswissenschaft
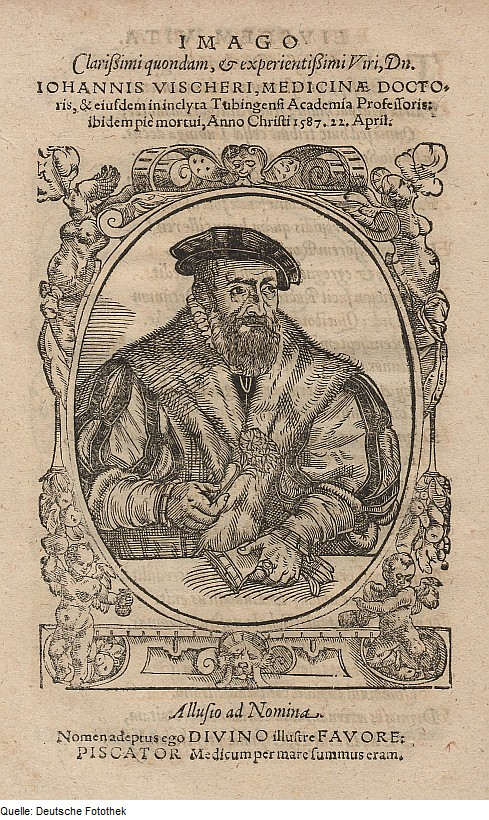
Johannes Fischer, Professor der Medizin
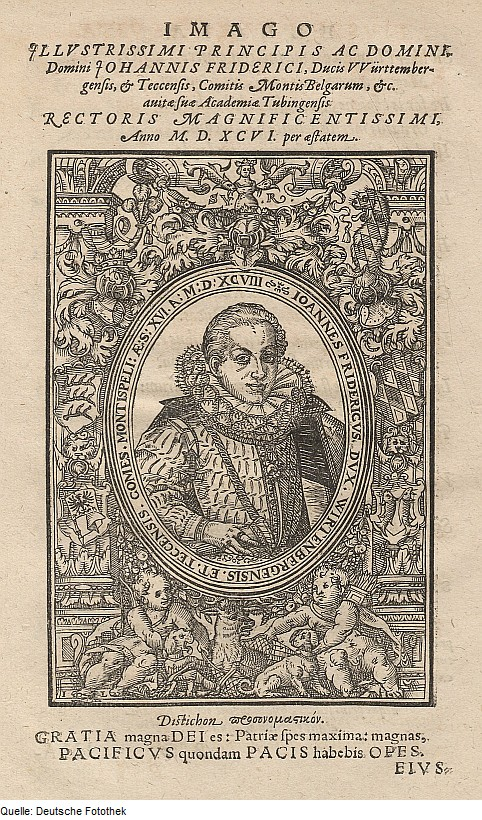
Herzog Johann Friedrich von Württemberg, Rektor
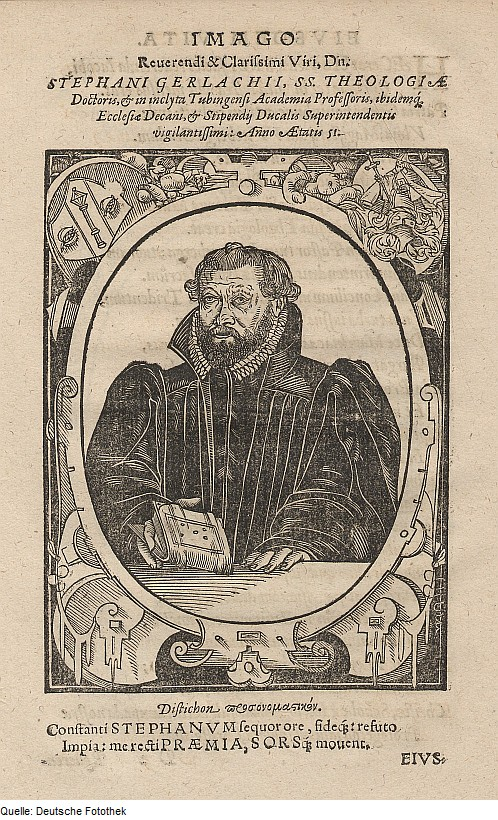
Stephan Gerlach, Professor für Theologie
Johann Halbritter, Professor der Rechtswissenschaft
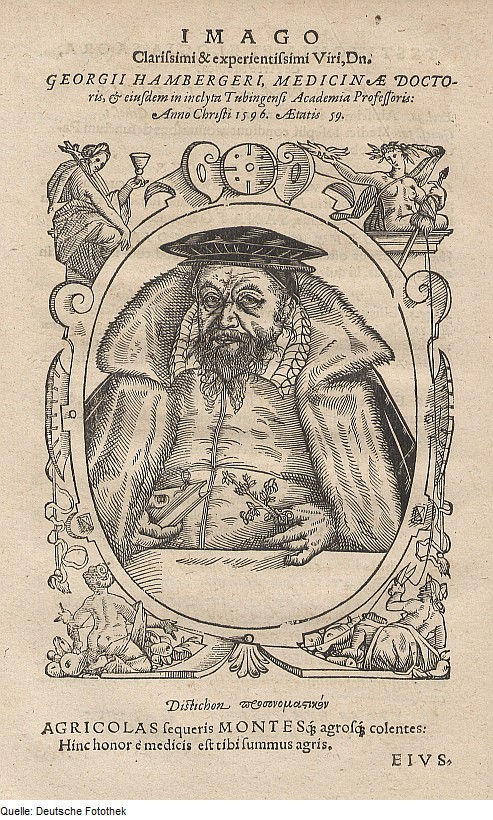
Georg Hamberger, Professor für Medizin
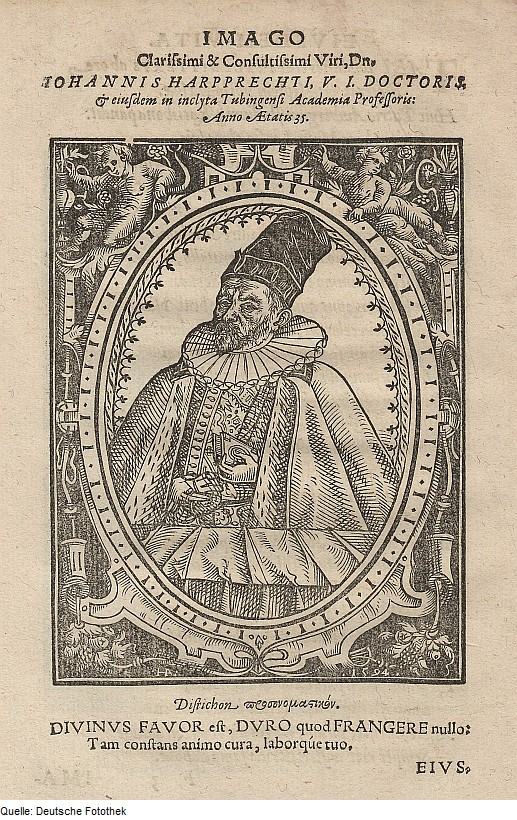
Johannes Harpprecht, Professor der Rechtswissenschaft
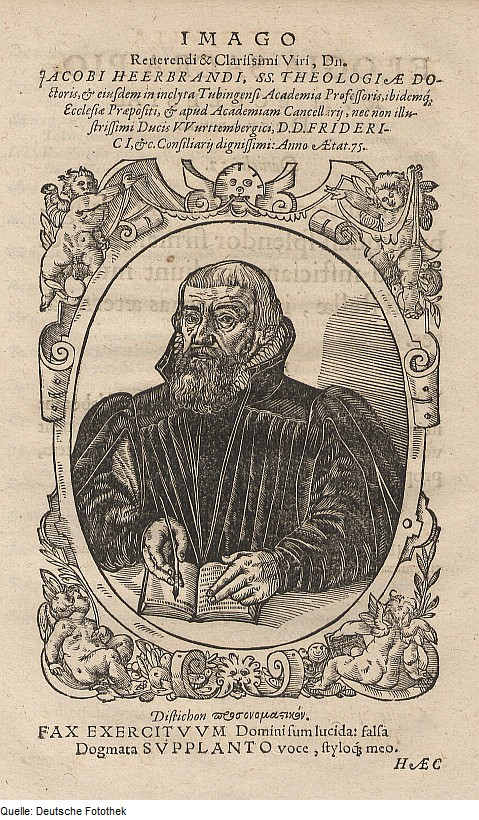
Jacob Heerbrand, Professor für Theologie
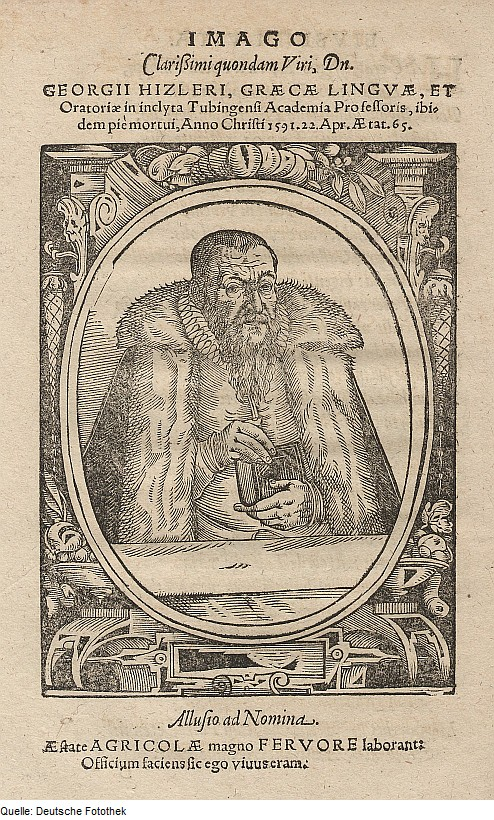
Georg Hizler, Professor für griechische Sprache
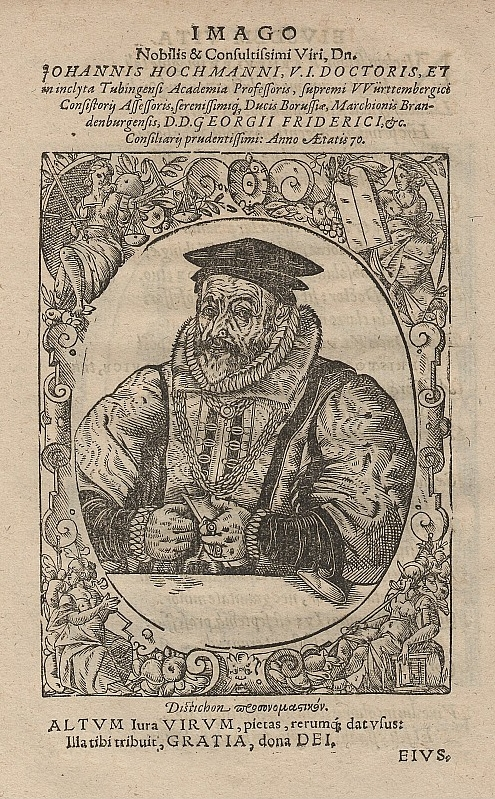
Johannes Hochmann, Professor der Rechtswissenschaft
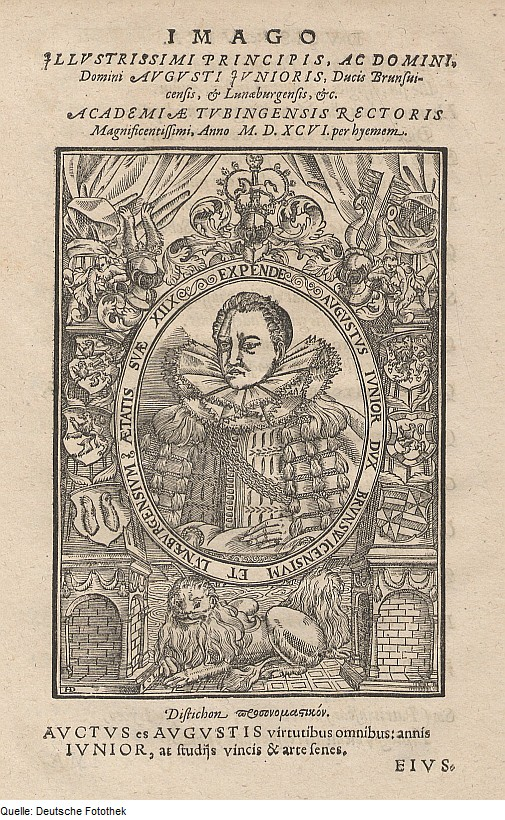
August Junior, akademischer Rektor
Matthias Hafenreffer, Professor für Theologie
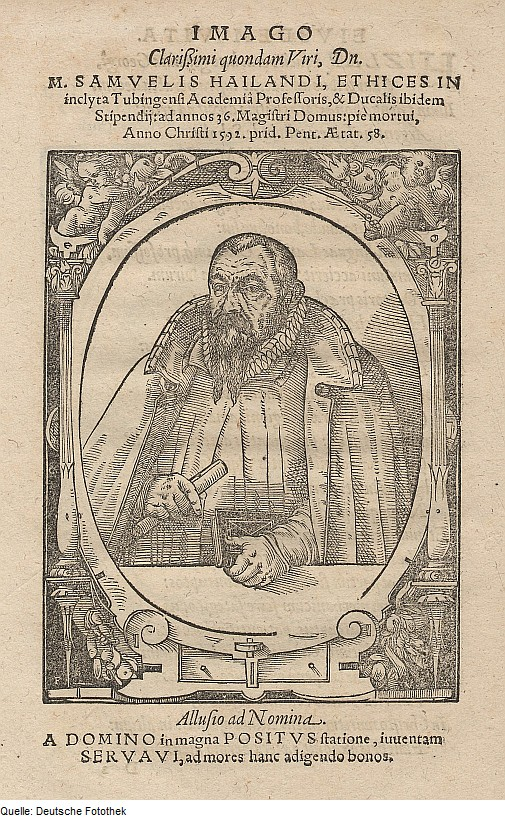
Samuel Hailand, Professor für Ethik
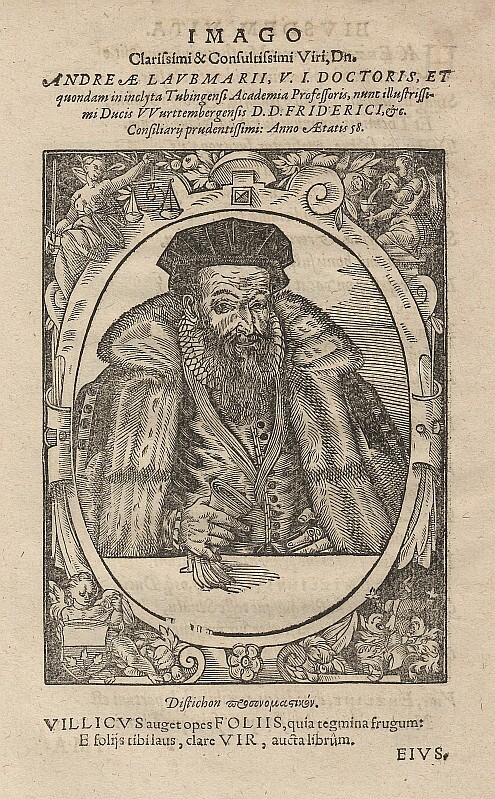
Andreas Laubmaier, Professor der Rechtswissenschaft
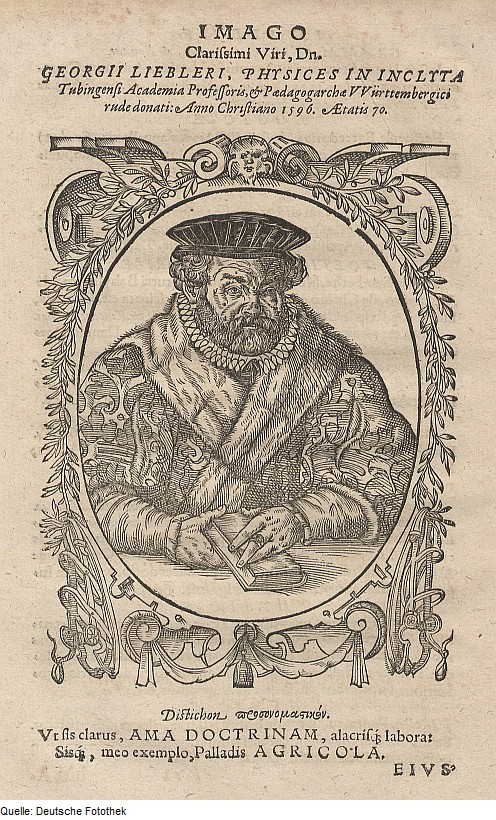
Georg Liebler, Professor der Naturphilosophie (Physik)
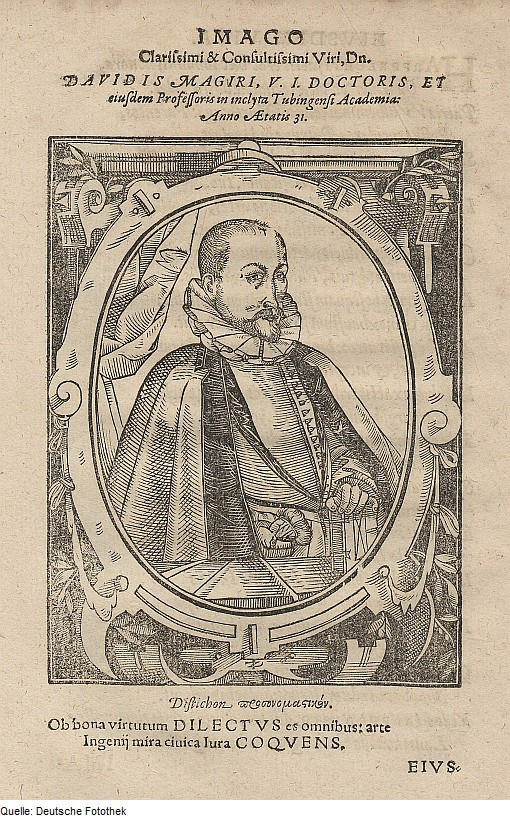
David Magirus, Professor der Rechtswissenschaft
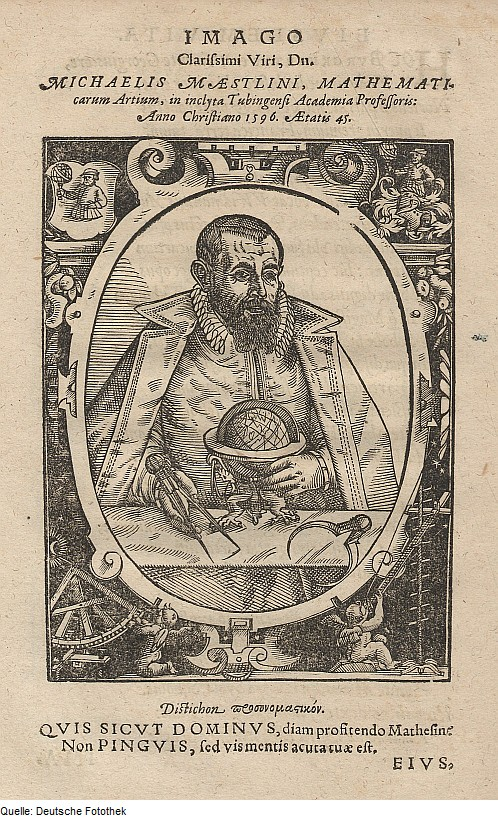
Michael Mästlin, Professor der Mathematik und Astronomie
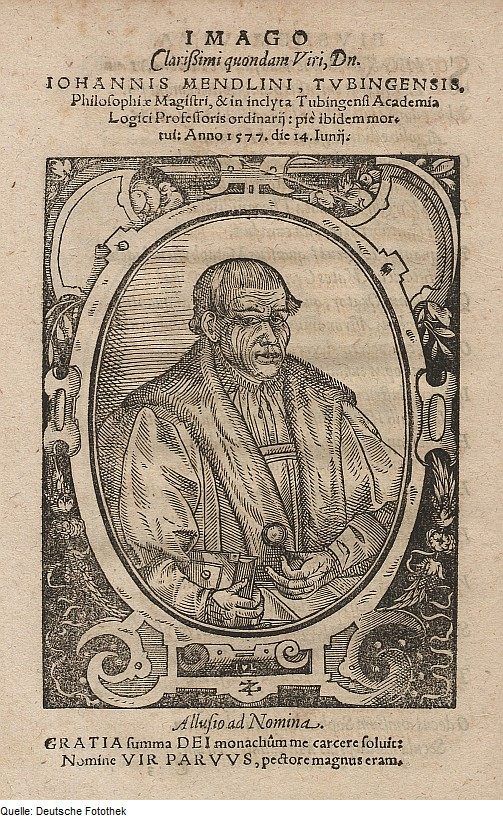
Johannes Mendlin, Professor der Logik
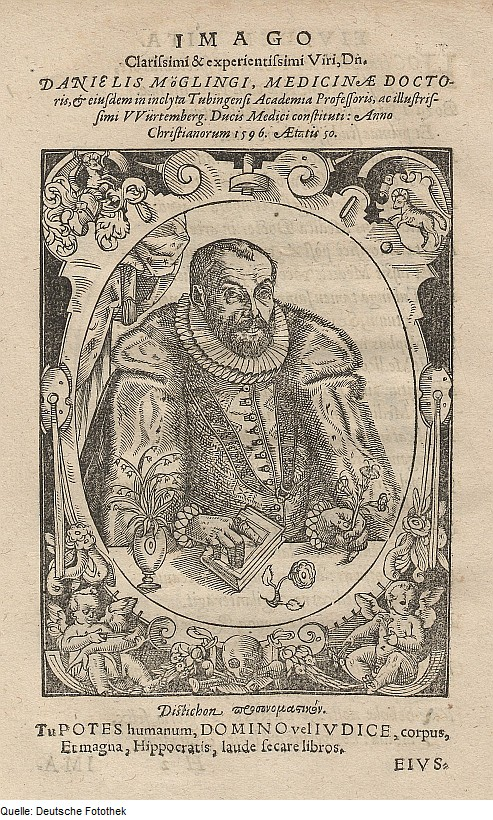
Daniel Mögling, Professor für Medizin
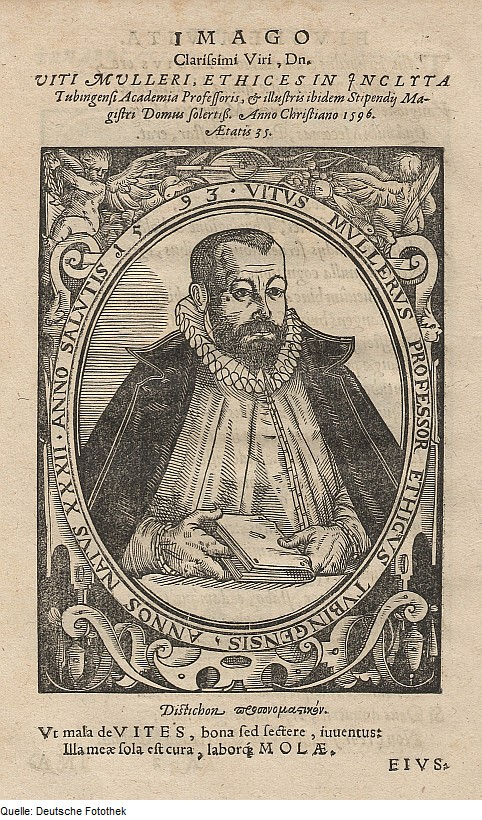
Veit Müller, Professor für Ethik
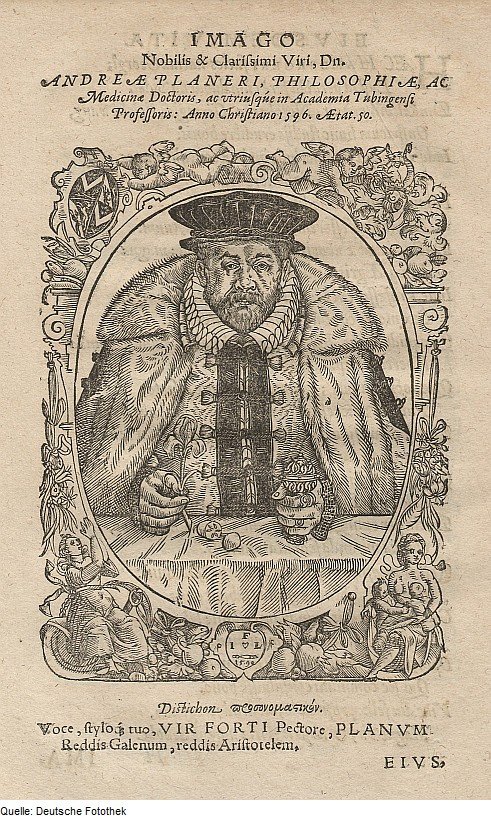
Andreas Planer, Professor für Logik, Metaphysik und Medizin
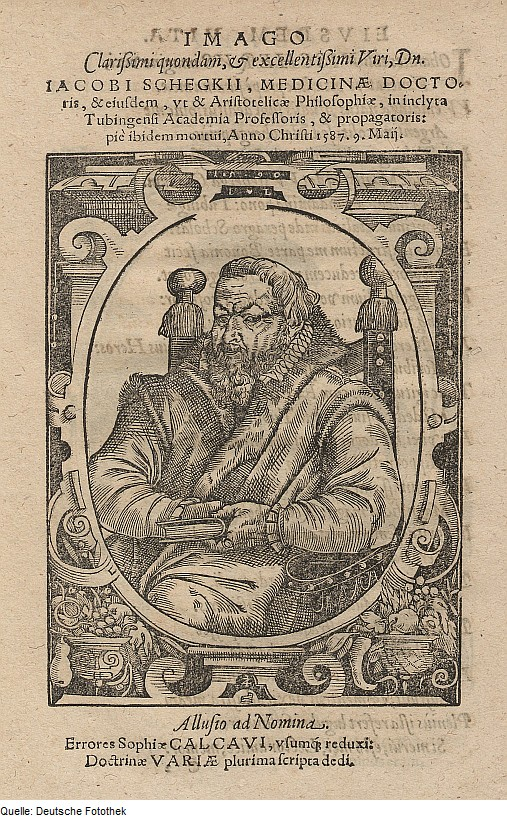
Jacob Schegkius, Doktor der Medizin und Philosophie
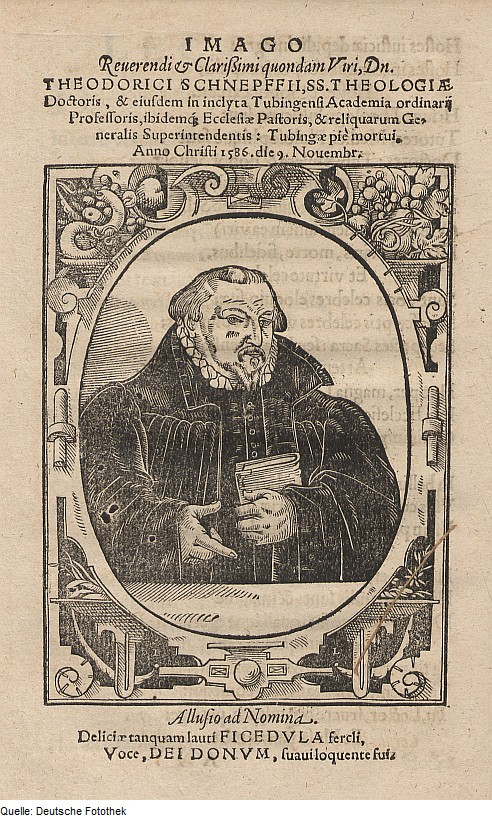
Theodor Schnepf, Professor für Theologie
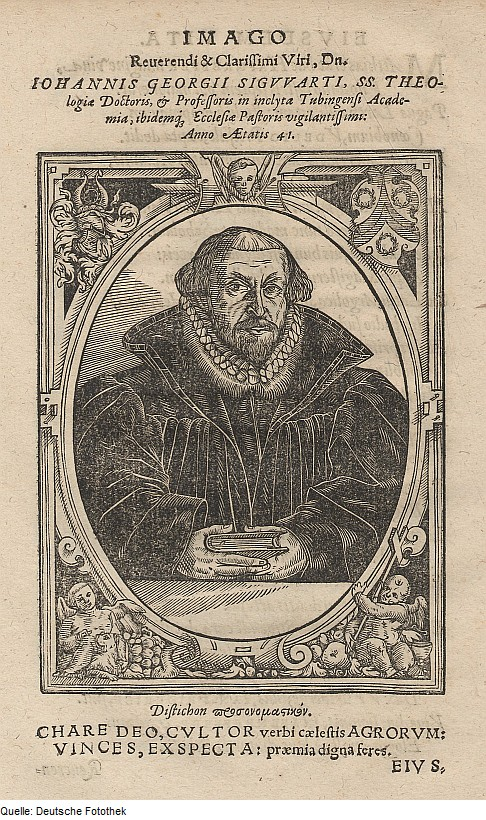
Johann Georg Sigwart, Professor für Theologie
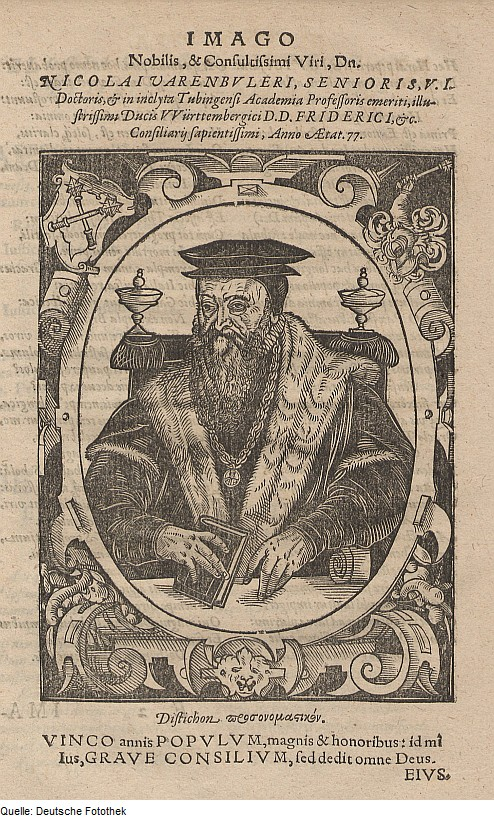
Nicolai Varnbüler, Professor der Rechtswissenschaft
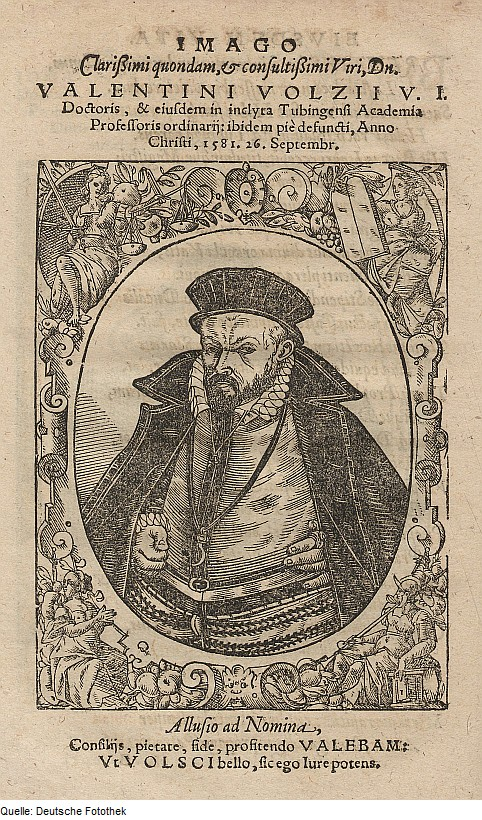
Valentin Volz, Professor
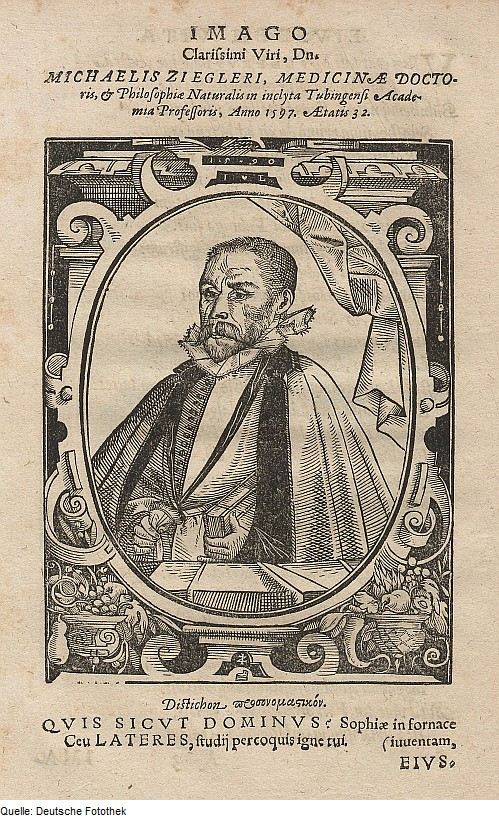
Michael Ziegler, Doktor der Medizin und Naturphilosophie